# Премјештање (шах)
Овај чланак користи алгебарску шаховску нотацију како би се описали шаховски потези.
Премјештање у шаху и осталим играма сличним шаху је секвенца потеза која резултује позицијом до које се може доћи и другим, чешћим низом потеза. Премјештања су нарочито честа у шаховским отварањима, гдје добијена позиција може бити добијена различитим низовима потеза. Играчи некада намјерно користе премјештања да би избјегли варијанте које не воле, намамити противнике у непознату или непријатну територију или једноставно забринути противнике.
У шаху глагол "премјештање" значи пребацити игру на друго отварање са које је започела.

## Примјери

### Позиције постигнуте различитим рутама
|   | a | b | c | d | e | f | g | h |   |
| 8 | a8 black rook · b8 black knight · c8 black bishop · d8 black queen · e8 black king · f8 black bishop · h8 black rook · a7 black pawn · b7 black pawn · c7 black pawn · f7 black pawn · g7 black pawn · h7 black pawn · e6 black pawn · f6 black knight · d5 black pawn · c4 white pawn · d4 white pawn · c3 white knight · a2 white pawn · b2 white pawn · e2 white pawn · f2 white pawn · g2 white pawn · h2 white pawn · a1 white rook · c1 white bishop · d1 white queen · e1 white king · f1 white bishop · g1 white knight · h1 white rook | a8 black rook · b8 black knight · c8 black bishop · d8 black queen · e8 black king · f8 black bishop · h8 black rook · a7 black pawn · b7 black pawn · c7 black pawn · f7 black pawn · g7 black pawn · h7 black pawn · e6 black pawn · f6 black knight · d5 black pawn · c4 white pawn · d4 white pawn · c3 white knight · a2 white pawn · b2 white pawn · e2 white pawn · f2 white pawn · g2 white pawn · h2 white pawn · a1 white rook · c1 white bishop · d1 white queen · e1 white king · f1 white bishop · g1 white knight · h1 white rook | a8 black rook · b8 black knight · c8 black bishop · d8 black queen · e8 black king · f8 black bishop · h8 black rook · a7 black pawn · b7 black pawn · c7 black pawn · f7 black pawn · g7 black pawn · h7 black pawn · e6 black pawn · f6 black knight · d5 black pawn · c4 white pawn · d4 white pawn · c3 white knight · a2 white pawn · b2 white pawn · e2 white pawn · f2 white pawn · g2 white pawn · h2 white pawn · a1 white rook · c1 white bishop · d1 white queen · e1 white king · f1 white bishop · g1 white knight · h1 white rook | a8 black rook · b8 black knight · c8 black bishop · d8 black queen · e8 black king · f8 black bishop · h8 black rook · a7 black pawn · b7 black pawn · c7 black pawn · f7 black pawn · g7 black pawn · h7 black pawn · e6 black pawn · f6 black knight · d5 black pawn · c4 white pawn · d4 white pawn · c3 white knight · a2 white pawn · b2 white pawn · e2 white pawn · f2 white pawn · g2 white pawn · h2 white pawn · a1 white rook · c1 white bishop · d1 white queen · e1 white king · f1 white bishop · g1 white knight · h1 white rook | a8 black rook · b8 black knight · c8 black bishop · d8 black queen · e8 black king · f8 black bishop · h8 black rook · a7 black pawn · b7 black pawn · c7 black pawn · f7 black pawn · g7 black pawn · h7 black pawn · e6 black pawn · f6 black knight · d5 black pawn · c4 white pawn · d4 white pawn · c3 white knight · a2 white pawn · b2 white pawn · e2 white pawn · f2 white pawn · g2 white pawn · h2 white pawn · a1 white rook · c1 white bishop · d1 white queen · e1 white king · f1 white bishop · g1 white knight · h1 white rook | a8 black rook · b8 black knight · c8 black bishop · d8 black queen · e8 black king · f8 black bishop · h8 black rook · a7 black pawn · b7 black pawn · c7 black pawn · f7 black pawn · g7 black pawn · h7 black pawn · e6 black pawn · f6 black knight · d5 black pawn · c4 white pawn · d4 white pawn · c3 white knight · a2 white pawn · b2 white pawn · e2 white pawn · f2 white pawn · g2 white pawn · h2 white pawn · a1 white rook · c1 white bishop · d1 white queen · e1 white king · f1 white bishop · g1 white knight · h1 white rook | a8 black rook · b8 black knight · c8 black bishop · d8 black queen · e8 black king · f8 black bishop · h8 black rook · a7 black pawn · b7 black pawn · c7 black pawn · f7 black pawn · g7 black pawn · h7 black pawn · e6 black pawn · f6 black knight · d5 black pawn · c4 white pawn · d4 white pawn · c3 white knight · a2 white pawn · b2 white pawn · e2 white pawn · f2 white pawn · g2 white pawn · h2 white pawn · a1 white rook · c1 white bishop · d1 white queen · e1 white king · f1 white bishop · g1 white knight · h1 white rook | a8 black rook · b8 black knight · c8 black bishop · d8 black queen · e8 black king · f8 black bishop · h8 black rook · a7 black pawn · b7 black pawn · c7 black pawn · f7 black pawn · g7 black pawn · h7 black pawn · e6 black pawn · f6 black knight · d5 black pawn · c4 white pawn · d4 white pawn · c3 white knight · a2 white pawn · b2 white pawn · e2 white pawn · f2 white pawn · g2 white pawn · h2 white pawn · a1 white rook · c1 white bishop · d1 white queen · e1 white king · f1 white bishop · g1 white knight · h1 white rook | 8 |
| 7 | a8 black rook · b8 black knight · c8 black bishop · d8 black queen · e8 black king · f8 black bishop · h8 black rook · a7 black pawn · b7 black pawn · c7 black pawn · f7 black pawn · g7 black pawn · h7 black pawn · e6 black pawn · f6 black knight · d5 black pawn · c4 white pawn · d4 white pawn · c3 white knight · a2 white pawn · b2 white pawn · e2 white pawn · f2 white pawn · g2 white pawn · h2 white pawn · a1 white rook · c1 white bishop · d1 white queen · e1 white king · f1 white bishop · g1 white knight · h1 white rook | a8 black rook · b8 black knight · c8 black bishop · d8 black queen · e8 black king · f8 black bishop · h8 black rook · a7 black pawn · b7 black pawn · c7 black pawn · f7 black pawn · g7 black pawn · h7 black pawn · e6 black pawn · f6 black knight · d5 black pawn · c4 white pawn · d4 white pawn · c3 white knight · a2 white pawn · b2 white pawn · e2 white pawn · f2 white pawn · g2 white pawn · h2 white pawn · a1 white rook · c1 white bishop · d1 white queen · e1 white king · f1 white bishop · g1 white knight · h1 white rook | a8 black rook · b8 black knight · c8 black bishop · d8 black queen · e8 black king · f8 black bishop · h8 black rook · a7 black pawn · b7 black pawn · c7 black pawn · f7 black pawn · g7 black pawn · h7 black pawn · e6 black pawn · f6 black knight · d5 black pawn · c4 white pawn · d4 white pawn · c3 white knight · a2 white pawn · b2 white pawn · e2 white pawn · f2 white pawn · g2 white pawn · h2 white pawn · a1 white rook · c1 white bishop · d1 white queen · e1 white king · f1 white bishop · g1 white knight · h1 white rook | a8 black rook · b8 black knight · c8 black bishop · d8 black queen · e8 black king · f8 black bishop · h8 black rook · a7 black pawn · b7 black pawn · c7 black pawn · f7 black pawn · g7 black pawn · h7 black pawn · e6 black pawn · f6 black knight · d5 black pawn · c4 white pawn · d4 white pawn · c3 white knight · a2 white pawn · b2 white pawn · e2 white pawn · f2 white pawn · g2 white pawn · h2 white pawn · a1 white rook · c1 white bishop · d1 white queen · e1 white king · f1 white bishop · g1 white knight · h1 white rook | a8 black rook · b8 black knight · c8 black bishop · d8 black queen · e8 black king · f8 black bishop · h8 black rook · a7 black pawn · b7 black pawn · c7 black pawn · f7 black pawn · g7 black pawn · h7 black pawn · e6 black pawn · f6 black knight · d5 black pawn · c4 white pawn · d4 white pawn · c3 white knight · a2 white pawn · b2 white pawn · e2 white pawn · f2 white pawn · g2 white pawn · h2 white pawn · a1 white rook · c1 white bishop · d1 white queen · e1 white king · f1 white bishop · g1 white knight · h1 white rook | a8 black rook · b8 black knight · c8 black bishop · d8 black queen · e8 black king · f8 black bishop · h8 black rook · a7 black pawn · b7 black pawn · c7 black pawn · f7 black pawn · g7 black pawn · h7 black pawn · e6 black pawn · f6 black knight · d5 black pawn · c4 white pawn · d4 white pawn · c3 white knight · a2 white pawn · b2 white pawn · e2 white pawn · f2 white pawn · g2 white pawn · h2 white pawn · a1 white rook · c1 white bishop · d1 white queen · e1 white king · f1 white bishop · g1 white knight · h1 white rook | a8 black rook · b8 black knight · c8 black bishop · d8 black queen · e8 black king · f8 black bishop · h8 black rook · a7 black pawn · b7 black pawn · c7 black pawn · f7 black pawn · g7 black pawn · h7 black pawn · e6 black pawn · f6 black knight · d5 black pawn · c4 white pawn · d4 white pawn · c3 white knight · a2 white pawn · b2 white pawn · e2 white pawn · f2 white pawn · g2 white pawn · h2 white pawn · a1 white rook · c1 white bishop · d1 white queen · e1 white king · f1 white bishop · g1 white knight · h1 white rook | a8 black rook · b8 black knight · c8 black bishop · d8 black queen · e8 black king · f8 black bishop · h8 black rook · a7 black pawn · b7 black pawn · c7 black pawn · f7 black pawn · g7 black pawn · h7 black pawn · e6 black pawn · f6 black knight · d5 black pawn · c4 white pawn · d4 white pawn · c3 white knight · a2 white pawn · b2 white pawn · e2 white pawn · f2 white pawn · g2 white pawn · h2 white pawn · a1 white rook · c1 white bishop · d1 white queen · e1 white king · f1 white bishop · g1 white knight · h1 white rook | 7 |
| 6 | a8 black rook · b8 black knight · c8 black bishop · d8 black queen · e8 black king · f8 black bishop · h8 black rook · a7 black pawn · b7 black pawn · c7 black pawn · f7 black pawn · g7 black pawn · h7 black pawn · e6 black pawn · f6 black knight · d5 black pawn · c4 white pawn · d4 white pawn · c3 white knight · a2 white pawn · b2 white pawn · e2 white pawn · f2 white pawn · g2 white pawn · h2 white pawn · a1 white rook · c1 white bishop · d1 white queen · e1 white king · f1 white bishop · g1 white knight · h1 white rook | a8 black rook · b8 black knight · c8 black bishop · d8 black queen · e8 black king · f8 black bishop · h8 black rook · a7 black pawn · b7 black pawn · c7 black pawn · f7 black pawn · g7 black pawn · h7 black pawn · e6 black pawn · f6 black knight · d5 black pawn · c4 white pawn · d4 white pawn · c3 white knight · a2 white pawn · b2 white pawn · e2 white pawn · f2 white pawn · g2 white pawn · h2 white pawn · a1 white rook · c1 white bishop · d1 white queen · e1 white king · f1 white bishop · g1 white knight · h1 white rook | a8 black rook · b8 black knight · c8 black bishop · d8 black queen · e8 black king · f8 black bishop · h8 black rook · a7 black pawn · b7 black pawn · c7 black pawn · f7 black pawn · g7 black pawn · h7 black pawn · e6 black pawn · f6 black knight · d5 black pawn · c4 white pawn · d4 white pawn · c3 white knight · a2 white pawn · b2 white pawn · e2 white pawn · f2 white pawn · g2 white pawn · h2 white pawn · a1 white rook · c1 white bishop · d1 white queen · e1 white king · f1 white bishop · g1 white knight · h1 white rook | a8 black rook · b8 black knight · c8 black bishop · d8 black queen · e8 black king · f8 black bishop · h8 black rook · a7 black pawn · b7 black pawn · c7 black pawn · f7 black pawn · g7 black pawn · h7 black pawn · e6 black pawn · f6 black knight · d5 black pawn · c4 white pawn · d4 white pawn · c3 white knight · a2 white pawn · b2 white pawn · e2 white pawn · f2 white pawn · g2 white pawn · h2 white pawn · a1 white rook · c1 white bishop · d1 white queen · e1 white king · f1 white bishop · g1 white knight · h1 white rook | a8 black rook · b8 black knight · c8 black bishop · d8 black queen · e8 black king · f8 black bishop · h8 black rook · a7 black pawn · b7 black pawn · c7 black pawn · f7 black pawn · g7 black pawn · h7 black pawn · e6 black pawn · f6 black knight · d5 black pawn · c4 white pawn · d4 white pawn · c3 white knight · a2 white pawn · b2 white pawn · e2 white pawn · f2 white pawn · g2 white pawn · h2 white pawn · a1 white rook · c1 white bishop · d1 white queen · e1 white king · f1 white bishop · g1 white knight · h1 white rook | a8 black rook · b8 black knight · c8 black bishop · d8 black queen · e8 black king · f8 black bishop · h8 black rook · a7 black pawn · b7 black pawn · c7 black pawn · f7 black pawn · g7 black pawn · h7 black pawn · e6 black pawn · f6 black knight · d5 black pawn · c4 white pawn · d4 white pawn · c3 white knight · a2 white pawn · b2 white pawn · e2 white pawn · f2 white pawn · g2 white pawn · h2 white pawn · a1 white rook · c1 white bishop · d1 white queen · e1 white king · f1 white bishop · g1 white knight · h1 white rook | a8 black rook · b8 black knight · c8 black bishop · d8 black queen · e8 black king · f8 black bishop · h8 black rook · a7 black pawn · b7 black pawn · c7 black pawn · f7 black pawn · g7 black pawn · h7 black pawn · e6 black pawn · f6 black knight · d5 black pawn · c4 white pawn · d4 white pawn · c3 white knight · a2 white pawn · b2 white pawn · e2 white pawn · f2 white pawn · g2 white pawn · h2 white pawn · a1 white rook · c1 white bishop · d1 white queen · e1 white king · f1 white bishop · g1 white knight · h1 white rook | a8 black rook · b8 black knight · c8 black bishop · d8 black queen · e8 black king · f8 black bishop · h8 black rook · a7 black pawn · b7 black pawn · c7 black pawn · f7 black pawn · g7 black pawn · h7 black pawn · e6 black pawn · f6 black knight · d5 black pawn · c4 white pawn · d4 white pawn · c3 white knight · a2 white pawn · b2 white pawn · e2 white pawn · f2 white pawn · g2 white pawn · h2 white pawn · a1 white rook · c1 white bishop · d1 white queen · e1 white king · f1 white bishop · g1 white knight · h1 white rook | 6 |
| 5 | a8 black rook · b8 black knight · c8 black bishop · d8 black queen · e8 black king · f8 black bishop · h8 black rook · a7 black pawn · b7 black pawn · c7 black pawn · f7 black pawn · g7 black pawn · h7 black pawn · e6 black pawn · f6 black knight · d5 black pawn · c4 white pawn · d4 white pawn · c3 white knight · a2 white pawn · b2 white pawn · e2 white pawn · f2 white pawn · g2 white pawn · h2 white pawn · a1 white rook · c1 white bishop · d1 white queen · e1 white king · f1 white bishop · g1 white knight · h1 white rook | a8 black rook · b8 black knight · c8 black bishop · d8 black queen · e8 black king · f8 black bishop · h8 black rook · a7 black pawn · b7 black pawn · c7 black pawn · f7 black pawn · g7 black pawn · h7 black pawn · e6 black pawn · f6 black knight · d5 black pawn · c4 white pawn · d4 white pawn · c3 white knight · a2 white pawn · b2 white pawn · e2 white pawn · f2 white pawn · g2 white pawn · h2 white pawn · a1 white rook · c1 white bishop · d1 white queen · e1 white king · f1 white bishop · g1 white knight · h1 white rook | a8 black rook · b8 black knight · c8 black bishop · d8 black queen · e8 black king · f8 black bishop · h8 black rook · a7 black pawn · b7 black pawn · c7 black pawn · f7 black pawn · g7 black pawn · h7 black pawn · e6 black pawn · f6 black knight · d5 black pawn · c4 white pawn · d4 white pawn · c3 white knight · a2 white pawn · b2 white pawn · e2 white pawn · f2 white pawn · g2 white pawn · h2 white pawn · a1 white rook · c1 white bishop · d1 white queen · e1 white king · f1 white bishop · g1 white knight · h1 white rook | a8 black rook · b8 black knight · c8 black bishop · d8 black queen · e8 black king · f8 black bishop · h8 black rook · a7 black pawn · b7 black pawn · c7 black pawn · f7 black pawn · g7 black pawn · h7 black pawn · e6 black pawn · f6 black knight · d5 black pawn · c4 white pawn · d4 white pawn · c3 white knight · a2 white pawn · b2 white pawn · e2 white pawn · f2 white pawn · g2 white pawn · h2 white pawn · a1 white rook · c1 white bishop · d1 white queen · e1 white king · f1 white bishop · g1 white knight · h1 white rook | a8 black rook · b8 black knight · c8 black bishop · d8 black queen · e8 black king · f8 black bishop · h8 black rook · a7 black pawn · b7 black pawn · c7 black pawn · f7 black pawn · g7 black pawn · h7 black pawn · e6 black pawn · f6 black knight · d5 black pawn · c4 white pawn · d4 white pawn · c3 white knight · a2 white pawn · b2 white pawn · e2 white pawn · f2 white pawn · g2 white pawn · h2 white pawn · a1 white rook · c1 white bishop · d1 white queen · e1 white king · f1 white bishop · g1 white knight · h1 white rook | a8 black rook · b8 black knight · c8 black bishop · d8 black queen · e8 black king · f8 black bishop · h8 black rook · a7 black pawn · b7 black pawn · c7 black pawn · f7 black pawn · g7 black pawn · h7 black pawn · e6 black pawn · f6 black knight · d5 black pawn · c4 white pawn · d4 white pawn · c3 white knight · a2 white pawn · b2 white pawn · e2 white pawn · f2 white pawn · g2 white pawn · h2 white pawn · a1 white rook · c1 white bishop · d1 white queen · e1 white king · f1 white bishop · g1 white knight · h1 white rook | a8 black rook · b8 black knight · c8 black bishop · d8 black queen · e8 black king · f8 black bishop · h8 black rook · a7 black pawn · b7 black pawn · c7 black pawn · f7 black pawn · g7 black pawn · h7 black pawn · e6 black pawn · f6 black knight · d5 black pawn · c4 white pawn · d4 white pawn · c3 white knight · a2 white pawn · b2 white pawn · e2 white pawn · f2 white pawn · g2 white pawn · h2 white pawn · a1 white rook · c1 white bishop · d1 white queen · e1 white king · f1 white bishop · g1 white knight · h1 white rook | a8 black rook · b8 black knight · c8 black bishop · d8 black queen · e8 black king · f8 black bishop · h8 black rook · a7 black pawn · b7 black pawn · c7 black pawn · f7 black pawn · g7 black pawn · h7 black pawn · e6 black pawn · f6 black knight · d5 black pawn · c4 white pawn · d4 white pawn · c3 white knight · a2 white pawn · b2 white pawn · e2 white pawn · f2 white pawn · g2 white pawn · h2 white pawn · a1 white rook · c1 white bishop · d1 white queen · e1 white king · f1 white bishop · g1 white knight · h1 white rook | 5 |
| 4 | a8 black rook · b8 black knight · c8 black bishop · d8 black queen · e8 black king · f8 black bishop · h8 black rook · a7 black pawn · b7 black pawn · c7 black pawn · f7 black pawn · g7 black pawn · h7 black pawn · e6 black pawn · f6 black knight · d5 black pawn · c4 white pawn · d4 white pawn · c3 white knight · a2 white pawn · b2 white pawn · e2 white pawn · f2 white pawn · g2 white pawn · h2 white pawn · a1 white rook · c1 white bishop · d1 white queen · e1 white king · f1 white bishop · g1 white knight · h1 white rook | a8 black rook · b8 black knight · c8 black bishop · d8 black queen · e8 black king · f8 black bishop · h8 black rook · a7 black pawn · b7 black pawn · c7 black pawn · f7 black pawn · g7 black pawn · h7 black pawn · e6 black pawn · f6 black knight · d5 black pawn · c4 white pawn · d4 white pawn · c3 white knight · a2 white pawn · b2 white pawn · e2 white pawn · f2 white pawn · g2 white pawn · h2 white pawn · a1 white rook · c1 white bishop · d1 white queen · e1 white king · f1 white bishop · g1 white knight · h1 white rook | a8 black rook · b8 black knight · c8 black bishop · d8 black queen · e8 black king · f8 black bishop · h8 black rook · a7 black pawn · b7 black pawn · c7 black pawn · f7 black pawn · g7 black pawn · h7 black pawn · e6 black pawn · f6 black knight · d5 black pawn · c4 white pawn · d4 white pawn · c3 white knight · a2 white pawn · b2 white pawn · e2 white pawn · f2 white pawn · g2 white pawn · h2 white pawn · a1 white rook · c1 white bishop · d1 white queen · e1 white king · f1 white bishop · g1 white knight · h1 white rook | a8 black rook · b8 black knight · c8 black bishop · d8 black queen · e8 black king · f8 black bishop · h8 black rook · a7 black pawn · b7 black pawn · c7 black pawn · f7 black pawn · g7 black pawn · h7 black pawn · e6 black pawn · f6 black knight · d5 black pawn · c4 white pawn · d4 white pawn · c3 white knight · a2 white pawn · b2 white pawn · e2 white pawn · f2 white pawn · g2 white pawn · h2 white pawn · a1 white rook · c1 white bishop · d1 white queen · e1 white king · f1 white bishop · g1 white knight · h1 white rook | a8 black rook · b8 black knight · c8 black bishop · d8 black queen · e8 black king · f8 black bishop · h8 black rook · a7 black pawn · b7 black pawn · c7 black pawn · f7 black pawn · g7 black pawn · h7 black pawn · e6 black pawn · f6 black knight · d5 black pawn · c4 white pawn · d4 white pawn · c3 white knight · a2 white pawn · b2 white pawn · e2 white pawn · f2 white pawn · g2 white pawn · h2 white pawn · a1 white rook · c1 white bishop · d1 white queen · e1 white king · f1 white bishop · g1 white knight · h1 white rook | a8 black rook · b8 black knight · c8 black bishop · d8 black queen · e8 black king · f8 black bishop · h8 black rook · a7 black pawn · b7 black pawn · c7 black pawn · f7 black pawn · g7 black pawn · h7 black pawn · e6 black pawn · f6 black knight · d5 black pawn · c4 white pawn · d4 white pawn · c3 white knight · a2 white pawn · b2 white pawn · e2 white pawn · f2 white pawn · g2 white pawn · h2 white pawn · a1 white rook · c1 white bishop · d1 white queen · e1 white king · f1 white bishop · g1 white knight · h1 white rook | a8 black rook · b8 black knight · c8 black bishop · d8 black queen · e8 black king · f8 black bishop · h8 black rook · a7 black pawn · b7 black pawn · c7 black pawn · f7 black pawn · g7 black pawn · h7 black pawn · e6 black pawn · f6 black knight · d5 black pawn · c4 white pawn · d4 white pawn · c3 white knight · a2 white pawn · b2 white pawn · e2 white pawn · f2 white pawn · g2 white pawn · h2 white pawn · a1 white rook · c1 white bishop · d1 white queen · e1 white king · f1 white bishop · g1 white knight · h1 white rook | a8 black rook · b8 black knight · c8 black bishop · d8 black queen · e8 black king · f8 black bishop · h8 black rook · a7 black pawn · b7 black pawn · c7 black pawn · f7 black pawn · g7 black pawn · h7 black pawn · e6 black pawn · f6 black knight · d5 black pawn · c4 white pawn · d4 white pawn · c3 white knight · a2 white pawn · b2 white pawn · e2 white pawn · f2 white pawn · g2 white pawn · h2 white pawn · a1 white rook · c1 white bishop · d1 white queen · e1 white king · f1 white bishop · g1 white knight · h1 white rook | 4 |
| 3 | a8 black rook · b8 black knight · c8 black bishop · d8 black queen · e8 black king · f8 black bishop · h8 black rook · a7 black pawn · b7 black pawn · c7 black pawn · f7 black pawn · g7 black pawn · h7 black pawn · e6 black pawn · f6 black knight · d5 black pawn · c4 white pawn · d4 white pawn · c3 white knight · a2 white pawn · b2 white pawn · e2 white pawn · f2 white pawn · g2 white pawn · h2 white pawn · a1 white rook · c1 white bishop · d1 white queen · e1 white king · f1 white bishop · g1 white knight · h1 white rook | a8 black rook · b8 black knight · c8 black bishop · d8 black queen · e8 black king · f8 black bishop · h8 black rook · a7 black pawn · b7 black pawn · c7 black pawn · f7 black pawn · g7 black pawn · h7 black pawn · e6 black pawn · f6 black knight · d5 black pawn · c4 white pawn · d4 white pawn · c3 white knight · a2 white pawn · b2 white pawn · e2 white pawn · f2 white pawn · g2 white pawn · h2 white pawn · a1 white rook · c1 white bishop · d1 white queen · e1 white king · f1 white bishop · g1 white knight · h1 white rook | a8 black rook · b8 black knight · c8 black bishop · d8 black queen · e8 black king · f8 black bishop · h8 black rook · a7 black pawn · b7 black pawn · c7 black pawn · f7 black pawn · g7 black pawn · h7 black pawn · e6 black pawn · f6 black knight · d5 black pawn · c4 white pawn · d4 white pawn · c3 white knight · a2 white pawn · b2 white pawn · e2 white pawn · f2 white pawn · g2 white pawn · h2 white pawn · a1 white rook · c1 white bishop · d1 white queen · e1 white king · f1 white bishop · g1 white knight · h1 white rook | a8 black rook · b8 black knight · c8 black bishop · d8 black queen · e8 black king · f8 black bishop · h8 black rook · a7 black pawn · b7 black pawn · c7 black pawn · f7 black pawn · g7 black pawn · h7 black pawn · e6 black pawn · f6 black knight · d5 black pawn · c4 white pawn · d4 white pawn · c3 white knight · a2 white pawn · b2 white pawn · e2 white pawn · f2 white pawn · g2 white pawn · h2 white pawn · a1 white rook · c1 white bishop · d1 white queen · e1 white king · f1 white bishop · g1 white knight · h1 white rook | a8 black rook · b8 black knight · c8 black bishop · d8 black queen · e8 black king · f8 black bishop · h8 black rook · a7 black pawn · b7 black pawn · c7 black pawn · f7 black pawn · g7 black pawn · h7 black pawn · e6 black pawn · f6 black knight · d5 black pawn · c4 white pawn · d4 white pawn · c3 white knight · a2 white pawn · b2 white pawn · e2 white pawn · f2 white pawn · g2 white pawn · h2 white pawn · a1 white rook · c1 white bishop · d1 white queen · e1 white king · f1 white bishop · g1 white knight · h1 white rook | a8 black rook · b8 black knight · c8 black bishop · d8 black queen · e8 black king · f8 black bishop · h8 black rook · a7 black pawn · b7 black pawn · c7 black pawn · f7 black pawn · g7 black pawn · h7 black pawn · e6 black pawn · f6 black knight · d5 black pawn · c4 white pawn · d4 white pawn · c3 white knight · a2 white pawn · b2 white pawn · e2 white pawn · f2 white pawn · g2 white pawn · h2 white pawn · a1 white rook · c1 white bishop · d1 white queen · e1 white king · f1 white bishop · g1 white knight · h1 white rook | a8 black rook · b8 black knight · c8 black bishop · d8 black queen · e8 black king · f8 black bishop · h8 black rook · a7 black pawn · b7 black pawn · c7 black pawn · f7 black pawn · g7 black pawn · h7 black pawn · e6 black pawn · f6 black knight · d5 black pawn · c4 white pawn · d4 white pawn · c3 white knight · a2 white pawn · b2 white pawn · e2 white pawn · f2 white pawn · g2 white pawn · h2 white pawn · a1 white rook · c1 white bishop · d1 white queen · e1 white king · f1 white bishop · g1 white knight · h1 white rook | a8 black rook · b8 black knight · c8 black bishop · d8 black queen · e8 black king · f8 black bishop · h8 black rook · a7 black pawn · b7 black pawn · c7 black pawn · f7 black pawn · g7 black pawn · h7 black pawn · e6 black pawn · f6 black knight · d5 black pawn · c4 white pawn · d4 white pawn · c3 white knight · a2 white pawn · b2 white pawn · e2 white pawn · f2 white pawn · g2 white pawn · h2 white pawn · a1 white rook · c1 white bishop · d1 white queen · e1 white king · f1 white bishop · g1 white knight · h1 white rook | 3 |
| 2 | a8 black rook · b8 black knight · c8 black bishop · d8 black queen · e8 black king · f8 black bishop · h8 black rook · a7 black pawn · b7 black pawn · c7 black pawn · f7 black pawn · g7 black pawn · h7 black pawn · e6 black pawn · f6 black knight · d5 black pawn · c4 white pawn · d4 white pawn · c3 white knight · a2 white pawn · b2 white pawn · e2 white pawn · f2 white pawn · g2 white pawn · h2 white pawn · a1 white rook · c1 white bishop · d1 white queen · e1 white king · f1 white bishop · g1 white knight · h1 white rook | a8 black rook · b8 black knight · c8 black bishop · d8 black queen · e8 black king · f8 black bishop · h8 black rook · a7 black pawn · b7 black pawn · c7 black pawn · f7 black pawn · g7 black pawn · h7 black pawn · e6 black pawn · f6 black knight · d5 black pawn · c4 white pawn · d4 white pawn · c3 white knight · a2 white pawn · b2 white pawn · e2 white pawn · f2 white pawn · g2 white pawn · h2 white pawn · a1 white rook · c1 white bishop · d1 white queen · e1 white king · f1 white bishop · g1 white knight · h1 white rook | a8 black rook · b8 black knight · c8 black bishop · d8 black queen · e8 black king · f8 black bishop · h8 black rook · a7 black pawn · b7 black pawn · c7 black pawn · f7 black pawn · g7 black pawn · h7 black pawn · e6 black pawn · f6 black knight · d5 black pawn · c4 white pawn · d4 white pawn · c3 white knight · a2 white pawn · b2 white pawn · e2 white pawn · f2 white pawn · g2 white pawn · h2 white pawn · a1 white rook · c1 white bishop · d1 white queen · e1 white king · f1 white bishop · g1 white knight · h1 white rook | a8 black rook · b8 black knight · c8 black bishop · d8 black queen · e8 black king · f8 black bishop · h8 black rook · a7 black pawn · b7 black pawn · c7 black pawn · f7 black pawn · g7 black pawn · h7 black pawn · e6 black pawn · f6 black knight · d5 black pawn · c4 white pawn · d4 white pawn · c3 white knight · a2 white pawn · b2 white pawn · e2 white pawn · f2 white pawn · g2 white pawn · h2 white pawn · a1 white rook · c1 white bishop · d1 white queen · e1 white king · f1 white bishop · g1 white knight · h1 white rook | a8 black rook · b8 black knight · c8 black bishop · d8 black queen · e8 black king · f8 black bishop · h8 black rook · a7 black pawn · b7 black pawn · c7 black pawn · f7 black pawn · g7 black pawn · h7 black pawn · e6 black pawn · f6 black knight · d5 black pawn · c4 white pawn · d4 white pawn · c3 white knight · a2 white pawn · b2 white pawn · e2 white pawn · f2 white pawn · g2 white pawn · h2 white pawn · a1 white rook · c1 white bishop · d1 white queen · e1 white king · f1 white bishop · g1 white knight · h1 white rook | a8 black rook · b8 black knight · c8 black bishop · d8 black queen · e8 black king · f8 black bishop · h8 black rook · a7 black pawn · b7 black pawn · c7 black pawn · f7 black pawn · g7 black pawn · h7 black pawn · e6 black pawn · f6 black knight · d5 black pawn · c4 white pawn · d4 white pawn · c3 white knight · a2 white pawn · b2 white pawn · e2 white pawn · f2 white pawn · g2 white pawn · h2 white pawn · a1 white rook · c1 white bishop · d1 white queen · e1 white king · f1 white bishop · g1 white knight · h1 white rook | a8 black rook · b8 black knight · c8 black bishop · d8 black queen · e8 black king · f8 black bishop · h8 black rook · a7 black pawn · b7 black pawn · c7 black pawn · f7 black pawn · g7 black pawn · h7 black pawn · e6 black pawn · f6 black knight · d5 black pawn · c4 white pawn · d4 white pawn · c3 white knight · a2 white pawn · b2 white pawn · e2 white pawn · f2 white pawn · g2 white pawn · h2 white pawn · a1 white rook · c1 white bishop · d1 white queen · e1 white king · f1 white bishop · g1 white knight · h1 white rook | a8 black rook · b8 black knight · c8 black bishop · d8 black queen · e8 black king · f8 black bishop · h8 black rook · a7 black pawn · b7 black pawn · c7 black pawn · f7 black pawn · g7 black pawn · h7 black pawn · e6 black pawn · f6 black knight · d5 black pawn · c4 white pawn · d4 white pawn · c3 white knight · a2 white pawn · b2 white pawn · e2 white pawn · f2 white pawn · g2 white pawn · h2 white pawn · a1 white rook · c1 white bishop · d1 white queen · e1 white king · f1 white bishop · g1 white knight · h1 white rook | 2 |
| 1 | a8 black rook · b8 black knight · c8 black bishop · d8 black queen · e8 black king · f8 black bishop · h8 black rook · a7 black pawn · b7 black pawn · c7 black pawn · f7 black pawn · g7 black pawn · h7 black pawn · e6 black pawn · f6 black knight · d5 black pawn · c4 white pawn · d4 white pawn · c3 white knight · a2 white pawn · b2 white pawn · e2 white pawn · f2 white pawn · g2 white pawn · h2 white pawn · a1 white rook · c1 white bishop · d1 white queen · e1 white king · f1 white bishop · g1 white knight · h1 white rook | a8 black rook · b8 black knight · c8 black bishop · d8 black queen · e8 black king · f8 black bishop · h8 black rook · a7 black pawn · b7 black pawn · c7 black pawn · f7 black pawn · g7 black pawn · h7 black pawn · e6 black pawn · f6 black knight · d5 black pawn · c4 white pawn · d4 white pawn · c3 white knight · a2 white pawn · b2 white pawn · e2 white pawn · f2 white pawn · g2 white pawn · h2 white pawn · a1 white rook · c1 white bishop · d1 white queen · e1 white king · f1 white bishop · g1 white knight · h1 white rook | a8 black rook · b8 black knight · c8 black bishop · d8 black queen · e8 black king · f8 black bishop · h8 black rook · a7 black pawn · b7 black pawn · c7 black pawn · f7 black pawn · g7 black pawn · h7 black pawn · e6 black pawn · f6 black knight · d5 black pawn · c4 white pawn · d4 white pawn · c3 white knight · a2 white pawn · b2 white pawn · e2 white pawn · f2 white pawn · g2 white pawn · h2 white pawn · a1 white rook · c1 white bishop · d1 white queen · e1 white king · f1 white bishop · g1 white knight · h1 white rook | a8 black rook · b8 black knight · c8 black bishop · d8 black queen · e8 black king · f8 black bishop · h8 black rook · a7 black pawn · b7 black pawn · c7 black pawn · f7 black pawn · g7 black pawn · h7 black pawn · e6 black pawn · f6 black knight · d5 black pawn · c4 white pawn · d4 white pawn · c3 white knight · a2 white pawn · b2 white pawn · e2 white pawn · f2 white pawn · g2 white pawn · h2 white pawn · a1 white rook · c1 white bishop · d1 white queen · e1 white king · f1 white bishop · g1 white knight · h1 white rook | a8 black rook · b8 black knight · c8 black bishop · d8 black queen · e8 black king · f8 black bishop · h8 black rook · a7 black pawn · b7 black pawn · c7 black pawn · f7 black pawn · g7 black pawn · h7 black pawn · e6 black pawn · f6 black knight · d5 black pawn · c4 white pawn · d4 white pawn · c3 white knight · a2 white pawn · b2 white pawn · e2 white pawn · f2 white pawn · g2 white pawn · h2 white pawn · a1 white rook · c1 white bishop · d1 white queen · e1 white king · f1 white bishop · g1 white knight · h1 white rook | a8 black rook · b8 black knight · c8 black bishop · d8 black queen · e8 black king · f8 black bishop · h8 black rook · a7 black pawn · b7 black pawn · c7 black pawn · f7 black pawn · g7 black pawn · h7 black pawn · e6 black pawn · f6 black knight · d5 black pawn · c4 white pawn · d4 white pawn · c3 white knight · a2 white pawn · b2 white pawn · e2 white pawn · f2 white pawn · g2 white pawn · h2 white pawn · a1 white rook · c1 white bishop · d1 white queen · e1 white king · f1 white bishop · g1 white knight · h1 white rook | a8 black rook · b8 black knight · c8 black bishop · d8 black queen · e8 black king · f8 black bishop · h8 black rook · a7 black pawn · b7 black pawn · c7 black pawn · f7 black pawn · g7 black pawn · h7 black pawn · e6 black pawn · f6 black knight · d5 black pawn · c4 white pawn · d4 white pawn · c3 white knight · a2 white pawn · b2 white pawn · e2 white pawn · f2 white pawn · g2 white pawn · h2 white pawn · a1 white rook · c1 white bishop · d1 white queen · e1 white king · f1 white bishop · g1 white knight · h1 white rook | a8 black rook · b8 black knight · c8 black bishop · d8 black queen · e8 black king · f8 black bishop · h8 black rook · a7 black pawn · b7 black pawn · c7 black pawn · f7 black pawn · g7 black pawn · h7 black pawn · e6 black pawn · f6 black knight · d5 black pawn · c4 white pawn · d4 white pawn · c3 white knight · a2 white pawn · b2 white pawn · e2 white pawn · f2 white pawn · g2 white pawn · h2 white pawn · a1 white rook · c1 white bishop · d1 white queen · e1 white king · f1 white bishop · g1 white knight · h1 white rook | 1 |
|   | a | b | c | d | e | f | g | h |   |

На примјер, прва позиција се може добити од даминог гамбита:
1. д4 д5
2. ц4 e6
3. Сц3 Сф6
Али ова позиција може бити постигнута из енглеског отварања:
1. ц4 Сф6
2. Сц3 e6
3. д4 д5
тако да се енглеско отварање пребацило у дамин гамбит.
Ова позиција је Блекмар–Димер гамбит:
1. д4 д5
2. e4
Али ова позиција може настати из скандинавске одбране:
1. e4 д5
2. д4
|   | a | b | c | d | e | f | g | h |   |
| 8 | a8 black rook · b8 black knight · c8 black bishop · d8 black queen · e8 black king · f8 black bishop · h8 black rook · a7 black pawn · b7 black pawn · c7 black pawn · f7 black pawn · g7 black pawn · h7 black pawn · f6 black knight · d5 black pawn · d4 white pawn · f3 white knight · a2 white pawn · b2 white pawn · c2 white pawn · f2 white pawn · g2 white pawn · h2 white pawn · a1 white rook · b1 white knight · c1 white bishop · d1 white queen · e1 white king · f1 white bishop · h1 white rook | a8 black rook · b8 black knight · c8 black bishop · d8 black queen · e8 black king · f8 black bishop · h8 black rook · a7 black pawn · b7 black pawn · c7 black pawn · f7 black pawn · g7 black pawn · h7 black pawn · f6 black knight · d5 black pawn · d4 white pawn · f3 white knight · a2 white pawn · b2 white pawn · c2 white pawn · f2 white pawn · g2 white pawn · h2 white pawn · a1 white rook · b1 white knight · c1 white bishop · d1 white queen · e1 white king · f1 white bishop · h1 white rook | a8 black rook · b8 black knight · c8 black bishop · d8 black queen · e8 black king · f8 black bishop · h8 black rook · a7 black pawn · b7 black pawn · c7 black pawn · f7 black pawn · g7 black pawn · h7 black pawn · f6 black knight · d5 black pawn · d4 white pawn · f3 white knight · a2 white pawn · b2 white pawn · c2 white pawn · f2 white pawn · g2 white pawn · h2 white pawn · a1 white rook · b1 white knight · c1 white bishop · d1 white queen · e1 white king · f1 white bishop · h1 white rook | a8 black rook · b8 black knight · c8 black bishop · d8 black queen · e8 black king · f8 black bishop · h8 black rook · a7 black pawn · b7 black pawn · c7 black pawn · f7 black pawn · g7 black pawn · h7 black pawn · f6 black knight · d5 black pawn · d4 white pawn · f3 white knight · a2 white pawn · b2 white pawn · c2 white pawn · f2 white pawn · g2 white pawn · h2 white pawn · a1 white rook · b1 white knight · c1 white bishop · d1 white queen · e1 white king · f1 white bishop · h1 white rook | a8 black rook · b8 black knight · c8 black bishop · d8 black queen · e8 black king · f8 black bishop · h8 black rook · a7 black pawn · b7 black pawn · c7 black pawn · f7 black pawn · g7 black pawn · h7 black pawn · f6 black knight · d5 black pawn · d4 white pawn · f3 white knight · a2 white pawn · b2 white pawn · c2 white pawn · f2 white pawn · g2 white pawn · h2 white pawn · a1 white rook · b1 white knight · c1 white bishop · d1 white queen · e1 white king · f1 white bishop · h1 white rook | a8 black rook · b8 black knight · c8 black bishop · d8 black queen · e8 black king · f8 black bishop · h8 black rook · a7 black pawn · b7 black pawn · c7 black pawn · f7 black pawn · g7 black pawn · h7 black pawn · f6 black knight · d5 black pawn · d4 white pawn · f3 white knight · a2 white pawn · b2 white pawn · c2 white pawn · f2 white pawn · g2 white pawn · h2 white pawn · a1 white rook · b1 white knight · c1 white bishop · d1 white queen · e1 white king · f1 white bishop · h1 white rook | a8 black rook · b8 black knight · c8 black bishop · d8 black queen · e8 black king · f8 black bishop · h8 black rook · a7 black pawn · b7 black pawn · c7 black pawn · f7 black pawn · g7 black pawn · h7 black pawn · f6 black knight · d5 black pawn · d4 white pawn · f3 white knight · a2 white pawn · b2 white pawn · c2 white pawn · f2 white pawn · g2 white pawn · h2 white pawn · a1 white rook · b1 white knight · c1 white bishop · d1 white queen · e1 white king · f1 white bishop · h1 white rook | a8 black rook · b8 black knight · c8 black bishop · d8 black queen · e8 black king · f8 black bishop · h8 black rook · a7 black pawn · b7 black pawn · c7 black pawn · f7 black pawn · g7 black pawn · h7 black pawn · f6 black knight · d5 black pawn · d4 white pawn · f3 white knight · a2 white pawn · b2 white pawn · c2 white pawn · f2 white pawn · g2 white pawn · h2 white pawn · a1 white rook · b1 white knight · c1 white bishop · d1 white queen · e1 white king · f1 white bishop · h1 white rook | 8 |
| 7 | a8 black rook · b8 black knight · c8 black bishop · d8 black queen · e8 black king · f8 black bishop · h8 black rook · a7 black pawn · b7 black pawn · c7 black pawn · f7 black pawn · g7 black pawn · h7 black pawn · f6 black knight · d5 black pawn · d4 white pawn · f3 white knight · a2 white pawn · b2 white pawn · c2 white pawn · f2 white pawn · g2 white pawn · h2 white pawn · a1 white rook · b1 white knight · c1 white bishop · d1 white queen · e1 white king · f1 white bishop · h1 white rook | a8 black rook · b8 black knight · c8 black bishop · d8 black queen · e8 black king · f8 black bishop · h8 black rook · a7 black pawn · b7 black pawn · c7 black pawn · f7 black pawn · g7 black pawn · h7 black pawn · f6 black knight · d5 black pawn · d4 white pawn · f3 white knight · a2 white pawn · b2 white pawn · c2 white pawn · f2 white pawn · g2 white pawn · h2 white pawn · a1 white rook · b1 white knight · c1 white bishop · d1 white queen · e1 white king · f1 white bishop · h1 white rook | a8 black rook · b8 black knight · c8 black bishop · d8 black queen · e8 black king · f8 black bishop · h8 black rook · a7 black pawn · b7 black pawn · c7 black pawn · f7 black pawn · g7 black pawn · h7 black pawn · f6 black knight · d5 black pawn · d4 white pawn · f3 white knight · a2 white pawn · b2 white pawn · c2 white pawn · f2 white pawn · g2 white pawn · h2 white pawn · a1 white rook · b1 white knight · c1 white bishop · d1 white queen · e1 white king · f1 white bishop · h1 white rook | a8 black rook · b8 black knight · c8 black bishop · d8 black queen · e8 black king · f8 black bishop · h8 black rook · a7 black pawn · b7 black pawn · c7 black pawn · f7 black pawn · g7 black pawn · h7 black pawn · f6 black knight · d5 black pawn · d4 white pawn · f3 white knight · a2 white pawn · b2 white pawn · c2 white pawn · f2 white pawn · g2 white pawn · h2 white pawn · a1 white rook · b1 white knight · c1 white bishop · d1 white queen · e1 white king · f1 white bishop · h1 white rook | a8 black rook · b8 black knight · c8 black bishop · d8 black queen · e8 black king · f8 black bishop · h8 black rook · a7 black pawn · b7 black pawn · c7 black pawn · f7 black pawn · g7 black pawn · h7 black pawn · f6 black knight · d5 black pawn · d4 white pawn · f3 white knight · a2 white pawn · b2 white pawn · c2 white pawn · f2 white pawn · g2 white pawn · h2 white pawn · a1 white rook · b1 white knight · c1 white bishop · d1 white queen · e1 white king · f1 white bishop · h1 white rook | a8 black rook · b8 black knight · c8 black bishop · d8 black queen · e8 black king · f8 black bishop · h8 black rook · a7 black pawn · b7 black pawn · c7 black pawn · f7 black pawn · g7 black pawn · h7 black pawn · f6 black knight · d5 black pawn · d4 white pawn · f3 white knight · a2 white pawn · b2 white pawn · c2 white pawn · f2 white pawn · g2 white pawn · h2 white pawn · a1 white rook · b1 white knight · c1 white bishop · d1 white queen · e1 white king · f1 white bishop · h1 white rook | a8 black rook · b8 black knight · c8 black bishop · d8 black queen · e8 black king · f8 black bishop · h8 black rook · a7 black pawn · b7 black pawn · c7 black pawn · f7 black pawn · g7 black pawn · h7 black pawn · f6 black knight · d5 black pawn · d4 white pawn · f3 white knight · a2 white pawn · b2 white pawn · c2 white pawn · f2 white pawn · g2 white pawn · h2 white pawn · a1 white rook · b1 white knight · c1 white bishop · d1 white queen · e1 white king · f1 white bishop · h1 white rook | a8 black rook · b8 black knight · c8 black bishop · d8 black queen · e8 black king · f8 black bishop · h8 black rook · a7 black pawn · b7 black pawn · c7 black pawn · f7 black pawn · g7 black pawn · h7 black pawn · f6 black knight · d5 black pawn · d4 white pawn · f3 white knight · a2 white pawn · b2 white pawn · c2 white pawn · f2 white pawn · g2 white pawn · h2 white pawn · a1 white rook · b1 white knight · c1 white bishop · d1 white queen · e1 white king · f1 white bishop · h1 white rook | 7 |
| 6 | a8 black rook · b8 black knight · c8 black bishop · d8 black queen · e8 black king · f8 black bishop · h8 black rook · a7 black pawn · b7 black pawn · c7 black pawn · f7 black pawn · g7 black pawn · h7 black pawn · f6 black knight · d5 black pawn · d4 white pawn · f3 white knight · a2 white pawn · b2 white pawn · c2 white pawn · f2 white pawn · g2 white pawn · h2 white pawn · a1 white rook · b1 white knight · c1 white bishop · d1 white queen · e1 white king · f1 white bishop · h1 white rook | a8 black rook · b8 black knight · c8 black bishop · d8 black queen · e8 black king · f8 black bishop · h8 black rook · a7 black pawn · b7 black pawn · c7 black pawn · f7 black pawn · g7 black pawn · h7 black pawn · f6 black knight · d5 black pawn · d4 white pawn · f3 white knight · a2 white pawn · b2 white pawn · c2 white pawn · f2 white pawn · g2 white pawn · h2 white pawn · a1 white rook · b1 white knight · c1 white bishop · d1 white queen · e1 white king · f1 white bishop · h1 white rook | a8 black rook · b8 black knight · c8 black bishop · d8 black queen · e8 black king · f8 black bishop · h8 black rook · a7 black pawn · b7 black pawn · c7 black pawn · f7 black pawn · g7 black pawn · h7 black pawn · f6 black knight · d5 black pawn · d4 white pawn · f3 white knight · a2 white pawn · b2 white pawn · c2 white pawn · f2 white pawn · g2 white pawn · h2 white pawn · a1 white rook · b1 white knight · c1 white bishop · d1 white queen · e1 white king · f1 white bishop · h1 white rook | a8 black rook · b8 black knight · c8 black bishop · d8 black queen · e8 black king · f8 black bishop · h8 black rook · a7 black pawn · b7 black pawn · c7 black pawn · f7 black pawn · g7 black pawn · h7 black pawn · f6 black knight · d5 black pawn · d4 white pawn · f3 white knight · a2 white pawn · b2 white pawn · c2 white pawn · f2 white pawn · g2 white pawn · h2 white pawn · a1 white rook · b1 white knight · c1 white bishop · d1 white queen · e1 white king · f1 white bishop · h1 white rook | a8 black rook · b8 black knight · c8 black bishop · d8 black queen · e8 black king · f8 black bishop · h8 black rook · a7 black pawn · b7 black pawn · c7 black pawn · f7 black pawn · g7 black pawn · h7 black pawn · f6 black knight · d5 black pawn · d4 white pawn · f3 white knight · a2 white pawn · b2 white pawn · c2 white pawn · f2 white pawn · g2 white pawn · h2 white pawn · a1 white rook · b1 white knight · c1 white bishop · d1 white queen · e1 white king · f1 white bishop · h1 white rook | a8 black rook · b8 black knight · c8 black bishop · d8 black queen · e8 black king · f8 black bishop · h8 black rook · a7 black pawn · b7 black pawn · c7 black pawn · f7 black pawn · g7 black pawn · h7 black pawn · f6 black knight · d5 black pawn · d4 white pawn · f3 white knight · a2 white pawn · b2 white pawn · c2 white pawn · f2 white pawn · g2 white pawn · h2 white pawn · a1 white rook · b1 white knight · c1 white bishop · d1 white queen · e1 white king · f1 white bishop · h1 white rook | a8 black rook · b8 black knight · c8 black bishop · d8 black queen · e8 black king · f8 black bishop · h8 black rook · a7 black pawn · b7 black pawn · c7 black pawn · f7 black pawn · g7 black pawn · h7 black pawn · f6 black knight · d5 black pawn · d4 white pawn · f3 white knight · a2 white pawn · b2 white pawn · c2 white pawn · f2 white pawn · g2 white pawn · h2 white pawn · a1 white rook · b1 white knight · c1 white bishop · d1 white queen · e1 white king · f1 white bishop · h1 white rook | a8 black rook · b8 black knight · c8 black bishop · d8 black queen · e8 black king · f8 black bishop · h8 black rook · a7 black pawn · b7 black pawn · c7 black pawn · f7 black pawn · g7 black pawn · h7 black pawn · f6 black knight · d5 black pawn · d4 white pawn · f3 white knight · a2 white pawn · b2 white pawn · c2 white pawn · f2 white pawn · g2 white pawn · h2 white pawn · a1 white rook · b1 white knight · c1 white bishop · d1 white queen · e1 white king · f1 white bishop · h1 white rook | 6 |
| 5 | a8 black rook · b8 black knight · c8 black bishop · d8 black queen · e8 black king · f8 black bishop · h8 black rook · a7 black pawn · b7 black pawn · c7 black pawn · f7 black pawn · g7 black pawn · h7 black pawn · f6 black knight · d5 black pawn · d4 white pawn · f3 white knight · a2 white pawn · b2 white pawn · c2 white pawn · f2 white pawn · g2 white pawn · h2 white pawn · a1 white rook · b1 white knight · c1 white bishop · d1 white queen · e1 white king · f1 white bishop · h1 white rook | a8 black rook · b8 black knight · c8 black bishop · d8 black queen · e8 black king · f8 black bishop · h8 black rook · a7 black pawn · b7 black pawn · c7 black pawn · f7 black pawn · g7 black pawn · h7 black pawn · f6 black knight · d5 black pawn · d4 white pawn · f3 white knight · a2 white pawn · b2 white pawn · c2 white pawn · f2 white pawn · g2 white pawn · h2 white pawn · a1 white rook · b1 white knight · c1 white bishop · d1 white queen · e1 white king · f1 white bishop · h1 white rook | a8 black rook · b8 black knight · c8 black bishop · d8 black queen · e8 black king · f8 black bishop · h8 black rook · a7 black pawn · b7 black pawn · c7 black pawn · f7 black pawn · g7 black pawn · h7 black pawn · f6 black knight · d5 black pawn · d4 white pawn · f3 white knight · a2 white pawn · b2 white pawn · c2 white pawn · f2 white pawn · g2 white pawn · h2 white pawn · a1 white rook · b1 white knight · c1 white bishop · d1 white queen · e1 white king · f1 white bishop · h1 white rook | a8 black rook · b8 black knight · c8 black bishop · d8 black queen · e8 black king · f8 black bishop · h8 black rook · a7 black pawn · b7 black pawn · c7 black pawn · f7 black pawn · g7 black pawn · h7 black pawn · f6 black knight · d5 black pawn · d4 white pawn · f3 white knight · a2 white pawn · b2 white pawn · c2 white pawn · f2 white pawn · g2 white pawn · h2 white pawn · a1 white rook · b1 white knight · c1 white bishop · d1 white queen · e1 white king · f1 white bishop · h1 white rook | a8 black rook · b8 black knight · c8 black bishop · d8 black queen · e8 black king · f8 black bishop · h8 black rook · a7 black pawn · b7 black pawn · c7 black pawn · f7 black pawn · g7 black pawn · h7 black pawn · f6 black knight · d5 black pawn · d4 white pawn · f3 white knight · a2 white pawn · b2 white pawn · c2 white pawn · f2 white pawn · g2 white pawn · h2 white pawn · a1 white rook · b1 white knight · c1 white bishop · d1 white queen · e1 white king · f1 white bishop · h1 white rook | a8 black rook · b8 black knight · c8 black bishop · d8 black queen · e8 black king · f8 black bishop · h8 black rook · a7 black pawn · b7 black pawn · c7 black pawn · f7 black pawn · g7 black pawn · h7 black pawn · f6 black knight · d5 black pawn · d4 white pawn · f3 white knight · a2 white pawn · b2 white pawn · c2 white pawn · f2 white pawn · g2 white pawn · h2 white pawn · a1 white rook · b1 white knight · c1 white bishop · d1 white queen · e1 white king · f1 white bishop · h1 white rook | a8 black rook · b8 black knight · c8 black bishop · d8 black queen · e8 black king · f8 black bishop · h8 black rook · a7 black pawn · b7 black pawn · c7 black pawn · f7 black pawn · g7 black pawn · h7 black pawn · f6 black knight · d5 black pawn · d4 white pawn · f3 white knight · a2 white pawn · b2 white pawn · c2 white pawn · f2 white pawn · g2 white pawn · h2 white pawn · a1 white rook · b1 white knight · c1 white bishop · d1 white queen · e1 white king · f1 white bishop · h1 white rook | a8 black rook · b8 black knight · c8 black bishop · d8 black queen · e8 black king · f8 black bishop · h8 black rook · a7 black pawn · b7 black pawn · c7 black pawn · f7 black pawn · g7 black pawn · h7 black pawn · f6 black knight · d5 black pawn · d4 white pawn · f3 white knight · a2 white pawn · b2 white pawn · c2 white pawn · f2 white pawn · g2 white pawn · h2 white pawn · a1 white rook · b1 white knight · c1 white bishop · d1 white queen · e1 white king · f1 white bishop · h1 white rook | 5 |
| 4 | a8 black rook · b8 black knight · c8 black bishop · d8 black queen · e8 black king · f8 black bishop · h8 black rook · a7 black pawn · b7 black pawn · c7 black pawn · f7 black pawn · g7 black pawn · h7 black pawn · f6 black knight · d5 black pawn · d4 white pawn · f3 white knight · a2 white pawn · b2 white pawn · c2 white pawn · f2 white pawn · g2 white pawn · h2 white pawn · a1 white rook · b1 white knight · c1 white bishop · d1 white queen · e1 white king · f1 white bishop · h1 white rook | a8 black rook · b8 black knight · c8 black bishop · d8 black queen · e8 black king · f8 black bishop · h8 black rook · a7 black pawn · b7 black pawn · c7 black pawn · f7 black pawn · g7 black pawn · h7 black pawn · f6 black knight · d5 black pawn · d4 white pawn · f3 white knight · a2 white pawn · b2 white pawn · c2 white pawn · f2 white pawn · g2 white pawn · h2 white pawn · a1 white rook · b1 white knight · c1 white bishop · d1 white queen · e1 white king · f1 white bishop · h1 white rook | a8 black rook · b8 black knight · c8 black bishop · d8 black queen · e8 black king · f8 black bishop · h8 black rook · a7 black pawn · b7 black pawn · c7 black pawn · f7 black pawn · g7 black pawn · h7 black pawn · f6 black knight · d5 black pawn · d4 white pawn · f3 white knight · a2 white pawn · b2 white pawn · c2 white pawn · f2 white pawn · g2 white pawn · h2 white pawn · a1 white rook · b1 white knight · c1 white bishop · d1 white queen · e1 white king · f1 white bishop · h1 white rook | a8 black rook · b8 black knight · c8 black bishop · d8 black queen · e8 black king · f8 black bishop · h8 black rook · a7 black pawn · b7 black pawn · c7 black pawn · f7 black pawn · g7 black pawn · h7 black pawn · f6 black knight · d5 black pawn · d4 white pawn · f3 white knight · a2 white pawn · b2 white pawn · c2 white pawn · f2 white pawn · g2 white pawn · h2 white pawn · a1 white rook · b1 white knight · c1 white bishop · d1 white queen · e1 white king · f1 white bishop · h1 white rook | a8 black rook · b8 black knight · c8 black bishop · d8 black queen · e8 black king · f8 black bishop · h8 black rook · a7 black pawn · b7 black pawn · c7 black pawn · f7 black pawn · g7 black pawn · h7 black pawn · f6 black knight · d5 black pawn · d4 white pawn · f3 white knight · a2 white pawn · b2 white pawn · c2 white pawn · f2 white pawn · g2 white pawn · h2 white pawn · a1 white rook · b1 white knight · c1 white bishop · d1 white queen · e1 white king · f1 white bishop · h1 white rook | a8 black rook · b8 black knight · c8 black bishop · d8 black queen · e8 black king · f8 black bishop · h8 black rook · a7 black pawn · b7 black pawn · c7 black pawn · f7 black pawn · g7 black pawn · h7 black pawn · f6 black knight · d5 black pawn · d4 white pawn · f3 white knight · a2 white pawn · b2 white pawn · c2 white pawn · f2 white pawn · g2 white pawn · h2 white pawn · a1 white rook · b1 white knight · c1 white bishop · d1 white queen · e1 white king · f1 white bishop · h1 white rook | a8 black rook · b8 black knight · c8 black bishop · d8 black queen · e8 black king · f8 black bishop · h8 black rook · a7 black pawn · b7 black pawn · c7 black pawn · f7 black pawn · g7 black pawn · h7 black pawn · f6 black knight · d5 black pawn · d4 white pawn · f3 white knight · a2 white pawn · b2 white pawn · c2 white pawn · f2 white pawn · g2 white pawn · h2 white pawn · a1 white rook · b1 white knight · c1 white bishop · d1 white queen · e1 white king · f1 white bishop · h1 white rook | a8 black rook · b8 black knight · c8 black bishop · d8 black queen · e8 black king · f8 black bishop · h8 black rook · a7 black pawn · b7 black pawn · c7 black pawn · f7 black pawn · g7 black pawn · h7 black pawn · f6 black knight · d5 black pawn · d4 white pawn · f3 white knight · a2 white pawn · b2 white pawn · c2 white pawn · f2 white pawn · g2 white pawn · h2 white pawn · a1 white rook · b1 white knight · c1 white bishop · d1 white queen · e1 white king · f1 white bishop · h1 white rook | 4 |
| 3 | a8 black rook · b8 black knight · c8 black bishop · d8 black queen · e8 black king · f8 black bishop · h8 black rook · a7 black pawn · b7 black pawn · c7 black pawn · f7 black pawn · g7 black pawn · h7 black pawn · f6 black knight · d5 black pawn · d4 white pawn · f3 white knight · a2 white pawn · b2 white pawn · c2 white pawn · f2 white pawn · g2 white pawn · h2 white pawn · a1 white rook · b1 white knight · c1 white bishop · d1 white queen · e1 white king · f1 white bishop · h1 white rook | a8 black rook · b8 black knight · c8 black bishop · d8 black queen · e8 black king · f8 black bishop · h8 black rook · a7 black pawn · b7 black pawn · c7 black pawn · f7 black pawn · g7 black pawn · h7 black pawn · f6 black knight · d5 black pawn · d4 white pawn · f3 white knight · a2 white pawn · b2 white pawn · c2 white pawn · f2 white pawn · g2 white pawn · h2 white pawn · a1 white rook · b1 white knight · c1 white bishop · d1 white queen · e1 white king · f1 white bishop · h1 white rook | a8 black rook · b8 black knight · c8 black bishop · d8 black queen · e8 black king · f8 black bishop · h8 black rook · a7 black pawn · b7 black pawn · c7 black pawn · f7 black pawn · g7 black pawn · h7 black pawn · f6 black knight · d5 black pawn · d4 white pawn · f3 white knight · a2 white pawn · b2 white pawn · c2 white pawn · f2 white pawn · g2 white pawn · h2 white pawn · a1 white rook · b1 white knight · c1 white bishop · d1 white queen · e1 white king · f1 white bishop · h1 white rook | a8 black rook · b8 black knight · c8 black bishop · d8 black queen · e8 black king · f8 black bishop · h8 black rook · a7 black pawn · b7 black pawn · c7 black pawn · f7 black pawn · g7 black pawn · h7 black pawn · f6 black knight · d5 black pawn · d4 white pawn · f3 white knight · a2 white pawn · b2 white pawn · c2 white pawn · f2 white pawn · g2 white pawn · h2 white pawn · a1 white rook · b1 white knight · c1 white bishop · d1 white queen · e1 white king · f1 white bishop · h1 white rook | a8 black rook · b8 black knight · c8 black bishop · d8 black queen · e8 black king · f8 black bishop · h8 black rook · a7 black pawn · b7 black pawn · c7 black pawn · f7 black pawn · g7 black pawn · h7 black pawn · f6 black knight · d5 black pawn · d4 white pawn · f3 white knight · a2 white pawn · b2 white pawn · c2 white pawn · f2 white pawn · g2 white pawn · h2 white pawn · a1 white rook · b1 white knight · c1 white bishop · d1 white queen · e1 white king · f1 white bishop · h1 white rook | a8 black rook · b8 black knight · c8 black bishop · d8 black queen · e8 black king · f8 black bishop · h8 black rook · a7 black pawn · b7 black pawn · c7 black pawn · f7 black pawn · g7 black pawn · h7 black pawn · f6 black knight · d5 black pawn · d4 white pawn · f3 white knight · a2 white pawn · b2 white pawn · c2 white pawn · f2 white pawn · g2 white pawn · h2 white pawn · a1 white rook · b1 white knight · c1 white bishop · d1 white queen · e1 white king · f1 white bishop · h1 white rook | a8 black rook · b8 black knight · c8 black bishop · d8 black queen · e8 black king · f8 black bishop · h8 black rook · a7 black pawn · b7 black pawn · c7 black pawn · f7 black pawn · g7 black pawn · h7 black pawn · f6 black knight · d5 black pawn · d4 white pawn · f3 white knight · a2 white pawn · b2 white pawn · c2 white pawn · f2 white pawn · g2 white pawn · h2 white pawn · a1 white rook · b1 white knight · c1 white bishop · d1 white queen · e1 white king · f1 white bishop · h1 white rook | a8 black rook · b8 black knight · c8 black bishop · d8 black queen · e8 black king · f8 black bishop · h8 black rook · a7 black pawn · b7 black pawn · c7 black pawn · f7 black pawn · g7 black pawn · h7 black pawn · f6 black knight · d5 black pawn · d4 white pawn · f3 white knight · a2 white pawn · b2 white pawn · c2 white pawn · f2 white pawn · g2 white pawn · h2 white pawn · a1 white rook · b1 white knight · c1 white bishop · d1 white queen · e1 white king · f1 white bishop · h1 white rook | 3 |
| 2 | a8 black rook · b8 black knight · c8 black bishop · d8 black queen · e8 black king · f8 black bishop · h8 black rook · a7 black pawn · b7 black pawn · c7 black pawn · f7 black pawn · g7 black pawn · h7 black pawn · f6 black knight · d5 black pawn · d4 white pawn · f3 white knight · a2 white pawn · b2 white pawn · c2 white pawn · f2 white pawn · g2 white pawn · h2 white pawn · a1 white rook · b1 white knight · c1 white bishop · d1 white queen · e1 white king · f1 white bishop · h1 white rook | a8 black rook · b8 black knight · c8 black bishop · d8 black queen · e8 black king · f8 black bishop · h8 black rook · a7 black pawn · b7 black pawn · c7 black pawn · f7 black pawn · g7 black pawn · h7 black pawn · f6 black knight · d5 black pawn · d4 white pawn · f3 white knight · a2 white pawn · b2 white pawn · c2 white pawn · f2 white pawn · g2 white pawn · h2 white pawn · a1 white rook · b1 white knight · c1 white bishop · d1 white queen · e1 white king · f1 white bishop · h1 white rook | a8 black rook · b8 black knight · c8 black bishop · d8 black queen · e8 black king · f8 black bishop · h8 black rook · a7 black pawn · b7 black pawn · c7 black pawn · f7 black pawn · g7 black pawn · h7 black pawn · f6 black knight · d5 black pawn · d4 white pawn · f3 white knight · a2 white pawn · b2 white pawn · c2 white pawn · f2 white pawn · g2 white pawn · h2 white pawn · a1 white rook · b1 white knight · c1 white bishop · d1 white queen · e1 white king · f1 white bishop · h1 white rook | a8 black rook · b8 black knight · c8 black bishop · d8 black queen · e8 black king · f8 black bishop · h8 black rook · a7 black pawn · b7 black pawn · c7 black pawn · f7 black pawn · g7 black pawn · h7 black pawn · f6 black knight · d5 black pawn · d4 white pawn · f3 white knight · a2 white pawn · b2 white pawn · c2 white pawn · f2 white pawn · g2 white pawn · h2 white pawn · a1 white rook · b1 white knight · c1 white bishop · d1 white queen · e1 white king · f1 white bishop · h1 white rook | a8 black rook · b8 black knight · c8 black bishop · d8 black queen · e8 black king · f8 black bishop · h8 black rook · a7 black pawn · b7 black pawn · c7 black pawn · f7 black pawn · g7 black pawn · h7 black pawn · f6 black knight · d5 black pawn · d4 white pawn · f3 white knight · a2 white pawn · b2 white pawn · c2 white pawn · f2 white pawn · g2 white pawn · h2 white pawn · a1 white rook · b1 white knight · c1 white bishop · d1 white queen · e1 white king · f1 white bishop · h1 white rook | a8 black rook · b8 black knight · c8 black bishop · d8 black queen · e8 black king · f8 black bishop · h8 black rook · a7 black pawn · b7 black pawn · c7 black pawn · f7 black pawn · g7 black pawn · h7 black pawn · f6 black knight · d5 black pawn · d4 white pawn · f3 white knight · a2 white pawn · b2 white pawn · c2 white pawn · f2 white pawn · g2 white pawn · h2 white pawn · a1 white rook · b1 white knight · c1 white bishop · d1 white queen · e1 white king · f1 white bishop · h1 white rook | a8 black rook · b8 black knight · c8 black bishop · d8 black queen · e8 black king · f8 black bishop · h8 black rook · a7 black pawn · b7 black pawn · c7 black pawn · f7 black pawn · g7 black pawn · h7 black pawn · f6 black knight · d5 black pawn · d4 white pawn · f3 white knight · a2 white pawn · b2 white pawn · c2 white pawn · f2 white pawn · g2 white pawn · h2 white pawn · a1 white rook · b1 white knight · c1 white bishop · d1 white queen · e1 white king · f1 white bishop · h1 white rook | a8 black rook · b8 black knight · c8 black bishop · d8 black queen · e8 black king · f8 black bishop · h8 black rook · a7 black pawn · b7 black pawn · c7 black pawn · f7 black pawn · g7 black pawn · h7 black pawn · f6 black knight · d5 black pawn · d4 white pawn · f3 white knight · a2 white pawn · b2 white pawn · c2 white pawn · f2 white pawn · g2 white pawn · h2 white pawn · a1 white rook · b1 white knight · c1 white bishop · d1 white queen · e1 white king · f1 white bishop · h1 white rook | 2 |
| 1 | a8 black rook · b8 black knight · c8 black bishop · d8 black queen · e8 black king · f8 black bishop · h8 black rook · a7 black pawn · b7 black pawn · c7 black pawn · f7 black pawn · g7 black pawn · h7 black pawn · f6 black knight · d5 black pawn · d4 white pawn · f3 white knight · a2 white pawn · b2 white pawn · c2 white pawn · f2 white pawn · g2 white pawn · h2 white pawn · a1 white rook · b1 white knight · c1 white bishop · d1 white queen · e1 white king · f1 white bishop · h1 white rook | a8 black rook · b8 black knight · c8 black bishop · d8 black queen · e8 black king · f8 black bishop · h8 black rook · a7 black pawn · b7 black pawn · c7 black pawn · f7 black pawn · g7 black pawn · h7 black pawn · f6 black knight · d5 black pawn · d4 white pawn · f3 white knight · a2 white pawn · b2 white pawn · c2 white pawn · f2 white pawn · g2 white pawn · h2 white pawn · a1 white rook · b1 white knight · c1 white bishop · d1 white queen · e1 white king · f1 white bishop · h1 white rook | a8 black rook · b8 black knight · c8 black bishop · d8 black queen · e8 black king · f8 black bishop · h8 black rook · a7 black pawn · b7 black pawn · c7 black pawn · f7 black pawn · g7 black pawn · h7 black pawn · f6 black knight · d5 black pawn · d4 white pawn · f3 white knight · a2 white pawn · b2 white pawn · c2 white pawn · f2 white pawn · g2 white pawn · h2 white pawn · a1 white rook · b1 white knight · c1 white bishop · d1 white queen · e1 white king · f1 white bishop · h1 white rook | a8 black rook · b8 black knight · c8 black bishop · d8 black queen · e8 black king · f8 black bishop · h8 black rook · a7 black pawn · b7 black pawn · c7 black pawn · f7 black pawn · g7 black pawn · h7 black pawn · f6 black knight · d5 black pawn · d4 white pawn · f3 white knight · a2 white pawn · b2 white pawn · c2 white pawn · f2 white pawn · g2 white pawn · h2 white pawn · a1 white rook · b1 white knight · c1 white bishop · d1 white queen · e1 white king · f1 white bishop · h1 white rook | a8 black rook · b8 black knight · c8 black bishop · d8 black queen · e8 black king · f8 black bishop · h8 black rook · a7 black pawn · b7 black pawn · c7 black pawn · f7 black pawn · g7 black pawn · h7 black pawn · f6 black knight · d5 black pawn · d4 white pawn · f3 white knight · a2 white pawn · b2 white pawn · c2 white pawn · f2 white pawn · g2 white pawn · h2 white pawn · a1 white rook · b1 white knight · c1 white bishop · d1 white queen · e1 white king · f1 white bishop · h1 white rook | a8 black rook · b8 black knight · c8 black bishop · d8 black queen · e8 black king · f8 black bishop · h8 black rook · a7 black pawn · b7 black pawn · c7 black pawn · f7 black pawn · g7 black pawn · h7 black pawn · f6 black knight · d5 black pawn · d4 white pawn · f3 white knight · a2 white pawn · b2 white pawn · c2 white pawn · f2 white pawn · g2 white pawn · h2 white pawn · a1 white rook · b1 white knight · c1 white bishop · d1 white queen · e1 white king · f1 white bishop · h1 white rook | a8 black rook · b8 black knight · c8 black bishop · d8 black queen · e8 black king · f8 black bishop · h8 black rook · a7 black pawn · b7 black pawn · c7 black pawn · f7 black pawn · g7 black pawn · h7 black pawn · f6 black knight · d5 black pawn · d4 white pawn · f3 white knight · a2 white pawn · b2 white pawn · c2 white pawn · f2 white pawn · g2 white pawn · h2 white pawn · a1 white rook · b1 white knight · c1 white bishop · d1 white queen · e1 white king · f1 white bishop · h1 white rook | a8 black rook · b8 black knight · c8 black bishop · d8 black queen · e8 black king · f8 black bishop · h8 black rook · a7 black pawn · b7 black pawn · c7 black pawn · f7 black pawn · g7 black pawn · h7 black pawn · f6 black knight · d5 black pawn · d4 white pawn · f3 white knight · a2 white pawn · b2 white pawn · c2 white pawn · f2 white pawn · g2 white pawn · h2 white pawn · a1 white rook · b1 white knight · c1 white bishop · d1 white queen · e1 white king · f1 white bishop · h1 white rook | 1 |
|   | a | b | c | d | e | f | g | h |   |

Друга позиција показује наредни примјер. Позиција може настати из француске одбране:
1. e4 e6
2. д4 д5
3. e:д5 e:д5
4. Сф3 Сф6
Идентична позиција може бити постигнута, са 2 екстра потеза са обе стране, из петрове одбране:
1. e4 e5
2. Сф3 Сф6
3. С:e5 д6
4. Сф3 С:e4
5. д3 Сф6
6. д4 д5
|   | a | b | c | d | e | f | g | h |   |
| 8 | a8 black rook · c8 black bishop · d8 black queen · f8 black rook · g8 black king · a7 black pawn · b7 black pawn · e7 black bishop · f7 black pawn · g7 black pawn · h7 black pawn · c6 black knight · e6 black pawn · f6 black knight · c4 white bishop · d4 white pawn · a3 white pawn · c3 white knight · f3 white knight · b2 white pawn · f2 white pawn · g2 white pawn · h2 white pawn · a1 white rook · c1 white bishop · d1 white queen · f1 white rook · g1 white king | a8 black rook · c8 black bishop · d8 black queen · f8 black rook · g8 black king · a7 black pawn · b7 black pawn · e7 black bishop · f7 black pawn · g7 black pawn · h7 black pawn · c6 black knight · e6 black pawn · f6 black knight · c4 white bishop · d4 white pawn · a3 white pawn · c3 white knight · f3 white knight · b2 white pawn · f2 white pawn · g2 white pawn · h2 white pawn · a1 white rook · c1 white bishop · d1 white queen · f1 white rook · g1 white king | a8 black rook · c8 black bishop · d8 black queen · f8 black rook · g8 black king · a7 black pawn · b7 black pawn · e7 black bishop · f7 black pawn · g7 black pawn · h7 black pawn · c6 black knight · e6 black pawn · f6 black knight · c4 white bishop · d4 white pawn · a3 white pawn · c3 white knight · f3 white knight · b2 white pawn · f2 white pawn · g2 white pawn · h2 white pawn · a1 white rook · c1 white bishop · d1 white queen · f1 white rook · g1 white king | a8 black rook · c8 black bishop · d8 black queen · f8 black rook · g8 black king · a7 black pawn · b7 black pawn · e7 black bishop · f7 black pawn · g7 black pawn · h7 black pawn · c6 black knight · e6 black pawn · f6 black knight · c4 white bishop · d4 white pawn · a3 white pawn · c3 white knight · f3 white knight · b2 white pawn · f2 white pawn · g2 white pawn · h2 white pawn · a1 white rook · c1 white bishop · d1 white queen · f1 white rook · g1 white king | a8 black rook · c8 black bishop · d8 black queen · f8 black rook · g8 black king · a7 black pawn · b7 black pawn · e7 black bishop · f7 black pawn · g7 black pawn · h7 black pawn · c6 black knight · e6 black pawn · f6 black knight · c4 white bishop · d4 white pawn · a3 white pawn · c3 white knight · f3 white knight · b2 white pawn · f2 white pawn · g2 white pawn · h2 white pawn · a1 white rook · c1 white bishop · d1 white queen · f1 white rook · g1 white king | a8 black rook · c8 black bishop · d8 black queen · f8 black rook · g8 black king · a7 black pawn · b7 black pawn · e7 black bishop · f7 black pawn · g7 black pawn · h7 black pawn · c6 black knight · e6 black pawn · f6 black knight · c4 white bishop · d4 white pawn · a3 white pawn · c3 white knight · f3 white knight · b2 white pawn · f2 white pawn · g2 white pawn · h2 white pawn · a1 white rook · c1 white bishop · d1 white queen · f1 white rook · g1 white king | a8 black rook · c8 black bishop · d8 black queen · f8 black rook · g8 black king · a7 black pawn · b7 black pawn · e7 black bishop · f7 black pawn · g7 black pawn · h7 black pawn · c6 black knight · e6 black pawn · f6 black knight · c4 white bishop · d4 white pawn · a3 white pawn · c3 white knight · f3 white knight · b2 white pawn · f2 white pawn · g2 white pawn · h2 white pawn · a1 white rook · c1 white bishop · d1 white queen · f1 white rook · g1 white king | a8 black rook · c8 black bishop · d8 black queen · f8 black rook · g8 black king · a7 black pawn · b7 black pawn · e7 black bishop · f7 black pawn · g7 black pawn · h7 black pawn · c6 black knight · e6 black pawn · f6 black knight · c4 white bishop · d4 white pawn · a3 white pawn · c3 white knight · f3 white knight · b2 white pawn · f2 white pawn · g2 white pawn · h2 white pawn · a1 white rook · c1 white bishop · d1 white queen · f1 white rook · g1 white king | 8 |
| 7 | a8 black rook · c8 black bishop · d8 black queen · f8 black rook · g8 black king · a7 black pawn · b7 black pawn · e7 black bishop · f7 black pawn · g7 black pawn · h7 black pawn · c6 black knight · e6 black pawn · f6 black knight · c4 white bishop · d4 white pawn · a3 white pawn · c3 white knight · f3 white knight · b2 white pawn · f2 white pawn · g2 white pawn · h2 white pawn · a1 white rook · c1 white bishop · d1 white queen · f1 white rook · g1 white king | a8 black rook · c8 black bishop · d8 black queen · f8 black rook · g8 black king · a7 black pawn · b7 black pawn · e7 black bishop · f7 black pawn · g7 black pawn · h7 black pawn · c6 black knight · e6 black pawn · f6 black knight · c4 white bishop · d4 white pawn · a3 white pawn · c3 white knight · f3 white knight · b2 white pawn · f2 white pawn · g2 white pawn · h2 white pawn · a1 white rook · c1 white bishop · d1 white queen · f1 white rook · g1 white king | a8 black rook · c8 black bishop · d8 black queen · f8 black rook · g8 black king · a7 black pawn · b7 black pawn · e7 black bishop · f7 black pawn · g7 black pawn · h7 black pawn · c6 black knight · e6 black pawn · f6 black knight · c4 white bishop · d4 white pawn · a3 white pawn · c3 white knight · f3 white knight · b2 white pawn · f2 white pawn · g2 white pawn · h2 white pawn · a1 white rook · c1 white bishop · d1 white queen · f1 white rook · g1 white king | a8 black rook · c8 black bishop · d8 black queen · f8 black rook · g8 black king · a7 black pawn · b7 black pawn · e7 black bishop · f7 black pawn · g7 black pawn · h7 black pawn · c6 black knight · e6 black pawn · f6 black knight · c4 white bishop · d4 white pawn · a3 white pawn · c3 white knight · f3 white knight · b2 white pawn · f2 white pawn · g2 white pawn · h2 white pawn · a1 white rook · c1 white bishop · d1 white queen · f1 white rook · g1 white king | a8 black rook · c8 black bishop · d8 black queen · f8 black rook · g8 black king · a7 black pawn · b7 black pawn · e7 black bishop · f7 black pawn · g7 black pawn · h7 black pawn · c6 black knight · e6 black pawn · f6 black knight · c4 white bishop · d4 white pawn · a3 white pawn · c3 white knight · f3 white knight · b2 white pawn · f2 white pawn · g2 white pawn · h2 white pawn · a1 white rook · c1 white bishop · d1 white queen · f1 white rook · g1 white king | a8 black rook · c8 black bishop · d8 black queen · f8 black rook · g8 black king · a7 black pawn · b7 black pawn · e7 black bishop · f7 black pawn · g7 black pawn · h7 black pawn · c6 black knight · e6 black pawn · f6 black knight · c4 white bishop · d4 white pawn · a3 white pawn · c3 white knight · f3 white knight · b2 white pawn · f2 white pawn · g2 white pawn · h2 white pawn · a1 white rook · c1 white bishop · d1 white queen · f1 white rook · g1 white king | a8 black rook · c8 black bishop · d8 black queen · f8 black rook · g8 black king · a7 black pawn · b7 black pawn · e7 black bishop · f7 black pawn · g7 black pawn · h7 black pawn · c6 black knight · e6 black pawn · f6 black knight · c4 white bishop · d4 white pawn · a3 white pawn · c3 white knight · f3 white knight · b2 white pawn · f2 white pawn · g2 white pawn · h2 white pawn · a1 white rook · c1 white bishop · d1 white queen · f1 white rook · g1 white king | a8 black rook · c8 black bishop · d8 black queen · f8 black rook · g8 black king · a7 black pawn · b7 black pawn · e7 black bishop · f7 black pawn · g7 black pawn · h7 black pawn · c6 black knight · e6 black pawn · f6 black knight · c4 white bishop · d4 white pawn · a3 white pawn · c3 white knight · f3 white knight · b2 white pawn · f2 white pawn · g2 white pawn · h2 white pawn · a1 white rook · c1 white bishop · d1 white queen · f1 white rook · g1 white king | 7 |
| 6 | a8 black rook · c8 black bishop · d8 black queen · f8 black rook · g8 black king · a7 black pawn · b7 black pawn · e7 black bishop · f7 black pawn · g7 black pawn · h7 black pawn · c6 black knight · e6 black pawn · f6 black knight · c4 white bishop · d4 white pawn · a3 white pawn · c3 white knight · f3 white knight · b2 white pawn · f2 white pawn · g2 white pawn · h2 white pawn · a1 white rook · c1 white bishop · d1 white queen · f1 white rook · g1 white king | a8 black rook · c8 black bishop · d8 black queen · f8 black rook · g8 black king · a7 black pawn · b7 black pawn · e7 black bishop · f7 black pawn · g7 black pawn · h7 black pawn · c6 black knight · e6 black pawn · f6 black knight · c4 white bishop · d4 white pawn · a3 white pawn · c3 white knight · f3 white knight · b2 white pawn · f2 white pawn · g2 white pawn · h2 white pawn · a1 white rook · c1 white bishop · d1 white queen · f1 white rook · g1 white king | a8 black rook · c8 black bishop · d8 black queen · f8 black rook · g8 black king · a7 black pawn · b7 black pawn · e7 black bishop · f7 black pawn · g7 black pawn · h7 black pawn · c6 black knight · e6 black pawn · f6 black knight · c4 white bishop · d4 white pawn · a3 white pawn · c3 white knight · f3 white knight · b2 white pawn · f2 white pawn · g2 white pawn · h2 white pawn · a1 white rook · c1 white bishop · d1 white queen · f1 white rook · g1 white king | a8 black rook · c8 black bishop · d8 black queen · f8 black rook · g8 black king · a7 black pawn · b7 black pawn · e7 black bishop · f7 black pawn · g7 black pawn · h7 black pawn · c6 black knight · e6 black pawn · f6 black knight · c4 white bishop · d4 white pawn · a3 white pawn · c3 white knight · f3 white knight · b2 white pawn · f2 white pawn · g2 white pawn · h2 white pawn · a1 white rook · c1 white bishop · d1 white queen · f1 white rook · g1 white king | a8 black rook · c8 black bishop · d8 black queen · f8 black rook · g8 black king · a7 black pawn · b7 black pawn · e7 black bishop · f7 black pawn · g7 black pawn · h7 black pawn · c6 black knight · e6 black pawn · f6 black knight · c4 white bishop · d4 white pawn · a3 white pawn · c3 white knight · f3 white knight · b2 white pawn · f2 white pawn · g2 white pawn · h2 white pawn · a1 white rook · c1 white bishop · d1 white queen · f1 white rook · g1 white king | a8 black rook · c8 black bishop · d8 black queen · f8 black rook · g8 black king · a7 black pawn · b7 black pawn · e7 black bishop · f7 black pawn · g7 black pawn · h7 black pawn · c6 black knight · e6 black pawn · f6 black knight · c4 white bishop · d4 white pawn · a3 white pawn · c3 white knight · f3 white knight · b2 white pawn · f2 white pawn · g2 white pawn · h2 white pawn · a1 white rook · c1 white bishop · d1 white queen · f1 white rook · g1 white king | a8 black rook · c8 black bishop · d8 black queen · f8 black rook · g8 black king · a7 black pawn · b7 black pawn · e7 black bishop · f7 black pawn · g7 black pawn · h7 black pawn · c6 black knight · e6 black pawn · f6 black knight · c4 white bishop · d4 white pawn · a3 white pawn · c3 white knight · f3 white knight · b2 white pawn · f2 white pawn · g2 white pawn · h2 white pawn · a1 white rook · c1 white bishop · d1 white queen · f1 white rook · g1 white king | a8 black rook · c8 black bishop · d8 black queen · f8 black rook · g8 black king · a7 black pawn · b7 black pawn · e7 black bishop · f7 black pawn · g7 black pawn · h7 black pawn · c6 black knight · e6 black pawn · f6 black knight · c4 white bishop · d4 white pawn · a3 white pawn · c3 white knight · f3 white knight · b2 white pawn · f2 white pawn · g2 white pawn · h2 white pawn · a1 white rook · c1 white bishop · d1 white queen · f1 white rook · g1 white king | 6 |
| 5 | a8 black rook · c8 black bishop · d8 black queen · f8 black rook · g8 black king · a7 black pawn · b7 black pawn · e7 black bishop · f7 black pawn · g7 black pawn · h7 black pawn · c6 black knight · e6 black pawn · f6 black knight · c4 white bishop · d4 white pawn · a3 white pawn · c3 white knight · f3 white knight · b2 white pawn · f2 white pawn · g2 white pawn · h2 white pawn · a1 white rook · c1 white bishop · d1 white queen · f1 white rook · g1 white king | a8 black rook · c8 black bishop · d8 black queen · f8 black rook · g8 black king · a7 black pawn · b7 black pawn · e7 black bishop · f7 black pawn · g7 black pawn · h7 black pawn · c6 black knight · e6 black pawn · f6 black knight · c4 white bishop · d4 white pawn · a3 white pawn · c3 white knight · f3 white knight · b2 white pawn · f2 white pawn · g2 white pawn · h2 white pawn · a1 white rook · c1 white bishop · d1 white queen · f1 white rook · g1 white king | a8 black rook · c8 black bishop · d8 black queen · f8 black rook · g8 black king · a7 black pawn · b7 black pawn · e7 black bishop · f7 black pawn · g7 black pawn · h7 black pawn · c6 black knight · e6 black pawn · f6 black knight · c4 white bishop · d4 white pawn · a3 white pawn · c3 white knight · f3 white knight · b2 white pawn · f2 white pawn · g2 white pawn · h2 white pawn · a1 white rook · c1 white bishop · d1 white queen · f1 white rook · g1 white king | a8 black rook · c8 black bishop · d8 black queen · f8 black rook · g8 black king · a7 black pawn · b7 black pawn · e7 black bishop · f7 black pawn · g7 black pawn · h7 black pawn · c6 black knight · e6 black pawn · f6 black knight · c4 white bishop · d4 white pawn · a3 white pawn · c3 white knight · f3 white knight · b2 white pawn · f2 white pawn · g2 white pawn · h2 white pawn · a1 white rook · c1 white bishop · d1 white queen · f1 white rook · g1 white king | a8 black rook · c8 black bishop · d8 black queen · f8 black rook · g8 black king · a7 black pawn · b7 black pawn · e7 black bishop · f7 black pawn · g7 black pawn · h7 black pawn · c6 black knight · e6 black pawn · f6 black knight · c4 white bishop · d4 white pawn · a3 white pawn · c3 white knight · f3 white knight · b2 white pawn · f2 white pawn · g2 white pawn · h2 white pawn · a1 white rook · c1 white bishop · d1 white queen · f1 white rook · g1 white king | a8 black rook · c8 black bishop · d8 black queen · f8 black rook · g8 black king · a7 black pawn · b7 black pawn · e7 black bishop · f7 black pawn · g7 black pawn · h7 black pawn · c6 black knight · e6 black pawn · f6 black knight · c4 white bishop · d4 white pawn · a3 white pawn · c3 white knight · f3 white knight · b2 white pawn · f2 white pawn · g2 white pawn · h2 white pawn · a1 white rook · c1 white bishop · d1 white queen · f1 white rook · g1 white king | a8 black rook · c8 black bishop · d8 black queen · f8 black rook · g8 black king · a7 black pawn · b7 black pawn · e7 black bishop · f7 black pawn · g7 black pawn · h7 black pawn · c6 black knight · e6 black pawn · f6 black knight · c4 white bishop · d4 white pawn · a3 white pawn · c3 white knight · f3 white knight · b2 white pawn · f2 white pawn · g2 white pawn · h2 white pawn · a1 white rook · c1 white bishop · d1 white queen · f1 white rook · g1 white king | a8 black rook · c8 black bishop · d8 black queen · f8 black rook · g8 black king · a7 black pawn · b7 black pawn · e7 black bishop · f7 black pawn · g7 black pawn · h7 black pawn · c6 black knight · e6 black pawn · f6 black knight · c4 white bishop · d4 white pawn · a3 white pawn · c3 white knight · f3 white knight · b2 white pawn · f2 white pawn · g2 white pawn · h2 white pawn · a1 white rook · c1 white bishop · d1 white queen · f1 white rook · g1 white king | 5 |
| 4 | a8 black rook · c8 black bishop · d8 black queen · f8 black rook · g8 black king · a7 black pawn · b7 black pawn · e7 black bishop · f7 black pawn · g7 black pawn · h7 black pawn · c6 black knight · e6 black pawn · f6 black knight · c4 white bishop · d4 white pawn · a3 white pawn · c3 white knight · f3 white knight · b2 white pawn · f2 white pawn · g2 white pawn · h2 white pawn · a1 white rook · c1 white bishop · d1 white queen · f1 white rook · g1 white king | a8 black rook · c8 black bishop · d8 black queen · f8 black rook · g8 black king · a7 black pawn · b7 black pawn · e7 black bishop · f7 black pawn · g7 black pawn · h7 black pawn · c6 black knight · e6 black pawn · f6 black knight · c4 white bishop · d4 white pawn · a3 white pawn · c3 white knight · f3 white knight · b2 white pawn · f2 white pawn · g2 white pawn · h2 white pawn · a1 white rook · c1 white bishop · d1 white queen · f1 white rook · g1 white king | a8 black rook · c8 black bishop · d8 black queen · f8 black rook · g8 black king · a7 black pawn · b7 black pawn · e7 black bishop · f7 black pawn · g7 black pawn · h7 black pawn · c6 black knight · e6 black pawn · f6 black knight · c4 white bishop · d4 white pawn · a3 white pawn · c3 white knight · f3 white knight · b2 white pawn · f2 white pawn · g2 white pawn · h2 white pawn · a1 white rook · c1 white bishop · d1 white queen · f1 white rook · g1 white king | a8 black rook · c8 black bishop · d8 black queen · f8 black rook · g8 black king · a7 black pawn · b7 black pawn · e7 black bishop · f7 black pawn · g7 black pawn · h7 black pawn · c6 black knight · e6 black pawn · f6 black knight · c4 white bishop · d4 white pawn · a3 white pawn · c3 white knight · f3 white knight · b2 white pawn · f2 white pawn · g2 white pawn · h2 white pawn · a1 white rook · c1 white bishop · d1 white queen · f1 white rook · g1 white king | a8 black rook · c8 black bishop · d8 black queen · f8 black rook · g8 black king · a7 black pawn · b7 black pawn · e7 black bishop · f7 black pawn · g7 black pawn · h7 black pawn · c6 black knight · e6 black pawn · f6 black knight · c4 white bishop · d4 white pawn · a3 white pawn · c3 white knight · f3 white knight · b2 white pawn · f2 white pawn · g2 white pawn · h2 white pawn · a1 white rook · c1 white bishop · d1 white queen · f1 white rook · g1 white king | a8 black rook · c8 black bishop · d8 black queen · f8 black rook · g8 black king · a7 black pawn · b7 black pawn · e7 black bishop · f7 black pawn · g7 black pawn · h7 black pawn · c6 black knight · e6 black pawn · f6 black knight · c4 white bishop · d4 white pawn · a3 white pawn · c3 white knight · f3 white knight · b2 white pawn · f2 white pawn · g2 white pawn · h2 white pawn · a1 white rook · c1 white bishop · d1 white queen · f1 white rook · g1 white king | a8 black rook · c8 black bishop · d8 black queen · f8 black rook · g8 black king · a7 black pawn · b7 black pawn · e7 black bishop · f7 black pawn · g7 black pawn · h7 black pawn · c6 black knight · e6 black pawn · f6 black knight · c4 white bishop · d4 white pawn · a3 white pawn · c3 white knight · f3 white knight · b2 white pawn · f2 white pawn · g2 white pawn · h2 white pawn · a1 white rook · c1 white bishop · d1 white queen · f1 white rook · g1 white king | a8 black rook · c8 black bishop · d8 black queen · f8 black rook · g8 black king · a7 black pawn · b7 black pawn · e7 black bishop · f7 black pawn · g7 black pawn · h7 black pawn · c6 black knight · e6 black pawn · f6 black knight · c4 white bishop · d4 white pawn · a3 white pawn · c3 white knight · f3 white knight · b2 white pawn · f2 white pawn · g2 white pawn · h2 white pawn · a1 white rook · c1 white bishop · d1 white queen · f1 white rook · g1 white king | 4 |
| 3 | a8 black rook · c8 black bishop · d8 black queen · f8 black rook · g8 black king · a7 black pawn · b7 black pawn · e7 black bishop · f7 black pawn · g7 black pawn · h7 black pawn · c6 black knight · e6 black pawn · f6 black knight · c4 white bishop · d4 white pawn · a3 white pawn · c3 white knight · f3 white knight · b2 white pawn · f2 white pawn · g2 white pawn · h2 white pawn · a1 white rook · c1 white bishop · d1 white queen · f1 white rook · g1 white king | a8 black rook · c8 black bishop · d8 black queen · f8 black rook · g8 black king · a7 black pawn · b7 black pawn · e7 black bishop · f7 black pawn · g7 black pawn · h7 black pawn · c6 black knight · e6 black pawn · f6 black knight · c4 white bishop · d4 white pawn · a3 white pawn · c3 white knight · f3 white knight · b2 white pawn · f2 white pawn · g2 white pawn · h2 white pawn · a1 white rook · c1 white bishop · d1 white queen · f1 white rook · g1 white king | a8 black rook · c8 black bishop · d8 black queen · f8 black rook · g8 black king · a7 black pawn · b7 black pawn · e7 black bishop · f7 black pawn · g7 black pawn · h7 black pawn · c6 black knight · e6 black pawn · f6 black knight · c4 white bishop · d4 white pawn · a3 white pawn · c3 white knight · f3 white knight · b2 white pawn · f2 white pawn · g2 white pawn · h2 white pawn · a1 white rook · c1 white bishop · d1 white queen · f1 white rook · g1 white king | a8 black rook · c8 black bishop · d8 black queen · f8 black rook · g8 black king · a7 black pawn · b7 black pawn · e7 black bishop · f7 black pawn · g7 black pawn · h7 black pawn · c6 black knight · e6 black pawn · f6 black knight · c4 white bishop · d4 white pawn · a3 white pawn · c3 white knight · f3 white knight · b2 white pawn · f2 white pawn · g2 white pawn · h2 white pawn · a1 white rook · c1 white bishop · d1 white queen · f1 white rook · g1 white king | a8 black rook · c8 black bishop · d8 black queen · f8 black rook · g8 black king · a7 black pawn · b7 black pawn · e7 black bishop · f7 black pawn · g7 black pawn · h7 black pawn · c6 black knight · e6 black pawn · f6 black knight · c4 white bishop · d4 white pawn · a3 white pawn · c3 white knight · f3 white knight · b2 white pawn · f2 white pawn · g2 white pawn · h2 white pawn · a1 white rook · c1 white bishop · d1 white queen · f1 white rook · g1 white king | a8 black rook · c8 black bishop · d8 black queen · f8 black rook · g8 black king · a7 black pawn · b7 black pawn · e7 black bishop · f7 black pawn · g7 black pawn · h7 black pawn · c6 black knight · e6 black pawn · f6 black knight · c4 white bishop · d4 white pawn · a3 white pawn · c3 white knight · f3 white knight · b2 white pawn · f2 white pawn · g2 white pawn · h2 white pawn · a1 white rook · c1 white bishop · d1 white queen · f1 white rook · g1 white king | a8 black rook · c8 black bishop · d8 black queen · f8 black rook · g8 black king · a7 black pawn · b7 black pawn · e7 black bishop · f7 black pawn · g7 black pawn · h7 black pawn · c6 black knight · e6 black pawn · f6 black knight · c4 white bishop · d4 white pawn · a3 white pawn · c3 white knight · f3 white knight · b2 white pawn · f2 white pawn · g2 white pawn · h2 white pawn · a1 white rook · c1 white bishop · d1 white queen · f1 white rook · g1 white king | a8 black rook · c8 black bishop · d8 black queen · f8 black rook · g8 black king · a7 black pawn · b7 black pawn · e7 black bishop · f7 black pawn · g7 black pawn · h7 black pawn · c6 black knight · e6 black pawn · f6 black knight · c4 white bishop · d4 white pawn · a3 white pawn · c3 white knight · f3 white knight · b2 white pawn · f2 white pawn · g2 white pawn · h2 white pawn · a1 white rook · c1 white bishop · d1 white queen · f1 white rook · g1 white king | 3 |
| 2 | a8 black rook · c8 black bishop · d8 black queen · f8 black rook · g8 black king · a7 black pawn · b7 black pawn · e7 black bishop · f7 black pawn · g7 black pawn · h7 black pawn · c6 black knight · e6 black pawn · f6 black knight · c4 white bishop · d4 white pawn · a3 white pawn · c3 white knight · f3 white knight · b2 white pawn · f2 white pawn · g2 white pawn · h2 white pawn · a1 white rook · c1 white bishop · d1 white queen · f1 white rook · g1 white king | a8 black rook · c8 black bishop · d8 black queen · f8 black rook · g8 black king · a7 black pawn · b7 black pawn · e7 black bishop · f7 black pawn · g7 black pawn · h7 black pawn · c6 black knight · e6 black pawn · f6 black knight · c4 white bishop · d4 white pawn · a3 white pawn · c3 white knight · f3 white knight · b2 white pawn · f2 white pawn · g2 white pawn · h2 white pawn · a1 white rook · c1 white bishop · d1 white queen · f1 white rook · g1 white king | a8 black rook · c8 black bishop · d8 black queen · f8 black rook · g8 black king · a7 black pawn · b7 black pawn · e7 black bishop · f7 black pawn · g7 black pawn · h7 black pawn · c6 black knight · e6 black pawn · f6 black knight · c4 white bishop · d4 white pawn · a3 white pawn · c3 white knight · f3 white knight · b2 white pawn · f2 white pawn · g2 white pawn · h2 white pawn · a1 white rook · c1 white bishop · d1 white queen · f1 white rook · g1 white king | a8 black rook · c8 black bishop · d8 black queen · f8 black rook · g8 black king · a7 black pawn · b7 black pawn · e7 black bishop · f7 black pawn · g7 black pawn · h7 black pawn · c6 black knight · e6 black pawn · f6 black knight · c4 white bishop · d4 white pawn · a3 white pawn · c3 white knight · f3 white knight · b2 white pawn · f2 white pawn · g2 white pawn · h2 white pawn · a1 white rook · c1 white bishop · d1 white queen · f1 white rook · g1 white king | a8 black rook · c8 black bishop · d8 black queen · f8 black rook · g8 black king · a7 black pawn · b7 black pawn · e7 black bishop · f7 black pawn · g7 black pawn · h7 black pawn · c6 black knight · e6 black pawn · f6 black knight · c4 white bishop · d4 white pawn · a3 white pawn · c3 white knight · f3 white knight · b2 white pawn · f2 white pawn · g2 white pawn · h2 white pawn · a1 white rook · c1 white bishop · d1 white queen · f1 white rook · g1 white king | a8 black rook · c8 black bishop · d8 black queen · f8 black rook · g8 black king · a7 black pawn · b7 black pawn · e7 black bishop · f7 black pawn · g7 black pawn · h7 black pawn · c6 black knight · e6 black pawn · f6 black knight · c4 white bishop · d4 white pawn · a3 white pawn · c3 white knight · f3 white knight · b2 white pawn · f2 white pawn · g2 white pawn · h2 white pawn · a1 white rook · c1 white bishop · d1 white queen · f1 white rook · g1 white king | a8 black rook · c8 black bishop · d8 black queen · f8 black rook · g8 black king · a7 black pawn · b7 black pawn · e7 black bishop · f7 black pawn · g7 black pawn · h7 black pawn · c6 black knight · e6 black pawn · f6 black knight · c4 white bishop · d4 white pawn · a3 white pawn · c3 white knight · f3 white knight · b2 white pawn · f2 white pawn · g2 white pawn · h2 white pawn · a1 white rook · c1 white bishop · d1 white queen · f1 white rook · g1 white king | a8 black rook · c8 black bishop · d8 black queen · f8 black rook · g8 black king · a7 black pawn · b7 black pawn · e7 black bishop · f7 black pawn · g7 black pawn · h7 black pawn · c6 black knight · e6 black pawn · f6 black knight · c4 white bishop · d4 white pawn · a3 white pawn · c3 white knight · f3 white knight · b2 white pawn · f2 white pawn · g2 white pawn · h2 white pawn · a1 white rook · c1 white bishop · d1 white queen · f1 white rook · g1 white king | 2 |
| 1 | a8 black rook · c8 black bishop · d8 black queen · f8 black rook · g8 black king · a7 black pawn · b7 black pawn · e7 black bishop · f7 black pawn · g7 black pawn · h7 black pawn · c6 black knight · e6 black pawn · f6 black knight · c4 white bishop · d4 white pawn · a3 white pawn · c3 white knight · f3 white knight · b2 white pawn · f2 white pawn · g2 white pawn · h2 white pawn · a1 white rook · c1 white bishop · d1 white queen · f1 white rook · g1 white king | a8 black rook · c8 black bishop · d8 black queen · f8 black rook · g8 black king · a7 black pawn · b7 black pawn · e7 black bishop · f7 black pawn · g7 black pawn · h7 black pawn · c6 black knight · e6 black pawn · f6 black knight · c4 white bishop · d4 white pawn · a3 white pawn · c3 white knight · f3 white knight · b2 white pawn · f2 white pawn · g2 white pawn · h2 white pawn · a1 white rook · c1 white bishop · d1 white queen · f1 white rook · g1 white king | a8 black rook · c8 black bishop · d8 black queen · f8 black rook · g8 black king · a7 black pawn · b7 black pawn · e7 black bishop · f7 black pawn · g7 black pawn · h7 black pawn · c6 black knight · e6 black pawn · f6 black knight · c4 white bishop · d4 white pawn · a3 white pawn · c3 white knight · f3 white knight · b2 white pawn · f2 white pawn · g2 white pawn · h2 white pawn · a1 white rook · c1 white bishop · d1 white queen · f1 white rook · g1 white king | a8 black rook · c8 black bishop · d8 black queen · f8 black rook · g8 black king · a7 black pawn · b7 black pawn · e7 black bishop · f7 black pawn · g7 black pawn · h7 black pawn · c6 black knight · e6 black pawn · f6 black knight · c4 white bishop · d4 white pawn · a3 white pawn · c3 white knight · f3 white knight · b2 white pawn · f2 white pawn · g2 white pawn · h2 white pawn · a1 white rook · c1 white bishop · d1 white queen · f1 white rook · g1 white king | a8 black rook · c8 black bishop · d8 black queen · f8 black rook · g8 black king · a7 black pawn · b7 black pawn · e7 black bishop · f7 black pawn · g7 black pawn · h7 black pawn · c6 black knight · e6 black pawn · f6 black knight · c4 white bishop · d4 white pawn · a3 white pawn · c3 white knight · f3 white knight · b2 white pawn · f2 white pawn · g2 white pawn · h2 white pawn · a1 white rook · c1 white bishop · d1 white queen · f1 white rook · g1 white king | a8 black rook · c8 black bishop · d8 black queen · f8 black rook · g8 black king · a7 black pawn · b7 black pawn · e7 black bishop · f7 black pawn · g7 black pawn · h7 black pawn · c6 black knight · e6 black pawn · f6 black knight · c4 white bishop · d4 white pawn · a3 white pawn · c3 white knight · f3 white knight · b2 white pawn · f2 white pawn · g2 white pawn · h2 white pawn · a1 white rook · c1 white bishop · d1 white queen · f1 white rook · g1 white king | a8 black rook · c8 black bishop · d8 black queen · f8 black rook · g8 black king · a7 black pawn · b7 black pawn · e7 black bishop · f7 black pawn · g7 black pawn · h7 black pawn · c6 black knight · e6 black pawn · f6 black knight · c4 white bishop · d4 white pawn · a3 white pawn · c3 white knight · f3 white knight · b2 white pawn · f2 white pawn · g2 white pawn · h2 white pawn · a1 white rook · c1 white bishop · d1 white queen · f1 white rook · g1 white king | a8 black rook · c8 black bishop · d8 black queen · f8 black rook · g8 black king · a7 black pawn · b7 black pawn · e7 black bishop · f7 black pawn · g7 black pawn · h7 black pawn · c6 black knight · e6 black pawn · f6 black knight · c4 white bishop · d4 white pawn · a3 white pawn · c3 white knight · f3 white knight · b2 white pawn · f2 white pawn · g2 white pawn · h2 white pawn · a1 white rook · c1 white bishop · d1 white queen · f1 white rook · g1 white king | 1 |
|   | a | b | c | d | e | f | g | h |   |

На позицији десно, истичући иснолани може бити постигнут помоћу различитих отварања и потеза. На примјер, ту је нимзо-индиска одбрана:
1. д4 Сф6
2. ц4 e6
3. Сц3 Лб4
4. e3 0-0
5. Лд3 ц5
6. Сф3 ц:д4
7. e:д4 д5
8. 0-0 д:ц4
9. Л:ц4 Сц6
10. a3 Лe7
Каро-Кан одбрана:
1. e4 ц6
2. д4 д5
3. e:д5 ц:д5
4. ц4 Сф6
5. Сц3 e6
6. Сф3 Лб4
7. Лд3 д:ц4
8. Л:ц4 0-0
9. 0-0 Сц6
10. a3 Лe7

### Могућности премјештања нeких отварања
Нека отварања су позната по широком распону могућих премјештања, на примјер каталонско отварање и сицилијанска одбрана.
За једноставни примјер, потези отварања 1.д4 е6 могу се врло брзо премјестити у широк распон отварања, укључујући:
|   | a | b | c | d | e | f | g | h |   |
| 8 | a8 black rook · b8 black knight · c8 black bishop · d8 black queen · e8 black king · f8 black bishop · g8 black knight · h8 black rook · a7 black pawn · b7 black pawn · c7 black pawn · f7 black pawn · g7 black pawn · h7 black pawn · e6 black pawn · d5 black pawn · c4 white pawn · d4 white pawn · a2 white pawn · b2 white pawn · e2 white pawn · f2 white pawn · g2 white pawn · h2 white pawn · a1 white rook · b1 white knight · c1 white bishop · d1 white queen · e1 white king · f1 white bishop · g1 white knight · h1 white rook | a8 black rook · b8 black knight · c8 black bishop · d8 black queen · e8 black king · f8 black bishop · g8 black knight · h8 black rook · a7 black pawn · b7 black pawn · c7 black pawn · f7 black pawn · g7 black pawn · h7 black pawn · e6 black pawn · d5 black pawn · c4 white pawn · d4 white pawn · a2 white pawn · b2 white pawn · e2 white pawn · f2 white pawn · g2 white pawn · h2 white pawn · a1 white rook · b1 white knight · c1 white bishop · d1 white queen · e1 white king · f1 white bishop · g1 white knight · h1 white rook | a8 black rook · b8 black knight · c8 black bishop · d8 black queen · e8 black king · f8 black bishop · g8 black knight · h8 black rook · a7 black pawn · b7 black pawn · c7 black pawn · f7 black pawn · g7 black pawn · h7 black pawn · e6 black pawn · d5 black pawn · c4 white pawn · d4 white pawn · a2 white pawn · b2 white pawn · e2 white pawn · f2 white pawn · g2 white pawn · h2 white pawn · a1 white rook · b1 white knight · c1 white bishop · d1 white queen · e1 white king · f1 white bishop · g1 white knight · h1 white rook | a8 black rook · b8 black knight · c8 black bishop · d8 black queen · e8 black king · f8 black bishop · g8 black knight · h8 black rook · a7 black pawn · b7 black pawn · c7 black pawn · f7 black pawn · g7 black pawn · h7 black pawn · e6 black pawn · d5 black pawn · c4 white pawn · d4 white pawn · a2 white pawn · b2 white pawn · e2 white pawn · f2 white pawn · g2 white pawn · h2 white pawn · a1 white rook · b1 white knight · c1 white bishop · d1 white queen · e1 white king · f1 white bishop · g1 white knight · h1 white rook | a8 black rook · b8 black knight · c8 black bishop · d8 black queen · e8 black king · f8 black bishop · g8 black knight · h8 black rook · a7 black pawn · b7 black pawn · c7 black pawn · f7 black pawn · g7 black pawn · h7 black pawn · e6 black pawn · d5 black pawn · c4 white pawn · d4 white pawn · a2 white pawn · b2 white pawn · e2 white pawn · f2 white pawn · g2 white pawn · h2 white pawn · a1 white rook · b1 white knight · c1 white bishop · d1 white queen · e1 white king · f1 white bishop · g1 white knight · h1 white rook | a8 black rook · b8 black knight · c8 black bishop · d8 black queen · e8 black king · f8 black bishop · g8 black knight · h8 black rook · a7 black pawn · b7 black pawn · c7 black pawn · f7 black pawn · g7 black pawn · h7 black pawn · e6 black pawn · d5 black pawn · c4 white pawn · d4 white pawn · a2 white pawn · b2 white pawn · e2 white pawn · f2 white pawn · g2 white pawn · h2 white pawn · a1 white rook · b1 white knight · c1 white bishop · d1 white queen · e1 white king · f1 white bishop · g1 white knight · h1 white rook | a8 black rook · b8 black knight · c8 black bishop · d8 black queen · e8 black king · f8 black bishop · g8 black knight · h8 black rook · a7 black pawn · b7 black pawn · c7 black pawn · f7 black pawn · g7 black pawn · h7 black pawn · e6 black pawn · d5 black pawn · c4 white pawn · d4 white pawn · a2 white pawn · b2 white pawn · e2 white pawn · f2 white pawn · g2 white pawn · h2 white pawn · a1 white rook · b1 white knight · c1 white bishop · d1 white queen · e1 white king · f1 white bishop · g1 white knight · h1 white rook | a8 black rook · b8 black knight · c8 black bishop · d8 black queen · e8 black king · f8 black bishop · g8 black knight · h8 black rook · a7 black pawn · b7 black pawn · c7 black pawn · f7 black pawn · g7 black pawn · h7 black pawn · e6 black pawn · d5 black pawn · c4 white pawn · d4 white pawn · a2 white pawn · b2 white pawn · e2 white pawn · f2 white pawn · g2 white pawn · h2 white pawn · a1 white rook · b1 white knight · c1 white bishop · d1 white queen · e1 white king · f1 white bishop · g1 white knight · h1 white rook | 8 |
| 7 | a8 black rook · b8 black knight · c8 black bishop · d8 black queen · e8 black king · f8 black bishop · g8 black knight · h8 black rook · a7 black pawn · b7 black pawn · c7 black pawn · f7 black pawn · g7 black pawn · h7 black pawn · e6 black pawn · d5 black pawn · c4 white pawn · d4 white pawn · a2 white pawn · b2 white pawn · e2 white pawn · f2 white pawn · g2 white pawn · h2 white pawn · a1 white rook · b1 white knight · c1 white bishop · d1 white queen · e1 white king · f1 white bishop · g1 white knight · h1 white rook | a8 black rook · b8 black knight · c8 black bishop · d8 black queen · e8 black king · f8 black bishop · g8 black knight · h8 black rook · a7 black pawn · b7 black pawn · c7 black pawn · f7 black pawn · g7 black pawn · h7 black pawn · e6 black pawn · d5 black pawn · c4 white pawn · d4 white pawn · a2 white pawn · b2 white pawn · e2 white pawn · f2 white pawn · g2 white pawn · h2 white pawn · a1 white rook · b1 white knight · c1 white bishop · d1 white queen · e1 white king · f1 white bishop · g1 white knight · h1 white rook | a8 black rook · b8 black knight · c8 black bishop · d8 black queen · e8 black king · f8 black bishop · g8 black knight · h8 black rook · a7 black pawn · b7 black pawn · c7 black pawn · f7 black pawn · g7 black pawn · h7 black pawn · e6 black pawn · d5 black pawn · c4 white pawn · d4 white pawn · a2 white pawn · b2 white pawn · e2 white pawn · f2 white pawn · g2 white pawn · h2 white pawn · a1 white rook · b1 white knight · c1 white bishop · d1 white queen · e1 white king · f1 white bishop · g1 white knight · h1 white rook | a8 black rook · b8 black knight · c8 black bishop · d8 black queen · e8 black king · f8 black bishop · g8 black knight · h8 black rook · a7 black pawn · b7 black pawn · c7 black pawn · f7 black pawn · g7 black pawn · h7 black pawn · e6 black pawn · d5 black pawn · c4 white pawn · d4 white pawn · a2 white pawn · b2 white pawn · e2 white pawn · f2 white pawn · g2 white pawn · h2 white pawn · a1 white rook · b1 white knight · c1 white bishop · d1 white queen · e1 white king · f1 white bishop · g1 white knight · h1 white rook | a8 black rook · b8 black knight · c8 black bishop · d8 black queen · e8 black king · f8 black bishop · g8 black knight · h8 black rook · a7 black pawn · b7 black pawn · c7 black pawn · f7 black pawn · g7 black pawn · h7 black pawn · e6 black pawn · d5 black pawn · c4 white pawn · d4 white pawn · a2 white pawn · b2 white pawn · e2 white pawn · f2 white pawn · g2 white pawn · h2 white pawn · a1 white rook · b1 white knight · c1 white bishop · d1 white queen · e1 white king · f1 white bishop · g1 white knight · h1 white rook | a8 black rook · b8 black knight · c8 black bishop · d8 black queen · e8 black king · f8 black bishop · g8 black knight · h8 black rook · a7 black pawn · b7 black pawn · c7 black pawn · f7 black pawn · g7 black pawn · h7 black pawn · e6 black pawn · d5 black pawn · c4 white pawn · d4 white pawn · a2 white pawn · b2 white pawn · e2 white pawn · f2 white pawn · g2 white pawn · h2 white pawn · a1 white rook · b1 white knight · c1 white bishop · d1 white queen · e1 white king · f1 white bishop · g1 white knight · h1 white rook | a8 black rook · b8 black knight · c8 black bishop · d8 black queen · e8 black king · f8 black bishop · g8 black knight · h8 black rook · a7 black pawn · b7 black pawn · c7 black pawn · f7 black pawn · g7 black pawn · h7 black pawn · e6 black pawn · d5 black pawn · c4 white pawn · d4 white pawn · a2 white pawn · b2 white pawn · e2 white pawn · f2 white pawn · g2 white pawn · h2 white pawn · a1 white rook · b1 white knight · c1 white bishop · d1 white queen · e1 white king · f1 white bishop · g1 white knight · h1 white rook | a8 black rook · b8 black knight · c8 black bishop · d8 black queen · e8 black king · f8 black bishop · g8 black knight · h8 black rook · a7 black pawn · b7 black pawn · c7 black pawn · f7 black pawn · g7 black pawn · h7 black pawn · e6 black pawn · d5 black pawn · c4 white pawn · d4 white pawn · a2 white pawn · b2 white pawn · e2 white pawn · f2 white pawn · g2 white pawn · h2 white pawn · a1 white rook · b1 white knight · c1 white bishop · d1 white queen · e1 white king · f1 white bishop · g1 white knight · h1 white rook | 7 |
| 6 | a8 black rook · b8 black knight · c8 black bishop · d8 black queen · e8 black king · f8 black bishop · g8 black knight · h8 black rook · a7 black pawn · b7 black pawn · c7 black pawn · f7 black pawn · g7 black pawn · h7 black pawn · e6 black pawn · d5 black pawn · c4 white pawn · d4 white pawn · a2 white pawn · b2 white pawn · e2 white pawn · f2 white pawn · g2 white pawn · h2 white pawn · a1 white rook · b1 white knight · c1 white bishop · d1 white queen · e1 white king · f1 white bishop · g1 white knight · h1 white rook | a8 black rook · b8 black knight · c8 black bishop · d8 black queen · e8 black king · f8 black bishop · g8 black knight · h8 black rook · a7 black pawn · b7 black pawn · c7 black pawn · f7 black pawn · g7 black pawn · h7 black pawn · e6 black pawn · d5 black pawn · c4 white pawn · d4 white pawn · a2 white pawn · b2 white pawn · e2 white pawn · f2 white pawn · g2 white pawn · h2 white pawn · a1 white rook · b1 white knight · c1 white bishop · d1 white queen · e1 white king · f1 white bishop · g1 white knight · h1 white rook | a8 black rook · b8 black knight · c8 black bishop · d8 black queen · e8 black king · f8 black bishop · g8 black knight · h8 black rook · a7 black pawn · b7 black pawn · c7 black pawn · f7 black pawn · g7 black pawn · h7 black pawn · e6 black pawn · d5 black pawn · c4 white pawn · d4 white pawn · a2 white pawn · b2 white pawn · e2 white pawn · f2 white pawn · g2 white pawn · h2 white pawn · a1 white rook · b1 white knight · c1 white bishop · d1 white queen · e1 white king · f1 white bishop · g1 white knight · h1 white rook | a8 black rook · b8 black knight · c8 black bishop · d8 black queen · e8 black king · f8 black bishop · g8 black knight · h8 black rook · a7 black pawn · b7 black pawn · c7 black pawn · f7 black pawn · g7 black pawn · h7 black pawn · e6 black pawn · d5 black pawn · c4 white pawn · d4 white pawn · a2 white pawn · b2 white pawn · e2 white pawn · f2 white pawn · g2 white pawn · h2 white pawn · a1 white rook · b1 white knight · c1 white bishop · d1 white queen · e1 white king · f1 white bishop · g1 white knight · h1 white rook | a8 black rook · b8 black knight · c8 black bishop · d8 black queen · e8 black king · f8 black bishop · g8 black knight · h8 black rook · a7 black pawn · b7 black pawn · c7 black pawn · f7 black pawn · g7 black pawn · h7 black pawn · e6 black pawn · d5 black pawn · c4 white pawn · d4 white pawn · a2 white pawn · b2 white pawn · e2 white pawn · f2 white pawn · g2 white pawn · h2 white pawn · a1 white rook · b1 white knight · c1 white bishop · d1 white queen · e1 white king · f1 white bishop · g1 white knight · h1 white rook | a8 black rook · b8 black knight · c8 black bishop · d8 black queen · e8 black king · f8 black bishop · g8 black knight · h8 black rook · a7 black pawn · b7 black pawn · c7 black pawn · f7 black pawn · g7 black pawn · h7 black pawn · e6 black pawn · d5 black pawn · c4 white pawn · d4 white pawn · a2 white pawn · b2 white pawn · e2 white pawn · f2 white pawn · g2 white pawn · h2 white pawn · a1 white rook · b1 white knight · c1 white bishop · d1 white queen · e1 white king · f1 white bishop · g1 white knight · h1 white rook | a8 black rook · b8 black knight · c8 black bishop · d8 black queen · e8 black king · f8 black bishop · g8 black knight · h8 black rook · a7 black pawn · b7 black pawn · c7 black pawn · f7 black pawn · g7 black pawn · h7 black pawn · e6 black pawn · d5 black pawn · c4 white pawn · d4 white pawn · a2 white pawn · b2 white pawn · e2 white pawn · f2 white pawn · g2 white pawn · h2 white pawn · a1 white rook · b1 white knight · c1 white bishop · d1 white queen · e1 white king · f1 white bishop · g1 white knight · h1 white rook | a8 black rook · b8 black knight · c8 black bishop · d8 black queen · e8 black king · f8 black bishop · g8 black knight · h8 black rook · a7 black pawn · b7 black pawn · c7 black pawn · f7 black pawn · g7 black pawn · h7 black pawn · e6 black pawn · d5 black pawn · c4 white pawn · d4 white pawn · a2 white pawn · b2 white pawn · e2 white pawn · f2 white pawn · g2 white pawn · h2 white pawn · a1 white rook · b1 white knight · c1 white bishop · d1 white queen · e1 white king · f1 white bishop · g1 white knight · h1 white rook | 6 |
| 5 | a8 black rook · b8 black knight · c8 black bishop · d8 black queen · e8 black king · f8 black bishop · g8 black knight · h8 black rook · a7 black pawn · b7 black pawn · c7 black pawn · f7 black pawn · g7 black pawn · h7 black pawn · e6 black pawn · d5 black pawn · c4 white pawn · d4 white pawn · a2 white pawn · b2 white pawn · e2 white pawn · f2 white pawn · g2 white pawn · h2 white pawn · a1 white rook · b1 white knight · c1 white bishop · d1 white queen · e1 white king · f1 white bishop · g1 white knight · h1 white rook | a8 black rook · b8 black knight · c8 black bishop · d8 black queen · e8 black king · f8 black bishop · g8 black knight · h8 black rook · a7 black pawn · b7 black pawn · c7 black pawn · f7 black pawn · g7 black pawn · h7 black pawn · e6 black pawn · d5 black pawn · c4 white pawn · d4 white pawn · a2 white pawn · b2 white pawn · e2 white pawn · f2 white pawn · g2 white pawn · h2 white pawn · a1 white rook · b1 white knight · c1 white bishop · d1 white queen · e1 white king · f1 white bishop · g1 white knight · h1 white rook | a8 black rook · b8 black knight · c8 black bishop · d8 black queen · e8 black king · f8 black bishop · g8 black knight · h8 black rook · a7 black pawn · b7 black pawn · c7 black pawn · f7 black pawn · g7 black pawn · h7 black pawn · e6 black pawn · d5 black pawn · c4 white pawn · d4 white pawn · a2 white pawn · b2 white pawn · e2 white pawn · f2 white pawn · g2 white pawn · h2 white pawn · a1 white rook · b1 white knight · c1 white bishop · d1 white queen · e1 white king · f1 white bishop · g1 white knight · h1 white rook | a8 black rook · b8 black knight · c8 black bishop · d8 black queen · e8 black king · f8 black bishop · g8 black knight · h8 black rook · a7 black pawn · b7 black pawn · c7 black pawn · f7 black pawn · g7 black pawn · h7 black pawn · e6 black pawn · d5 black pawn · c4 white pawn · d4 white pawn · a2 white pawn · b2 white pawn · e2 white pawn · f2 white pawn · g2 white pawn · h2 white pawn · a1 white rook · b1 white knight · c1 white bishop · d1 white queen · e1 white king · f1 white bishop · g1 white knight · h1 white rook | a8 black rook · b8 black knight · c8 black bishop · d8 black queen · e8 black king · f8 black bishop · g8 black knight · h8 black rook · a7 black pawn · b7 black pawn · c7 black pawn · f7 black pawn · g7 black pawn · h7 black pawn · e6 black pawn · d5 black pawn · c4 white pawn · d4 white pawn · a2 white pawn · b2 white pawn · e2 white pawn · f2 white pawn · g2 white pawn · h2 white pawn · a1 white rook · b1 white knight · c1 white bishop · d1 white queen · e1 white king · f1 white bishop · g1 white knight · h1 white rook | a8 black rook · b8 black knight · c8 black bishop · d8 black queen · e8 black king · f8 black bishop · g8 black knight · h8 black rook · a7 black pawn · b7 black pawn · c7 black pawn · f7 black pawn · g7 black pawn · h7 black pawn · e6 black pawn · d5 black pawn · c4 white pawn · d4 white pawn · a2 white pawn · b2 white pawn · e2 white pawn · f2 white pawn · g2 white pawn · h2 white pawn · a1 white rook · b1 white knight · c1 white bishop · d1 white queen · e1 white king · f1 white bishop · g1 white knight · h1 white rook | a8 black rook · b8 black knight · c8 black bishop · d8 black queen · e8 black king · f8 black bishop · g8 black knight · h8 black rook · a7 black pawn · b7 black pawn · c7 black pawn · f7 black pawn · g7 black pawn · h7 black pawn · e6 black pawn · d5 black pawn · c4 white pawn · d4 white pawn · a2 white pawn · b2 white pawn · e2 white pawn · f2 white pawn · g2 white pawn · h2 white pawn · a1 white rook · b1 white knight · c1 white bishop · d1 white queen · e1 white king · f1 white bishop · g1 white knight · h1 white rook | a8 black rook · b8 black knight · c8 black bishop · d8 black queen · e8 black king · f8 black bishop · g8 black knight · h8 black rook · a7 black pawn · b7 black pawn · c7 black pawn · f7 black pawn · g7 black pawn · h7 black pawn · e6 black pawn · d5 black pawn · c4 white pawn · d4 white pawn · a2 white pawn · b2 white pawn · e2 white pawn · f2 white pawn · g2 white pawn · h2 white pawn · a1 white rook · b1 white knight · c1 white bishop · d1 white queen · e1 white king · f1 white bishop · g1 white knight · h1 white rook | 5 |
| 4 | a8 black rook · b8 black knight · c8 black bishop · d8 black queen · e8 black king · f8 black bishop · g8 black knight · h8 black rook · a7 black pawn · b7 black pawn · c7 black pawn · f7 black pawn · g7 black pawn · h7 black pawn · e6 black pawn · d5 black pawn · c4 white pawn · d4 white pawn · a2 white pawn · b2 white pawn · e2 white pawn · f2 white pawn · g2 white pawn · h2 white pawn · a1 white rook · b1 white knight · c1 white bishop · d1 white queen · e1 white king · f1 white bishop · g1 white knight · h1 white rook | a8 black rook · b8 black knight · c8 black bishop · d8 black queen · e8 black king · f8 black bishop · g8 black knight · h8 black rook · a7 black pawn · b7 black pawn · c7 black pawn · f7 black pawn · g7 black pawn · h7 black pawn · e6 black pawn · d5 black pawn · c4 white pawn · d4 white pawn · a2 white pawn · b2 white pawn · e2 white pawn · f2 white pawn · g2 white pawn · h2 white pawn · a1 white rook · b1 white knight · c1 white bishop · d1 white queen · e1 white king · f1 white bishop · g1 white knight · h1 white rook | a8 black rook · b8 black knight · c8 black bishop · d8 black queen · e8 black king · f8 black bishop · g8 black knight · h8 black rook · a7 black pawn · b7 black pawn · c7 black pawn · f7 black pawn · g7 black pawn · h7 black pawn · e6 black pawn · d5 black pawn · c4 white pawn · d4 white pawn · a2 white pawn · b2 white pawn · e2 white pawn · f2 white pawn · g2 white pawn · h2 white pawn · a1 white rook · b1 white knight · c1 white bishop · d1 white queen · e1 white king · f1 white bishop · g1 white knight · h1 white rook | a8 black rook · b8 black knight · c8 black bishop · d8 black queen · e8 black king · f8 black bishop · g8 black knight · h8 black rook · a7 black pawn · b7 black pawn · c7 black pawn · f7 black pawn · g7 black pawn · h7 black pawn · e6 black pawn · d5 black pawn · c4 white pawn · d4 white pawn · a2 white pawn · b2 white pawn · e2 white pawn · f2 white pawn · g2 white pawn · h2 white pawn · a1 white rook · b1 white knight · c1 white bishop · d1 white queen · e1 white king · f1 white bishop · g1 white knight · h1 white rook | a8 black rook · b8 black knight · c8 black bishop · d8 black queen · e8 black king · f8 black bishop · g8 black knight · h8 black rook · a7 black pawn · b7 black pawn · c7 black pawn · f7 black pawn · g7 black pawn · h7 black pawn · e6 black pawn · d5 black pawn · c4 white pawn · d4 white pawn · a2 white pawn · b2 white pawn · e2 white pawn · f2 white pawn · g2 white pawn · h2 white pawn · a1 white rook · b1 white knight · c1 white bishop · d1 white queen · e1 white king · f1 white bishop · g1 white knight · h1 white rook | a8 black rook · b8 black knight · c8 black bishop · d8 black queen · e8 black king · f8 black bishop · g8 black knight · h8 black rook · a7 black pawn · b7 black pawn · c7 black pawn · f7 black pawn · g7 black pawn · h7 black pawn · e6 black pawn · d5 black pawn · c4 white pawn · d4 white pawn · a2 white pawn · b2 white pawn · e2 white pawn · f2 white pawn · g2 white pawn · h2 white pawn · a1 white rook · b1 white knight · c1 white bishop · d1 white queen · e1 white king · f1 white bishop · g1 white knight · h1 white rook | a8 black rook · b8 black knight · c8 black bishop · d8 black queen · e8 black king · f8 black bishop · g8 black knight · h8 black rook · a7 black pawn · b7 black pawn · c7 black pawn · f7 black pawn · g7 black pawn · h7 black pawn · e6 black pawn · d5 black pawn · c4 white pawn · d4 white pawn · a2 white pawn · b2 white pawn · e2 white pawn · f2 white pawn · g2 white pawn · h2 white pawn · a1 white rook · b1 white knight · c1 white bishop · d1 white queen · e1 white king · f1 white bishop · g1 white knight · h1 white rook | a8 black rook · b8 black knight · c8 black bishop · d8 black queen · e8 black king · f8 black bishop · g8 black knight · h8 black rook · a7 black pawn · b7 black pawn · c7 black pawn · f7 black pawn · g7 black pawn · h7 black pawn · e6 black pawn · d5 black pawn · c4 white pawn · d4 white pawn · a2 white pawn · b2 white pawn · e2 white pawn · f2 white pawn · g2 white pawn · h2 white pawn · a1 white rook · b1 white knight · c1 white bishop · d1 white queen · e1 white king · f1 white bishop · g1 white knight · h1 white rook | 4 |
| 3 | a8 black rook · b8 black knight · c8 black bishop · d8 black queen · e8 black king · f8 black bishop · g8 black knight · h8 black rook · a7 black pawn · b7 black pawn · c7 black pawn · f7 black pawn · g7 black pawn · h7 black pawn · e6 black pawn · d5 black pawn · c4 white pawn · d4 white pawn · a2 white pawn · b2 white pawn · e2 white pawn · f2 white pawn · g2 white pawn · h2 white pawn · a1 white rook · b1 white knight · c1 white bishop · d1 white queen · e1 white king · f1 white bishop · g1 white knight · h1 white rook | a8 black rook · b8 black knight · c8 black bishop · d8 black queen · e8 black king · f8 black bishop · g8 black knight · h8 black rook · a7 black pawn · b7 black pawn · c7 black pawn · f7 black pawn · g7 black pawn · h7 black pawn · e6 black pawn · d5 black pawn · c4 white pawn · d4 white pawn · a2 white pawn · b2 white pawn · e2 white pawn · f2 white pawn · g2 white pawn · h2 white pawn · a1 white rook · b1 white knight · c1 white bishop · d1 white queen · e1 white king · f1 white bishop · g1 white knight · h1 white rook | a8 black rook · b8 black knight · c8 black bishop · d8 black queen · e8 black king · f8 black bishop · g8 black knight · h8 black rook · a7 black pawn · b7 black pawn · c7 black pawn · f7 black pawn · g7 black pawn · h7 black pawn · e6 black pawn · d5 black pawn · c4 white pawn · d4 white pawn · a2 white pawn · b2 white pawn · e2 white pawn · f2 white pawn · g2 white pawn · h2 white pawn · a1 white rook · b1 white knight · c1 white bishop · d1 white queen · e1 white king · f1 white bishop · g1 white knight · h1 white rook | a8 black rook · b8 black knight · c8 black bishop · d8 black queen · e8 black king · f8 black bishop · g8 black knight · h8 black rook · a7 black pawn · b7 black pawn · c7 black pawn · f7 black pawn · g7 black pawn · h7 black pawn · e6 black pawn · d5 black pawn · c4 white pawn · d4 white pawn · a2 white pawn · b2 white pawn · e2 white pawn · f2 white pawn · g2 white pawn · h2 white pawn · a1 white rook · b1 white knight · c1 white bishop · d1 white queen · e1 white king · f1 white bishop · g1 white knight · h1 white rook | a8 black rook · b8 black knight · c8 black bishop · d8 black queen · e8 black king · f8 black bishop · g8 black knight · h8 black rook · a7 black pawn · b7 black pawn · c7 black pawn · f7 black pawn · g7 black pawn · h7 black pawn · e6 black pawn · d5 black pawn · c4 white pawn · d4 white pawn · a2 white pawn · b2 white pawn · e2 white pawn · f2 white pawn · g2 white pawn · h2 white pawn · a1 white rook · b1 white knight · c1 white bishop · d1 white queen · e1 white king · f1 white bishop · g1 white knight · h1 white rook | a8 black rook · b8 black knight · c8 black bishop · d8 black queen · e8 black king · f8 black bishop · g8 black knight · h8 black rook · a7 black pawn · b7 black pawn · c7 black pawn · f7 black pawn · g7 black pawn · h7 black pawn · e6 black pawn · d5 black pawn · c4 white pawn · d4 white pawn · a2 white pawn · b2 white pawn · e2 white pawn · f2 white pawn · g2 white pawn · h2 white pawn · a1 white rook · b1 white knight · c1 white bishop · d1 white queen · e1 white king · f1 white bishop · g1 white knight · h1 white rook | a8 black rook · b8 black knight · c8 black bishop · d8 black queen · e8 black king · f8 black bishop · g8 black knight · h8 black rook · a7 black pawn · b7 black pawn · c7 black pawn · f7 black pawn · g7 black pawn · h7 black pawn · e6 black pawn · d5 black pawn · c4 white pawn · d4 white pawn · a2 white pawn · b2 white pawn · e2 white pawn · f2 white pawn · g2 white pawn · h2 white pawn · a1 white rook · b1 white knight · c1 white bishop · d1 white queen · e1 white king · f1 white bishop · g1 white knight · h1 white rook | a8 black rook · b8 black knight · c8 black bishop · d8 black queen · e8 black king · f8 black bishop · g8 black knight · h8 black rook · a7 black pawn · b7 black pawn · c7 black pawn · f7 black pawn · g7 black pawn · h7 black pawn · e6 black pawn · d5 black pawn · c4 white pawn · d4 white pawn · a2 white pawn · b2 white pawn · e2 white pawn · f2 white pawn · g2 white pawn · h2 white pawn · a1 white rook · b1 white knight · c1 white bishop · d1 white queen · e1 white king · f1 white bishop · g1 white knight · h1 white rook | 3 |
| 2 | a8 black rook · b8 black knight · c8 black bishop · d8 black queen · e8 black king · f8 black bishop · g8 black knight · h8 black rook · a7 black pawn · b7 black pawn · c7 black pawn · f7 black pawn · g7 black pawn · h7 black pawn · e6 black pawn · d5 black pawn · c4 white pawn · d4 white pawn · a2 white pawn · b2 white pawn · e2 white pawn · f2 white pawn · g2 white pawn · h2 white pawn · a1 white rook · b1 white knight · c1 white bishop · d1 white queen · e1 white king · f1 white bishop · g1 white knight · h1 white rook | a8 black rook · b8 black knight · c8 black bishop · d8 black queen · e8 black king · f8 black bishop · g8 black knight · h8 black rook · a7 black pawn · b7 black pawn · c7 black pawn · f7 black pawn · g7 black pawn · h7 black pawn · e6 black pawn · d5 black pawn · c4 white pawn · d4 white pawn · a2 white pawn · b2 white pawn · e2 white pawn · f2 white pawn · g2 white pawn · h2 white pawn · a1 white rook · b1 white knight · c1 white bishop · d1 white queen · e1 white king · f1 white bishop · g1 white knight · h1 white rook | a8 black rook · b8 black knight · c8 black bishop · d8 black queen · e8 black king · f8 black bishop · g8 black knight · h8 black rook · a7 black pawn · b7 black pawn · c7 black pawn · f7 black pawn · g7 black pawn · h7 black pawn · e6 black pawn · d5 black pawn · c4 white pawn · d4 white pawn · a2 white pawn · b2 white pawn · e2 white pawn · f2 white pawn · g2 white pawn · h2 white pawn · a1 white rook · b1 white knight · c1 white bishop · d1 white queen · e1 white king · f1 white bishop · g1 white knight · h1 white rook | a8 black rook · b8 black knight · c8 black bishop · d8 black queen · e8 black king · f8 black bishop · g8 black knight · h8 black rook · a7 black pawn · b7 black pawn · c7 black pawn · f7 black pawn · g7 black pawn · h7 black pawn · e6 black pawn · d5 black pawn · c4 white pawn · d4 white pawn · a2 white pawn · b2 white pawn · e2 white pawn · f2 white pawn · g2 white pawn · h2 white pawn · a1 white rook · b1 white knight · c1 white bishop · d1 white queen · e1 white king · f1 white bishop · g1 white knight · h1 white rook | a8 black rook · b8 black knight · c8 black bishop · d8 black queen · e8 black king · f8 black bishop · g8 black knight · h8 black rook · a7 black pawn · b7 black pawn · c7 black pawn · f7 black pawn · g7 black pawn · h7 black pawn · e6 black pawn · d5 black pawn · c4 white pawn · d4 white pawn · a2 white pawn · b2 white pawn · e2 white pawn · f2 white pawn · g2 white pawn · h2 white pawn · a1 white rook · b1 white knight · c1 white bishop · d1 white queen · e1 white king · f1 white bishop · g1 white knight · h1 white rook | a8 black rook · b8 black knight · c8 black bishop · d8 black queen · e8 black king · f8 black bishop · g8 black knight · h8 black rook · a7 black pawn · b7 black pawn · c7 black pawn · f7 black pawn · g7 black pawn · h7 black pawn · e6 black pawn · d5 black pawn · c4 white pawn · d4 white pawn · a2 white pawn · b2 white pawn · e2 white pawn · f2 white pawn · g2 white pawn · h2 white pawn · a1 white rook · b1 white knight · c1 white bishop · d1 white queen · e1 white king · f1 white bishop · g1 white knight · h1 white rook | a8 black rook · b8 black knight · c8 black bishop · d8 black queen · e8 black king · f8 black bishop · g8 black knight · h8 black rook · a7 black pawn · b7 black pawn · c7 black pawn · f7 black pawn · g7 black pawn · h7 black pawn · e6 black pawn · d5 black pawn · c4 white pawn · d4 white pawn · a2 white pawn · b2 white pawn · e2 white pawn · f2 white pawn · g2 white pawn · h2 white pawn · a1 white rook · b1 white knight · c1 white bishop · d1 white queen · e1 white king · f1 white bishop · g1 white knight · h1 white rook | a8 black rook · b8 black knight · c8 black bishop · d8 black queen · e8 black king · f8 black bishop · g8 black knight · h8 black rook · a7 black pawn · b7 black pawn · c7 black pawn · f7 black pawn · g7 black pawn · h7 black pawn · e6 black pawn · d5 black pawn · c4 white pawn · d4 white pawn · a2 white pawn · b2 white pawn · e2 white pawn · f2 white pawn · g2 white pawn · h2 white pawn · a1 white rook · b1 white knight · c1 white bishop · d1 white queen · e1 white king · f1 white bishop · g1 white knight · h1 white rook | 2 |
| 1 | a8 black rook · b8 black knight · c8 black bishop · d8 black queen · e8 black king · f8 black bishop · g8 black knight · h8 black rook · a7 black pawn · b7 black pawn · c7 black pawn · f7 black pawn · g7 black pawn · h7 black pawn · e6 black pawn · d5 black pawn · c4 white pawn · d4 white pawn · a2 white pawn · b2 white pawn · e2 white pawn · f2 white pawn · g2 white pawn · h2 white pawn · a1 white rook · b1 white knight · c1 white bishop · d1 white queen · e1 white king · f1 white bishop · g1 white knight · h1 white rook | a8 black rook · b8 black knight · c8 black bishop · d8 black queen · e8 black king · f8 black bishop · g8 black knight · h8 black rook · a7 black pawn · b7 black pawn · c7 black pawn · f7 black pawn · g7 black pawn · h7 black pawn · e6 black pawn · d5 black pawn · c4 white pawn · d4 white pawn · a2 white pawn · b2 white pawn · e2 white pawn · f2 white pawn · g2 white pawn · h2 white pawn · a1 white rook · b1 white knight · c1 white bishop · d1 white queen · e1 white king · f1 white bishop · g1 white knight · h1 white rook | a8 black rook · b8 black knight · c8 black bishop · d8 black queen · e8 black king · f8 black bishop · g8 black knight · h8 black rook · a7 black pawn · b7 black pawn · c7 black pawn · f7 black pawn · g7 black pawn · h7 black pawn · e6 black pawn · d5 black pawn · c4 white pawn · d4 white pawn · a2 white pawn · b2 white pawn · e2 white pawn · f2 white pawn · g2 white pawn · h2 white pawn · a1 white rook · b1 white knight · c1 white bishop · d1 white queen · e1 white king · f1 white bishop · g1 white knight · h1 white rook | a8 black rook · b8 black knight · c8 black bishop · d8 black queen · e8 black king · f8 black bishop · g8 black knight · h8 black rook · a7 black pawn · b7 black pawn · c7 black pawn · f7 black pawn · g7 black pawn · h7 black pawn · e6 black pawn · d5 black pawn · c4 white pawn · d4 white pawn · a2 white pawn · b2 white pawn · e2 white pawn · f2 white pawn · g2 white pawn · h2 white pawn · a1 white rook · b1 white knight · c1 white bishop · d1 white queen · e1 white king · f1 white bishop · g1 white knight · h1 white rook | a8 black rook · b8 black knight · c8 black bishop · d8 black queen · e8 black king · f8 black bishop · g8 black knight · h8 black rook · a7 black pawn · b7 black pawn · c7 black pawn · f7 black pawn · g7 black pawn · h7 black pawn · e6 black pawn · d5 black pawn · c4 white pawn · d4 white pawn · a2 white pawn · b2 white pawn · e2 white pawn · f2 white pawn · g2 white pawn · h2 white pawn · a1 white rook · b1 white knight · c1 white bishop · d1 white queen · e1 white king · f1 white bishop · g1 white knight · h1 white rook | a8 black rook · b8 black knight · c8 black bishop · d8 black queen · e8 black king · f8 black bishop · g8 black knight · h8 black rook · a7 black pawn · b7 black pawn · c7 black pawn · f7 black pawn · g7 black pawn · h7 black pawn · e6 black pawn · d5 black pawn · c4 white pawn · d4 white pawn · a2 white pawn · b2 white pawn · e2 white pawn · f2 white pawn · g2 white pawn · h2 white pawn · a1 white rook · b1 white knight · c1 white bishop · d1 white queen · e1 white king · f1 white bishop · g1 white knight · h1 white rook | a8 black rook · b8 black knight · c8 black bishop · d8 black queen · e8 black king · f8 black bishop · g8 black knight · h8 black rook · a7 black pawn · b7 black pawn · c7 black pawn · f7 black pawn · g7 black pawn · h7 black pawn · e6 black pawn · d5 black pawn · c4 white pawn · d4 white pawn · a2 white pawn · b2 white pawn · e2 white pawn · f2 white pawn · g2 white pawn · h2 white pawn · a1 white rook · b1 white knight · c1 white bishop · d1 white queen · e1 white king · f1 white bishop · g1 white knight · h1 white rook | a8 black rook · b8 black knight · c8 black bishop · d8 black queen · e8 black king · f8 black bishop · g8 black knight · h8 black rook · a7 black pawn · b7 black pawn · c7 black pawn · f7 black pawn · g7 black pawn · h7 black pawn · e6 black pawn · d5 black pawn · c4 white pawn · d4 white pawn · a2 white pawn · b2 white pawn · e2 white pawn · f2 white pawn · g2 white pawn · h2 white pawn · a1 white rook · b1 white knight · c1 white bishop · d1 white queen · e1 white king · f1 white bishop · g1 white knight · h1 white rook | 1 |
|   | a | b | c | d | e | f | g | h |   |

|   | a | b | c | d | e | f | g | h |   |
| 8 | a8 black rook · b8 black knight · c8 black bishop · d8 black queen · e8 black king · f8 black bishop · h8 black rook · a7 black pawn · b7 black pawn · c7 black pawn · d7 black pawn · f7 black pawn · g7 black pawn · h7 black pawn · e6 black pawn · f6 black knight · c4 white pawn · d4 white pawn · a2 white pawn · b2 white pawn · e2 white pawn · f2 white pawn · g2 white pawn · h2 white pawn · a1 white rook · b1 white knight · c1 white bishop · d1 white queen · e1 white king · f1 white bishop · g1 white knight · h1 white rook | a8 black rook · b8 black knight · c8 black bishop · d8 black queen · e8 black king · f8 black bishop · h8 black rook · a7 black pawn · b7 black pawn · c7 black pawn · d7 black pawn · f7 black pawn · g7 black pawn · h7 black pawn · e6 black pawn · f6 black knight · c4 white pawn · d4 white pawn · a2 white pawn · b2 white pawn · e2 white pawn · f2 white pawn · g2 white pawn · h2 white pawn · a1 white rook · b1 white knight · c1 white bishop · d1 white queen · e1 white king · f1 white bishop · g1 white knight · h1 white rook | a8 black rook · b8 black knight · c8 black bishop · d8 black queen · e8 black king · f8 black bishop · h8 black rook · a7 black pawn · b7 black pawn · c7 black pawn · d7 black pawn · f7 black pawn · g7 black pawn · h7 black pawn · e6 black pawn · f6 black knight · c4 white pawn · d4 white pawn · a2 white pawn · b2 white pawn · e2 white pawn · f2 white pawn · g2 white pawn · h2 white pawn · a1 white rook · b1 white knight · c1 white bishop · d1 white queen · e1 white king · f1 white bishop · g1 white knight · h1 white rook | a8 black rook · b8 black knight · c8 black bishop · d8 black queen · e8 black king · f8 black bishop · h8 black rook · a7 black pawn · b7 black pawn · c7 black pawn · d7 black pawn · f7 black pawn · g7 black pawn · h7 black pawn · e6 black pawn · f6 black knight · c4 white pawn · d4 white pawn · a2 white pawn · b2 white pawn · e2 white pawn · f2 white pawn · g2 white pawn · h2 white pawn · a1 white rook · b1 white knight · c1 white bishop · d1 white queen · e1 white king · f1 white bishop · g1 white knight · h1 white rook | a8 black rook · b8 black knight · c8 black bishop · d8 black queen · e8 black king · f8 black bishop · h8 black rook · a7 black pawn · b7 black pawn · c7 black pawn · d7 black pawn · f7 black pawn · g7 black pawn · h7 black pawn · e6 black pawn · f6 black knight · c4 white pawn · d4 white pawn · a2 white pawn · b2 white pawn · e2 white pawn · f2 white pawn · g2 white pawn · h2 white pawn · a1 white rook · b1 white knight · c1 white bishop · d1 white queen · e1 white king · f1 white bishop · g1 white knight · h1 white rook | a8 black rook · b8 black knight · c8 black bishop · d8 black queen · e8 black king · f8 black bishop · h8 black rook · a7 black pawn · b7 black pawn · c7 black pawn · d7 black pawn · f7 black pawn · g7 black pawn · h7 black pawn · e6 black pawn · f6 black knight · c4 white pawn · d4 white pawn · a2 white pawn · b2 white pawn · e2 white pawn · f2 white pawn · g2 white pawn · h2 white pawn · a1 white rook · b1 white knight · c1 white bishop · d1 white queen · e1 white king · f1 white bishop · g1 white knight · h1 white rook | a8 black rook · b8 black knight · c8 black bishop · d8 black queen · e8 black king · f8 black bishop · h8 black rook · a7 black pawn · b7 black pawn · c7 black pawn · d7 black pawn · f7 black pawn · g7 black pawn · h7 black pawn · e6 black pawn · f6 black knight · c4 white pawn · d4 white pawn · a2 white pawn · b2 white pawn · e2 white pawn · f2 white pawn · g2 white pawn · h2 white pawn · a1 white rook · b1 white knight · c1 white bishop · d1 white queen · e1 white king · f1 white bishop · g1 white knight · h1 white rook | a8 black rook · b8 black knight · c8 black bishop · d8 black queen · e8 black king · f8 black bishop · h8 black rook · a7 black pawn · b7 black pawn · c7 black pawn · d7 black pawn · f7 black pawn · g7 black pawn · h7 black pawn · e6 black pawn · f6 black knight · c4 white pawn · d4 white pawn · a2 white pawn · b2 white pawn · e2 white pawn · f2 white pawn · g2 white pawn · h2 white pawn · a1 white rook · b1 white knight · c1 white bishop · d1 white queen · e1 white king · f1 white bishop · g1 white knight · h1 white rook | 8 |
| 7 | a8 black rook · b8 black knight · c8 black bishop · d8 black queen · e8 black king · f8 black bishop · h8 black rook · a7 black pawn · b7 black pawn · c7 black pawn · d7 black pawn · f7 black pawn · g7 black pawn · h7 black pawn · e6 black pawn · f6 black knight · c4 white pawn · d4 white pawn · a2 white pawn · b2 white pawn · e2 white pawn · f2 white pawn · g2 white pawn · h2 white pawn · a1 white rook · b1 white knight · c1 white bishop · d1 white queen · e1 white king · f1 white bishop · g1 white knight · h1 white rook | a8 black rook · b8 black knight · c8 black bishop · d8 black queen · e8 black king · f8 black bishop · h8 black rook · a7 black pawn · b7 black pawn · c7 black pawn · d7 black pawn · f7 black pawn · g7 black pawn · h7 black pawn · e6 black pawn · f6 black knight · c4 white pawn · d4 white pawn · a2 white pawn · b2 white pawn · e2 white pawn · f2 white pawn · g2 white pawn · h2 white pawn · a1 white rook · b1 white knight · c1 white bishop · d1 white queen · e1 white king · f1 white bishop · g1 white knight · h1 white rook | a8 black rook · b8 black knight · c8 black bishop · d8 black queen · e8 black king · f8 black bishop · h8 black rook · a7 black pawn · b7 black pawn · c7 black pawn · d7 black pawn · f7 black pawn · g7 black pawn · h7 black pawn · e6 black pawn · f6 black knight · c4 white pawn · d4 white pawn · a2 white pawn · b2 white pawn · e2 white pawn · f2 white pawn · g2 white pawn · h2 white pawn · a1 white rook · b1 white knight · c1 white bishop · d1 white queen · e1 white king · f1 white bishop · g1 white knight · h1 white rook | a8 black rook · b8 black knight · c8 black bishop · d8 black queen · e8 black king · f8 black bishop · h8 black rook · a7 black pawn · b7 black pawn · c7 black pawn · d7 black pawn · f7 black pawn · g7 black pawn · h7 black pawn · e6 black pawn · f6 black knight · c4 white pawn · d4 white pawn · a2 white pawn · b2 white pawn · e2 white pawn · f2 white pawn · g2 white pawn · h2 white pawn · a1 white rook · b1 white knight · c1 white bishop · d1 white queen · e1 white king · f1 white bishop · g1 white knight · h1 white rook | a8 black rook · b8 black knight · c8 black bishop · d8 black queen · e8 black king · f8 black bishop · h8 black rook · a7 black pawn · b7 black pawn · c7 black pawn · d7 black pawn · f7 black pawn · g7 black pawn · h7 black pawn · e6 black pawn · f6 black knight · c4 white pawn · d4 white pawn · a2 white pawn · b2 white pawn · e2 white pawn · f2 white pawn · g2 white pawn · h2 white pawn · a1 white rook · b1 white knight · c1 white bishop · d1 white queen · e1 white king · f1 white bishop · g1 white knight · h1 white rook | a8 black rook · b8 black knight · c8 black bishop · d8 black queen · e8 black king · f8 black bishop · h8 black rook · a7 black pawn · b7 black pawn · c7 black pawn · d7 black pawn · f7 black pawn · g7 black pawn · h7 black pawn · e6 black pawn · f6 black knight · c4 white pawn · d4 white pawn · a2 white pawn · b2 white pawn · e2 white pawn · f2 white pawn · g2 white pawn · h2 white pawn · a1 white rook · b1 white knight · c1 white bishop · d1 white queen · e1 white king · f1 white bishop · g1 white knight · h1 white rook | a8 black rook · b8 black knight · c8 black bishop · d8 black queen · e8 black king · f8 black bishop · h8 black rook · a7 black pawn · b7 black pawn · c7 black pawn · d7 black pawn · f7 black pawn · g7 black pawn · h7 black pawn · e6 black pawn · f6 black knight · c4 white pawn · d4 white pawn · a2 white pawn · b2 white pawn · e2 white pawn · f2 white pawn · g2 white pawn · h2 white pawn · a1 white rook · b1 white knight · c1 white bishop · d1 white queen · e1 white king · f1 white bishop · g1 white knight · h1 white rook | a8 black rook · b8 black knight · c8 black bishop · d8 black queen · e8 black king · f8 black bishop · h8 black rook · a7 black pawn · b7 black pawn · c7 black pawn · d7 black pawn · f7 black pawn · g7 black pawn · h7 black pawn · e6 black pawn · f6 black knight · c4 white pawn · d4 white pawn · a2 white pawn · b2 white pawn · e2 white pawn · f2 white pawn · g2 white pawn · h2 white pawn · a1 white rook · b1 white knight · c1 white bishop · d1 white queen · e1 white king · f1 white bishop · g1 white knight · h1 white rook | 7 |
| 6 | a8 black rook · b8 black knight · c8 black bishop · d8 black queen · e8 black king · f8 black bishop · h8 black rook · a7 black pawn · b7 black pawn · c7 black pawn · d7 black pawn · f7 black pawn · g7 black pawn · h7 black pawn · e6 black pawn · f6 black knight · c4 white pawn · d4 white pawn · a2 white pawn · b2 white pawn · e2 white pawn · f2 white pawn · g2 white pawn · h2 white pawn · a1 white rook · b1 white knight · c1 white bishop · d1 white queen · e1 white king · f1 white bishop · g1 white knight · h1 white rook | a8 black rook · b8 black knight · c8 black bishop · d8 black queen · e8 black king · f8 black bishop · h8 black rook · a7 black pawn · b7 black pawn · c7 black pawn · d7 black pawn · f7 black pawn · g7 black pawn · h7 black pawn · e6 black pawn · f6 black knight · c4 white pawn · d4 white pawn · a2 white pawn · b2 white pawn · e2 white pawn · f2 white pawn · g2 white pawn · h2 white pawn · a1 white rook · b1 white knight · c1 white bishop · d1 white queen · e1 white king · f1 white bishop · g1 white knight · h1 white rook | a8 black rook · b8 black knight · c8 black bishop · d8 black queen · e8 black king · f8 black bishop · h8 black rook · a7 black pawn · b7 black pawn · c7 black pawn · d7 black pawn · f7 black pawn · g7 black pawn · h7 black pawn · e6 black pawn · f6 black knight · c4 white pawn · d4 white pawn · a2 white pawn · b2 white pawn · e2 white pawn · f2 white pawn · g2 white pawn · h2 white pawn · a1 white rook · b1 white knight · c1 white bishop · d1 white queen · e1 white king · f1 white bishop · g1 white knight · h1 white rook | a8 black rook · b8 black knight · c8 black bishop · d8 black queen · e8 black king · f8 black bishop · h8 black rook · a7 black pawn · b7 black pawn · c7 black pawn · d7 black pawn · f7 black pawn · g7 black pawn · h7 black pawn · e6 black pawn · f6 black knight · c4 white pawn · d4 white pawn · a2 white pawn · b2 white pawn · e2 white pawn · f2 white pawn · g2 white pawn · h2 white pawn · a1 white rook · b1 white knight · c1 white bishop · d1 white queen · e1 white king · f1 white bishop · g1 white knight · h1 white rook | a8 black rook · b8 black knight · c8 black bishop · d8 black queen · e8 black king · f8 black bishop · h8 black rook · a7 black pawn · b7 black pawn · c7 black pawn · d7 black pawn · f7 black pawn · g7 black pawn · h7 black pawn · e6 black pawn · f6 black knight · c4 white pawn · d4 white pawn · a2 white pawn · b2 white pawn · e2 white pawn · f2 white pawn · g2 white pawn · h2 white pawn · a1 white rook · b1 white knight · c1 white bishop · d1 white queen · e1 white king · f1 white bishop · g1 white knight · h1 white rook | a8 black rook · b8 black knight · c8 black bishop · d8 black queen · e8 black king · f8 black bishop · h8 black rook · a7 black pawn · b7 black pawn · c7 black pawn · d7 black pawn · f7 black pawn · g7 black pawn · h7 black pawn · e6 black pawn · f6 black knight · c4 white pawn · d4 white pawn · a2 white pawn · b2 white pawn · e2 white pawn · f2 white pawn · g2 white pawn · h2 white pawn · a1 white rook · b1 white knight · c1 white bishop · d1 white queen · e1 white king · f1 white bishop · g1 white knight · h1 white rook | a8 black rook · b8 black knight · c8 black bishop · d8 black queen · e8 black king · f8 black bishop · h8 black rook · a7 black pawn · b7 black pawn · c7 black pawn · d7 black pawn · f7 black pawn · g7 black pawn · h7 black pawn · e6 black pawn · f6 black knight · c4 white pawn · d4 white pawn · a2 white pawn · b2 white pawn · e2 white pawn · f2 white pawn · g2 white pawn · h2 white pawn · a1 white rook · b1 white knight · c1 white bishop · d1 white queen · e1 white king · f1 white bishop · g1 white knight · h1 white rook | a8 black rook · b8 black knight · c8 black bishop · d8 black queen · e8 black king · f8 black bishop · h8 black rook · a7 black pawn · b7 black pawn · c7 black pawn · d7 black pawn · f7 black pawn · g7 black pawn · h7 black pawn · e6 black pawn · f6 black knight · c4 white pawn · d4 white pawn · a2 white pawn · b2 white pawn · e2 white pawn · f2 white pawn · g2 white pawn · h2 white pawn · a1 white rook · b1 white knight · c1 white bishop · d1 white queen · e1 white king · f1 white bishop · g1 white knight · h1 white rook | 6 |
| 5 | a8 black rook · b8 black knight · c8 black bishop · d8 black queen · e8 black king · f8 black bishop · h8 black rook · a7 black pawn · b7 black pawn · c7 black pawn · d7 black pawn · f7 black pawn · g7 black pawn · h7 black pawn · e6 black pawn · f6 black knight · c4 white pawn · d4 white pawn · a2 white pawn · b2 white pawn · e2 white pawn · f2 white pawn · g2 white pawn · h2 white pawn · a1 white rook · b1 white knight · c1 white bishop · d1 white queen · e1 white king · f1 white bishop · g1 white knight · h1 white rook | a8 black rook · b8 black knight · c8 black bishop · d8 black queen · e8 black king · f8 black bishop · h8 black rook · a7 black pawn · b7 black pawn · c7 black pawn · d7 black pawn · f7 black pawn · g7 black pawn · h7 black pawn · e6 black pawn · f6 black knight · c4 white pawn · d4 white pawn · a2 white pawn · b2 white pawn · e2 white pawn · f2 white pawn · g2 white pawn · h2 white pawn · a1 white rook · b1 white knight · c1 white bishop · d1 white queen · e1 white king · f1 white bishop · g1 white knight · h1 white rook | a8 black rook · b8 black knight · c8 black bishop · d8 black queen · e8 black king · f8 black bishop · h8 black rook · a7 black pawn · b7 black pawn · c7 black pawn · d7 black pawn · f7 black pawn · g7 black pawn · h7 black pawn · e6 black pawn · f6 black knight · c4 white pawn · d4 white pawn · a2 white pawn · b2 white pawn · e2 white pawn · f2 white pawn · g2 white pawn · h2 white pawn · a1 white rook · b1 white knight · c1 white bishop · d1 white queen · e1 white king · f1 white bishop · g1 white knight · h1 white rook | a8 black rook · b8 black knight · c8 black bishop · d8 black queen · e8 black king · f8 black bishop · h8 black rook · a7 black pawn · b7 black pawn · c7 black pawn · d7 black pawn · f7 black pawn · g7 black pawn · h7 black pawn · e6 black pawn · f6 black knight · c4 white pawn · d4 white pawn · a2 white pawn · b2 white pawn · e2 white pawn · f2 white pawn · g2 white pawn · h2 white pawn · a1 white rook · b1 white knight · c1 white bishop · d1 white queen · e1 white king · f1 white bishop · g1 white knight · h1 white rook | a8 black rook · b8 black knight · c8 black bishop · d8 black queen · e8 black king · f8 black bishop · h8 black rook · a7 black pawn · b7 black pawn · c7 black pawn · d7 black pawn · f7 black pawn · g7 black pawn · h7 black pawn · e6 black pawn · f6 black knight · c4 white pawn · d4 white pawn · a2 white pawn · b2 white pawn · e2 white pawn · f2 white pawn · g2 white pawn · h2 white pawn · a1 white rook · b1 white knight · c1 white bishop · d1 white queen · e1 white king · f1 white bishop · g1 white knight · h1 white rook | a8 black rook · b8 black knight · c8 black bishop · d8 black queen · e8 black king · f8 black bishop · h8 black rook · a7 black pawn · b7 black pawn · c7 black pawn · d7 black pawn · f7 black pawn · g7 black pawn · h7 black pawn · e6 black pawn · f6 black knight · c4 white pawn · d4 white pawn · a2 white pawn · b2 white pawn · e2 white pawn · f2 white pawn · g2 white pawn · h2 white pawn · a1 white rook · b1 white knight · c1 white bishop · d1 white queen · e1 white king · f1 white bishop · g1 white knight · h1 white rook | a8 black rook · b8 black knight · c8 black bishop · d8 black queen · e8 black king · f8 black bishop · h8 black rook · a7 black pawn · b7 black pawn · c7 black pawn · d7 black pawn · f7 black pawn · g7 black pawn · h7 black pawn · e6 black pawn · f6 black knight · c4 white pawn · d4 white pawn · a2 white pawn · b2 white pawn · e2 white pawn · f2 white pawn · g2 white pawn · h2 white pawn · a1 white rook · b1 white knight · c1 white bishop · d1 white queen · e1 white king · f1 white bishop · g1 white knight · h1 white rook | a8 black rook · b8 black knight · c8 black bishop · d8 black queen · e8 black king · f8 black bishop · h8 black rook · a7 black pawn · b7 black pawn · c7 black pawn · d7 black pawn · f7 black pawn · g7 black pawn · h7 black pawn · e6 black pawn · f6 black knight · c4 white pawn · d4 white pawn · a2 white pawn · b2 white pawn · e2 white pawn · f2 white pawn · g2 white pawn · h2 white pawn · a1 white rook · b1 white knight · c1 white bishop · d1 white queen · e1 white king · f1 white bishop · g1 white knight · h1 white rook | 5 |
| 4 | a8 black rook · b8 black knight · c8 black bishop · d8 black queen · e8 black king · f8 black bishop · h8 black rook · a7 black pawn · b7 black pawn · c7 black pawn · d7 black pawn · f7 black pawn · g7 black pawn · h7 black pawn · e6 black pawn · f6 black knight · c4 white pawn · d4 white pawn · a2 white pawn · b2 white pawn · e2 white pawn · f2 white pawn · g2 white pawn · h2 white pawn · a1 white rook · b1 white knight · c1 white bishop · d1 white queen · e1 white king · f1 white bishop · g1 white knight · h1 white rook | a8 black rook · b8 black knight · c8 black bishop · d8 black queen · e8 black king · f8 black bishop · h8 black rook · a7 black pawn · b7 black pawn · c7 black pawn · d7 black pawn · f7 black pawn · g7 black pawn · h7 black pawn · e6 black pawn · f6 black knight · c4 white pawn · d4 white pawn · a2 white pawn · b2 white pawn · e2 white pawn · f2 white pawn · g2 white pawn · h2 white pawn · a1 white rook · b1 white knight · c1 white bishop · d1 white queen · e1 white king · f1 white bishop · g1 white knight · h1 white rook | a8 black rook · b8 black knight · c8 black bishop · d8 black queen · e8 black king · f8 black bishop · h8 black rook · a7 black pawn · b7 black pawn · c7 black pawn · d7 black pawn · f7 black pawn · g7 black pawn · h7 black pawn · e6 black pawn · f6 black knight · c4 white pawn · d4 white pawn · a2 white pawn · b2 white pawn · e2 white pawn · f2 white pawn · g2 white pawn · h2 white pawn · a1 white rook · b1 white knight · c1 white bishop · d1 white queen · e1 white king · f1 white bishop · g1 white knight · h1 white rook | a8 black rook · b8 black knight · c8 black bishop · d8 black queen · e8 black king · f8 black bishop · h8 black rook · a7 black pawn · b7 black pawn · c7 black pawn · d7 black pawn · f7 black pawn · g7 black pawn · h7 black pawn · e6 black pawn · f6 black knight · c4 white pawn · d4 white pawn · a2 white pawn · b2 white pawn · e2 white pawn · f2 white pawn · g2 white pawn · h2 white pawn · a1 white rook · b1 white knight · c1 white bishop · d1 white queen · e1 white king · f1 white bishop · g1 white knight · h1 white rook | a8 black rook · b8 black knight · c8 black bishop · d8 black queen · e8 black king · f8 black bishop · h8 black rook · a7 black pawn · b7 black pawn · c7 black pawn · d7 black pawn · f7 black pawn · g7 black pawn · h7 black pawn · e6 black pawn · f6 black knight · c4 white pawn · d4 white pawn · a2 white pawn · b2 white pawn · e2 white pawn · f2 white pawn · g2 white pawn · h2 white pawn · a1 white rook · b1 white knight · c1 white bishop · d1 white queen · e1 white king · f1 white bishop · g1 white knight · h1 white rook | a8 black rook · b8 black knight · c8 black bishop · d8 black queen · e8 black king · f8 black bishop · h8 black rook · a7 black pawn · b7 black pawn · c7 black pawn · d7 black pawn · f7 black pawn · g7 black pawn · h7 black pawn · e6 black pawn · f6 black knight · c4 white pawn · d4 white pawn · a2 white pawn · b2 white pawn · e2 white pawn · f2 white pawn · g2 white pawn · h2 white pawn · a1 white rook · b1 white knight · c1 white bishop · d1 white queen · e1 white king · f1 white bishop · g1 white knight · h1 white rook | a8 black rook · b8 black knight · c8 black bishop · d8 black queen · e8 black king · f8 black bishop · h8 black rook · a7 black pawn · b7 black pawn · c7 black pawn · d7 black pawn · f7 black pawn · g7 black pawn · h7 black pawn · e6 black pawn · f6 black knight · c4 white pawn · d4 white pawn · a2 white pawn · b2 white pawn · e2 white pawn · f2 white pawn · g2 white pawn · h2 white pawn · a1 white rook · b1 white knight · c1 white bishop · d1 white queen · e1 white king · f1 white bishop · g1 white knight · h1 white rook | a8 black rook · b8 black knight · c8 black bishop · d8 black queen · e8 black king · f8 black bishop · h8 black rook · a7 black pawn · b7 black pawn · c7 black pawn · d7 black pawn · f7 black pawn · g7 black pawn · h7 black pawn · e6 black pawn · f6 black knight · c4 white pawn · d4 white pawn · a2 white pawn · b2 white pawn · e2 white pawn · f2 white pawn · g2 white pawn · h2 white pawn · a1 white rook · b1 white knight · c1 white bishop · d1 white queen · e1 white king · f1 white bishop · g1 white knight · h1 white rook | 4 |
| 3 | a8 black rook · b8 black knight · c8 black bishop · d8 black queen · e8 black king · f8 black bishop · h8 black rook · a7 black pawn · b7 black pawn · c7 black pawn · d7 black pawn · f7 black pawn · g7 black pawn · h7 black pawn · e6 black pawn · f6 black knight · c4 white pawn · d4 white pawn · a2 white pawn · b2 white pawn · e2 white pawn · f2 white pawn · g2 white pawn · h2 white pawn · a1 white rook · b1 white knight · c1 white bishop · d1 white queen · e1 white king · f1 white bishop · g1 white knight · h1 white rook | a8 black rook · b8 black knight · c8 black bishop · d8 black queen · e8 black king · f8 black bishop · h8 black rook · a7 black pawn · b7 black pawn · c7 black pawn · d7 black pawn · f7 black pawn · g7 black pawn · h7 black pawn · e6 black pawn · f6 black knight · c4 white pawn · d4 white pawn · a2 white pawn · b2 white pawn · e2 white pawn · f2 white pawn · g2 white pawn · h2 white pawn · a1 white rook · b1 white knight · c1 white bishop · d1 white queen · e1 white king · f1 white bishop · g1 white knight · h1 white rook | a8 black rook · b8 black knight · c8 black bishop · d8 black queen · e8 black king · f8 black bishop · h8 black rook · a7 black pawn · b7 black pawn · c7 black pawn · d7 black pawn · f7 black pawn · g7 black pawn · h7 black pawn · e6 black pawn · f6 black knight · c4 white pawn · d4 white pawn · a2 white pawn · b2 white pawn · e2 white pawn · f2 white pawn · g2 white pawn · h2 white pawn · a1 white rook · b1 white knight · c1 white bishop · d1 white queen · e1 white king · f1 white bishop · g1 white knight · h1 white rook | a8 black rook · b8 black knight · c8 black bishop · d8 black queen · e8 black king · f8 black bishop · h8 black rook · a7 black pawn · b7 black pawn · c7 black pawn · d7 black pawn · f7 black pawn · g7 black pawn · h7 black pawn · e6 black pawn · f6 black knight · c4 white pawn · d4 white pawn · a2 white pawn · b2 white pawn · e2 white pawn · f2 white pawn · g2 white pawn · h2 white pawn · a1 white rook · b1 white knight · c1 white bishop · d1 white queen · e1 white king · f1 white bishop · g1 white knight · h1 white rook | a8 black rook · b8 black knight · c8 black bishop · d8 black queen · e8 black king · f8 black bishop · h8 black rook · a7 black pawn · b7 black pawn · c7 black pawn · d7 black pawn · f7 black pawn · g7 black pawn · h7 black pawn · e6 black pawn · f6 black knight · c4 white pawn · d4 white pawn · a2 white pawn · b2 white pawn · e2 white pawn · f2 white pawn · g2 white pawn · h2 white pawn · a1 white rook · b1 white knight · c1 white bishop · d1 white queen · e1 white king · f1 white bishop · g1 white knight · h1 white rook | a8 black rook · b8 black knight · c8 black bishop · d8 black queen · e8 black king · f8 black bishop · h8 black rook · a7 black pawn · b7 black pawn · c7 black pawn · d7 black pawn · f7 black pawn · g7 black pawn · h7 black pawn · e6 black pawn · f6 black knight · c4 white pawn · d4 white pawn · a2 white pawn · b2 white pawn · e2 white pawn · f2 white pawn · g2 white pawn · h2 white pawn · a1 white rook · b1 white knight · c1 white bishop · d1 white queen · e1 white king · f1 white bishop · g1 white knight · h1 white rook | a8 black rook · b8 black knight · c8 black bishop · d8 black queen · e8 black king · f8 black bishop · h8 black rook · a7 black pawn · b7 black pawn · c7 black pawn · d7 black pawn · f7 black pawn · g7 black pawn · h7 black pawn · e6 black pawn · f6 black knight · c4 white pawn · d4 white pawn · a2 white pawn · b2 white pawn · e2 white pawn · f2 white pawn · g2 white pawn · h2 white pawn · a1 white rook · b1 white knight · c1 white bishop · d1 white queen · e1 white king · f1 white bishop · g1 white knight · h1 white rook | a8 black rook · b8 black knight · c8 black bishop · d8 black queen · e8 black king · f8 black bishop · h8 black rook · a7 black pawn · b7 black pawn · c7 black pawn · d7 black pawn · f7 black pawn · g7 black pawn · h7 black pawn · e6 black pawn · f6 black knight · c4 white pawn · d4 white pawn · a2 white pawn · b2 white pawn · e2 white pawn · f2 white pawn · g2 white pawn · h2 white pawn · a1 white rook · b1 white knight · c1 white bishop · d1 white queen · e1 white king · f1 white bishop · g1 white knight · h1 white rook | 3 |
| 2 | a8 black rook · b8 black knight · c8 black bishop · d8 black queen · e8 black king · f8 black bishop · h8 black rook · a7 black pawn · b7 black pawn · c7 black pawn · d7 black pawn · f7 black pawn · g7 black pawn · h7 black pawn · e6 black pawn · f6 black knight · c4 white pawn · d4 white pawn · a2 white pawn · b2 white pawn · e2 white pawn · f2 white pawn · g2 white pawn · h2 white pawn · a1 white rook · b1 white knight · c1 white bishop · d1 white queen · e1 white king · f1 white bishop · g1 white knight · h1 white rook | a8 black rook · b8 black knight · c8 black bishop · d8 black queen · e8 black king · f8 black bishop · h8 black rook · a7 black pawn · b7 black pawn · c7 black pawn · d7 black pawn · f7 black pawn · g7 black pawn · h7 black pawn · e6 black pawn · f6 black knight · c4 white pawn · d4 white pawn · a2 white pawn · b2 white pawn · e2 white pawn · f2 white pawn · g2 white pawn · h2 white pawn · a1 white rook · b1 white knight · c1 white bishop · d1 white queen · e1 white king · f1 white bishop · g1 white knight · h1 white rook | a8 black rook · b8 black knight · c8 black bishop · d8 black queen · e8 black king · f8 black bishop · h8 black rook · a7 black pawn · b7 black pawn · c7 black pawn · d7 black pawn · f7 black pawn · g7 black pawn · h7 black pawn · e6 black pawn · f6 black knight · c4 white pawn · d4 white pawn · a2 white pawn · b2 white pawn · e2 white pawn · f2 white pawn · g2 white pawn · h2 white pawn · a1 white rook · b1 white knight · c1 white bishop · d1 white queen · e1 white king · f1 white bishop · g1 white knight · h1 white rook | a8 black rook · b8 black knight · c8 black bishop · d8 black queen · e8 black king · f8 black bishop · h8 black rook · a7 black pawn · b7 black pawn · c7 black pawn · d7 black pawn · f7 black pawn · g7 black pawn · h7 black pawn · e6 black pawn · f6 black knight · c4 white pawn · d4 white pawn · a2 white pawn · b2 white pawn · e2 white pawn · f2 white pawn · g2 white pawn · h2 white pawn · a1 white rook · b1 white knight · c1 white bishop · d1 white queen · e1 white king · f1 white bishop · g1 white knight · h1 white rook | a8 black rook · b8 black knight · c8 black bishop · d8 black queen · e8 black king · f8 black bishop · h8 black rook · a7 black pawn · b7 black pawn · c7 black pawn · d7 black pawn · f7 black pawn · g7 black pawn · h7 black pawn · e6 black pawn · f6 black knight · c4 white pawn · d4 white pawn · a2 white pawn · b2 white pawn · e2 white pawn · f2 white pawn · g2 white pawn · h2 white pawn · a1 white rook · b1 white knight · c1 white bishop · d1 white queen · e1 white king · f1 white bishop · g1 white knight · h1 white rook | a8 black rook · b8 black knight · c8 black bishop · d8 black queen · e8 black king · f8 black bishop · h8 black rook · a7 black pawn · b7 black pawn · c7 black pawn · d7 black pawn · f7 black pawn · g7 black pawn · h7 black pawn · e6 black pawn · f6 black knight · c4 white pawn · d4 white pawn · a2 white pawn · b2 white pawn · e2 white pawn · f2 white pawn · g2 white pawn · h2 white pawn · a1 white rook · b1 white knight · c1 white bishop · d1 white queen · e1 white king · f1 white bishop · g1 white knight · h1 white rook | a8 black rook · b8 black knight · c8 black bishop · d8 black queen · e8 black king · f8 black bishop · h8 black rook · a7 black pawn · b7 black pawn · c7 black pawn · d7 black pawn · f7 black pawn · g7 black pawn · h7 black pawn · e6 black pawn · f6 black knight · c4 white pawn · d4 white pawn · a2 white pawn · b2 white pawn · e2 white pawn · f2 white pawn · g2 white pawn · h2 white pawn · a1 white rook · b1 white knight · c1 white bishop · d1 white queen · e1 white king · f1 white bishop · g1 white knight · h1 white rook | a8 black rook · b8 black knight · c8 black bishop · d8 black queen · e8 black king · f8 black bishop · h8 black rook · a7 black pawn · b7 black pawn · c7 black pawn · d7 black pawn · f7 black pawn · g7 black pawn · h7 black pawn · e6 black pawn · f6 black knight · c4 white pawn · d4 white pawn · a2 white pawn · b2 white pawn · e2 white pawn · f2 white pawn · g2 white pawn · h2 white pawn · a1 white rook · b1 white knight · c1 white bishop · d1 white queen · e1 white king · f1 white bishop · g1 white knight · h1 white rook | 2 |
| 1 | a8 black rook · b8 black knight · c8 black bishop · d8 black queen · e8 black king · f8 black bishop · h8 black rook · a7 black pawn · b7 black pawn · c7 black pawn · d7 black pawn · f7 black pawn · g7 black pawn · h7 black pawn · e6 black pawn · f6 black knight · c4 white pawn · d4 white pawn · a2 white pawn · b2 white pawn · e2 white pawn · f2 white pawn · g2 white pawn · h2 white pawn · a1 white rook · b1 white knight · c1 white bishop · d1 white queen · e1 white king · f1 white bishop · g1 white knight · h1 white rook | a8 black rook · b8 black knight · c8 black bishop · d8 black queen · e8 black king · f8 black bishop · h8 black rook · a7 black pawn · b7 black pawn · c7 black pawn · d7 black pawn · f7 black pawn · g7 black pawn · h7 black pawn · e6 black pawn · f6 black knight · c4 white pawn · d4 white pawn · a2 white pawn · b2 white pawn · e2 white pawn · f2 white pawn · g2 white pawn · h2 white pawn · a1 white rook · b1 white knight · c1 white bishop · d1 white queen · e1 white king · f1 white bishop · g1 white knight · h1 white rook | a8 black rook · b8 black knight · c8 black bishop · d8 black queen · e8 black king · f8 black bishop · h8 black rook · a7 black pawn · b7 black pawn · c7 black pawn · d7 black pawn · f7 black pawn · g7 black pawn · h7 black pawn · e6 black pawn · f6 black knight · c4 white pawn · d4 white pawn · a2 white pawn · b2 white pawn · e2 white pawn · f2 white pawn · g2 white pawn · h2 white pawn · a1 white rook · b1 white knight · c1 white bishop · d1 white queen · e1 white king · f1 white bishop · g1 white knight · h1 white rook | a8 black rook · b8 black knight · c8 black bishop · d8 black queen · e8 black king · f8 black bishop · h8 black rook · a7 black pawn · b7 black pawn · c7 black pawn · d7 black pawn · f7 black pawn · g7 black pawn · h7 black pawn · e6 black pawn · f6 black knight · c4 white pawn · d4 white pawn · a2 white pawn · b2 white pawn · e2 white pawn · f2 white pawn · g2 white pawn · h2 white pawn · a1 white rook · b1 white knight · c1 white bishop · d1 white queen · e1 white king · f1 white bishop · g1 white knight · h1 white rook | a8 black rook · b8 black knight · c8 black bishop · d8 black queen · e8 black king · f8 black bishop · h8 black rook · a7 black pawn · b7 black pawn · c7 black pawn · d7 black pawn · f7 black pawn · g7 black pawn · h7 black pawn · e6 black pawn · f6 black knight · c4 white pawn · d4 white pawn · a2 white pawn · b2 white pawn · e2 white pawn · f2 white pawn · g2 white pawn · h2 white pawn · a1 white rook · b1 white knight · c1 white bishop · d1 white queen · e1 white king · f1 white bishop · g1 white knight · h1 white rook | a8 black rook · b8 black knight · c8 black bishop · d8 black queen · e8 black king · f8 black bishop · h8 black rook · a7 black pawn · b7 black pawn · c7 black pawn · d7 black pawn · f7 black pawn · g7 black pawn · h7 black pawn · e6 black pawn · f6 black knight · c4 white pawn · d4 white pawn · a2 white pawn · b2 white pawn · e2 white pawn · f2 white pawn · g2 white pawn · h2 white pawn · a1 white rook · b1 white knight · c1 white bishop · d1 white queen · e1 white king · f1 white bishop · g1 white knight · h1 white rook | a8 black rook · b8 black knight · c8 black bishop · d8 black queen · e8 black king · f8 black bishop · h8 black rook · a7 black pawn · b7 black pawn · c7 black pawn · d7 black pawn · f7 black pawn · g7 black pawn · h7 black pawn · e6 black pawn · f6 black knight · c4 white pawn · d4 white pawn · a2 white pawn · b2 white pawn · e2 white pawn · f2 white pawn · g2 white pawn · h2 white pawn · a1 white rook · b1 white knight · c1 white bishop · d1 white queen · e1 white king · f1 white bishop · g1 white knight · h1 white rook | a8 black rook · b8 black knight · c8 black bishop · d8 black queen · e8 black king · f8 black bishop · h8 black rook · a7 black pawn · b7 black pawn · c7 black pawn · d7 black pawn · f7 black pawn · g7 black pawn · h7 black pawn · e6 black pawn · f6 black knight · c4 white pawn · d4 white pawn · a2 white pawn · b2 white pawn · e2 white pawn · f2 white pawn · g2 white pawn · h2 white pawn · a1 white rook · b1 white knight · c1 white bishop · d1 white queen · e1 white king · f1 white bishop · g1 white knight · h1 white rook | 1 |
|   | a | b | c | d | e | f | g | h |   |

|   | a | b | c | d | e | f | g | h |   |
| 8 | a8 black rook · b8 black knight · c8 black bishop · d8 black queen · e8 black king · f8 black bishop · g8 black knight · h8 black rook · a7 black pawn · b7 black pawn · c7 black pawn · d7 black pawn · g7 black pawn · h7 black pawn · e6 black pawn · f5 black pawn · c4 white pawn · d4 white pawn · a2 white pawn · b2 white pawn · e2 white pawn · f2 white pawn · g2 white pawn · h2 white pawn · a1 white rook · b1 white knight · c1 white bishop · d1 white queen · e1 white king · f1 white bishop · g1 white knight · h1 white rook | a8 black rook · b8 black knight · c8 black bishop · d8 black queen · e8 black king · f8 black bishop · g8 black knight · h8 black rook · a7 black pawn · b7 black pawn · c7 black pawn · d7 black pawn · g7 black pawn · h7 black pawn · e6 black pawn · f5 black pawn · c4 white pawn · d4 white pawn · a2 white pawn · b2 white pawn · e2 white pawn · f2 white pawn · g2 white pawn · h2 white pawn · a1 white rook · b1 white knight · c1 white bishop · d1 white queen · e1 white king · f1 white bishop · g1 white knight · h1 white rook | a8 black rook · b8 black knight · c8 black bishop · d8 black queen · e8 black king · f8 black bishop · g8 black knight · h8 black rook · a7 black pawn · b7 black pawn · c7 black pawn · d7 black pawn · g7 black pawn · h7 black pawn · e6 black pawn · f5 black pawn · c4 white pawn · d4 white pawn · a2 white pawn · b2 white pawn · e2 white pawn · f2 white pawn · g2 white pawn · h2 white pawn · a1 white rook · b1 white knight · c1 white bishop · d1 white queen · e1 white king · f1 white bishop · g1 white knight · h1 white rook | a8 black rook · b8 black knight · c8 black bishop · d8 black queen · e8 black king · f8 black bishop · g8 black knight · h8 black rook · a7 black pawn · b7 black pawn · c7 black pawn · d7 black pawn · g7 black pawn · h7 black pawn · e6 black pawn · f5 black pawn · c4 white pawn · d4 white pawn · a2 white pawn · b2 white pawn · e2 white pawn · f2 white pawn · g2 white pawn · h2 white pawn · a1 white rook · b1 white knight · c1 white bishop · d1 white queen · e1 white king · f1 white bishop · g1 white knight · h1 white rook | a8 black rook · b8 black knight · c8 black bishop · d8 black queen · e8 black king · f8 black bishop · g8 black knight · h8 black rook · a7 black pawn · b7 black pawn · c7 black pawn · d7 black pawn · g7 black pawn · h7 black pawn · e6 black pawn · f5 black pawn · c4 white pawn · d4 white pawn · a2 white pawn · b2 white pawn · e2 white pawn · f2 white pawn · g2 white pawn · h2 white pawn · a1 white rook · b1 white knight · c1 white bishop · d1 white queen · e1 white king · f1 white bishop · g1 white knight · h1 white rook | a8 black rook · b8 black knight · c8 black bishop · d8 black queen · e8 black king · f8 black bishop · g8 black knight · h8 black rook · a7 black pawn · b7 black pawn · c7 black pawn · d7 black pawn · g7 black pawn · h7 black pawn · e6 black pawn · f5 black pawn · c4 white pawn · d4 white pawn · a2 white pawn · b2 white pawn · e2 white pawn · f2 white pawn · g2 white pawn · h2 white pawn · a1 white rook · b1 white knight · c1 white bishop · d1 white queen · e1 white king · f1 white bishop · g1 white knight · h1 white rook | a8 black rook · b8 black knight · c8 black bishop · d8 black queen · e8 black king · f8 black bishop · g8 black knight · h8 black rook · a7 black pawn · b7 black pawn · c7 black pawn · d7 black pawn · g7 black pawn · h7 black pawn · e6 black pawn · f5 black pawn · c4 white pawn · d4 white pawn · a2 white pawn · b2 white pawn · e2 white pawn · f2 white pawn · g2 white pawn · h2 white pawn · a1 white rook · b1 white knight · c1 white bishop · d1 white queen · e1 white king · f1 white bishop · g1 white knight · h1 white rook | a8 black rook · b8 black knight · c8 black bishop · d8 black queen · e8 black king · f8 black bishop · g8 black knight · h8 black rook · a7 black pawn · b7 black pawn · c7 black pawn · d7 black pawn · g7 black pawn · h7 black pawn · e6 black pawn · f5 black pawn · c4 white pawn · d4 white pawn · a2 white pawn · b2 white pawn · e2 white pawn · f2 white pawn · g2 white pawn · h2 white pawn · a1 white rook · b1 white knight · c1 white bishop · d1 white queen · e1 white king · f1 white bishop · g1 white knight · h1 white rook | 8 |
| 7 | a8 black rook · b8 black knight · c8 black bishop · d8 black queen · e8 black king · f8 black bishop · g8 black knight · h8 black rook · a7 black pawn · b7 black pawn · c7 black pawn · d7 black pawn · g7 black pawn · h7 black pawn · e6 black pawn · f5 black pawn · c4 white pawn · d4 white pawn · a2 white pawn · b2 white pawn · e2 white pawn · f2 white pawn · g2 white pawn · h2 white pawn · a1 white rook · b1 white knight · c1 white bishop · d1 white queen · e1 white king · f1 white bishop · g1 white knight · h1 white rook | a8 black rook · b8 black knight · c8 black bishop · d8 black queen · e8 black king · f8 black bishop · g8 black knight · h8 black rook · a7 black pawn · b7 black pawn · c7 black pawn · d7 black pawn · g7 black pawn · h7 black pawn · e6 black pawn · f5 black pawn · c4 white pawn · d4 white pawn · a2 white pawn · b2 white pawn · e2 white pawn · f2 white pawn · g2 white pawn · h2 white pawn · a1 white rook · b1 white knight · c1 white bishop · d1 white queen · e1 white king · f1 white bishop · g1 white knight · h1 white rook | a8 black rook · b8 black knight · c8 black bishop · d8 black queen · e8 black king · f8 black bishop · g8 black knight · h8 black rook · a7 black pawn · b7 black pawn · c7 black pawn · d7 black pawn · g7 black pawn · h7 black pawn · e6 black pawn · f5 black pawn · c4 white pawn · d4 white pawn · a2 white pawn · b2 white pawn · e2 white pawn · f2 white pawn · g2 white pawn · h2 white pawn · a1 white rook · b1 white knight · c1 white bishop · d1 white queen · e1 white king · f1 white bishop · g1 white knight · h1 white rook | a8 black rook · b8 black knight · c8 black bishop · d8 black queen · e8 black king · f8 black bishop · g8 black knight · h8 black rook · a7 black pawn · b7 black pawn · c7 black pawn · d7 black pawn · g7 black pawn · h7 black pawn · e6 black pawn · f5 black pawn · c4 white pawn · d4 white pawn · a2 white pawn · b2 white pawn · e2 white pawn · f2 white pawn · g2 white pawn · h2 white pawn · a1 white rook · b1 white knight · c1 white bishop · d1 white queen · e1 white king · f1 white bishop · g1 white knight · h1 white rook | a8 black rook · b8 black knight · c8 black bishop · d8 black queen · e8 black king · f8 black bishop · g8 black knight · h8 black rook · a7 black pawn · b7 black pawn · c7 black pawn · d7 black pawn · g7 black pawn · h7 black pawn · e6 black pawn · f5 black pawn · c4 white pawn · d4 white pawn · a2 white pawn · b2 white pawn · e2 white pawn · f2 white pawn · g2 white pawn · h2 white pawn · a1 white rook · b1 white knight · c1 white bishop · d1 white queen · e1 white king · f1 white bishop · g1 white knight · h1 white rook | a8 black rook · b8 black knight · c8 black bishop · d8 black queen · e8 black king · f8 black bishop · g8 black knight · h8 black rook · a7 black pawn · b7 black pawn · c7 black pawn · d7 black pawn · g7 black pawn · h7 black pawn · e6 black pawn · f5 black pawn · c4 white pawn · d4 white pawn · a2 white pawn · b2 white pawn · e2 white pawn · f2 white pawn · g2 white pawn · h2 white pawn · a1 white rook · b1 white knight · c1 white bishop · d1 white queen · e1 white king · f1 white bishop · g1 white knight · h1 white rook | a8 black rook · b8 black knight · c8 black bishop · d8 black queen · e8 black king · f8 black bishop · g8 black knight · h8 black rook · a7 black pawn · b7 black pawn · c7 black pawn · d7 black pawn · g7 black pawn · h7 black pawn · e6 black pawn · f5 black pawn · c4 white pawn · d4 white pawn · a2 white pawn · b2 white pawn · e2 white pawn · f2 white pawn · g2 white pawn · h2 white pawn · a1 white rook · b1 white knight · c1 white bishop · d1 white queen · e1 white king · f1 white bishop · g1 white knight · h1 white rook | a8 black rook · b8 black knight · c8 black bishop · d8 black queen · e8 black king · f8 black bishop · g8 black knight · h8 black rook · a7 black pawn · b7 black pawn · c7 black pawn · d7 black pawn · g7 black pawn · h7 black pawn · e6 black pawn · f5 black pawn · c4 white pawn · d4 white pawn · a2 white pawn · b2 white pawn · e2 white pawn · f2 white pawn · g2 white pawn · h2 white pawn · a1 white rook · b1 white knight · c1 white bishop · d1 white queen · e1 white king · f1 white bishop · g1 white knight · h1 white rook | 7 |
| 6 | a8 black rook · b8 black knight · c8 black bishop · d8 black queen · e8 black king · f8 black bishop · g8 black knight · h8 black rook · a7 black pawn · b7 black pawn · c7 black pawn · d7 black pawn · g7 black pawn · h7 black pawn · e6 black pawn · f5 black pawn · c4 white pawn · d4 white pawn · a2 white pawn · b2 white pawn · e2 white pawn · f2 white pawn · g2 white pawn · h2 white pawn · a1 white rook · b1 white knight · c1 white bishop · d1 white queen · e1 white king · f1 white bishop · g1 white knight · h1 white rook | a8 black rook · b8 black knight · c8 black bishop · d8 black queen · e8 black king · f8 black bishop · g8 black knight · h8 black rook · a7 black pawn · b7 black pawn · c7 black pawn · d7 black pawn · g7 black pawn · h7 black pawn · e6 black pawn · f5 black pawn · c4 white pawn · d4 white pawn · a2 white pawn · b2 white pawn · e2 white pawn · f2 white pawn · g2 white pawn · h2 white pawn · a1 white rook · b1 white knight · c1 white bishop · d1 white queen · e1 white king · f1 white bishop · g1 white knight · h1 white rook | a8 black rook · b8 black knight · c8 black bishop · d8 black queen · e8 black king · f8 black bishop · g8 black knight · h8 black rook · a7 black pawn · b7 black pawn · c7 black pawn · d7 black pawn · g7 black pawn · h7 black pawn · e6 black pawn · f5 black pawn · c4 white pawn · d4 white pawn · a2 white pawn · b2 white pawn · e2 white pawn · f2 white pawn · g2 white pawn · h2 white pawn · a1 white rook · b1 white knight · c1 white bishop · d1 white queen · e1 white king · f1 white bishop · g1 white knight · h1 white rook | a8 black rook · b8 black knight · c8 black bishop · d8 black queen · e8 black king · f8 black bishop · g8 black knight · h8 black rook · a7 black pawn · b7 black pawn · c7 black pawn · d7 black pawn · g7 black pawn · h7 black pawn · e6 black pawn · f5 black pawn · c4 white pawn · d4 white pawn · a2 white pawn · b2 white pawn · e2 white pawn · f2 white pawn · g2 white pawn · h2 white pawn · a1 white rook · b1 white knight · c1 white bishop · d1 white queen · e1 white king · f1 white bishop · g1 white knight · h1 white rook | a8 black rook · b8 black knight · c8 black bishop · d8 black queen · e8 black king · f8 black bishop · g8 black knight · h8 black rook · a7 black pawn · b7 black pawn · c7 black pawn · d7 black pawn · g7 black pawn · h7 black pawn · e6 black pawn · f5 black pawn · c4 white pawn · d4 white pawn · a2 white pawn · b2 white pawn · e2 white pawn · f2 white pawn · g2 white pawn · h2 white pawn · a1 white rook · b1 white knight · c1 white bishop · d1 white queen · e1 white king · f1 white bishop · g1 white knight · h1 white rook | a8 black rook · b8 black knight · c8 black bishop · d8 black queen · e8 black king · f8 black bishop · g8 black knight · h8 black rook · a7 black pawn · b7 black pawn · c7 black pawn · d7 black pawn · g7 black pawn · h7 black pawn · e6 black pawn · f5 black pawn · c4 white pawn · d4 white pawn · a2 white pawn · b2 white pawn · e2 white pawn · f2 white pawn · g2 white pawn · h2 white pawn · a1 white rook · b1 white knight · c1 white bishop · d1 white queen · e1 white king · f1 white bishop · g1 white knight · h1 white rook | a8 black rook · b8 black knight · c8 black bishop · d8 black queen · e8 black king · f8 black bishop · g8 black knight · h8 black rook · a7 black pawn · b7 black pawn · c7 black pawn · d7 black pawn · g7 black pawn · h7 black pawn · e6 black pawn · f5 black pawn · c4 white pawn · d4 white pawn · a2 white pawn · b2 white pawn · e2 white pawn · f2 white pawn · g2 white pawn · h2 white pawn · a1 white rook · b1 white knight · c1 white bishop · d1 white queen · e1 white king · f1 white bishop · g1 white knight · h1 white rook | a8 black rook · b8 black knight · c8 black bishop · d8 black queen · e8 black king · f8 black bishop · g8 black knight · h8 black rook · a7 black pawn · b7 black pawn · c7 black pawn · d7 black pawn · g7 black pawn · h7 black pawn · e6 black pawn · f5 black pawn · c4 white pawn · d4 white pawn · a2 white pawn · b2 white pawn · e2 white pawn · f2 white pawn · g2 white pawn · h2 white pawn · a1 white rook · b1 white knight · c1 white bishop · d1 white queen · e1 white king · f1 white bishop · g1 white knight · h1 white rook | 6 |
| 5 | a8 black rook · b8 black knight · c8 black bishop · d8 black queen · e8 black king · f8 black bishop · g8 black knight · h8 black rook · a7 black pawn · b7 black pawn · c7 black pawn · d7 black pawn · g7 black pawn · h7 black pawn · e6 black pawn · f5 black pawn · c4 white pawn · d4 white pawn · a2 white pawn · b2 white pawn · e2 white pawn · f2 white pawn · g2 white pawn · h2 white pawn · a1 white rook · b1 white knight · c1 white bishop · d1 white queen · e1 white king · f1 white bishop · g1 white knight · h1 white rook | a8 black rook · b8 black knight · c8 black bishop · d8 black queen · e8 black king · f8 black bishop · g8 black knight · h8 black rook · a7 black pawn · b7 black pawn · c7 black pawn · d7 black pawn · g7 black pawn · h7 black pawn · e6 black pawn · f5 black pawn · c4 white pawn · d4 white pawn · a2 white pawn · b2 white pawn · e2 white pawn · f2 white pawn · g2 white pawn · h2 white pawn · a1 white rook · b1 white knight · c1 white bishop · d1 white queen · e1 white king · f1 white bishop · g1 white knight · h1 white rook | a8 black rook · b8 black knight · c8 black bishop · d8 black queen · e8 black king · f8 black bishop · g8 black knight · h8 black rook · a7 black pawn · b7 black pawn · c7 black pawn · d7 black pawn · g7 black pawn · h7 black pawn · e6 black pawn · f5 black pawn · c4 white pawn · d4 white pawn · a2 white pawn · b2 white pawn · e2 white pawn · f2 white pawn · g2 white pawn · h2 white pawn · a1 white rook · b1 white knight · c1 white bishop · d1 white queen · e1 white king · f1 white bishop · g1 white knight · h1 white rook | a8 black rook · b8 black knight · c8 black bishop · d8 black queen · e8 black king · f8 black bishop · g8 black knight · h8 black rook · a7 black pawn · b7 black pawn · c7 black pawn · d7 black pawn · g7 black pawn · h7 black pawn · e6 black pawn · f5 black pawn · c4 white pawn · d4 white pawn · a2 white pawn · b2 white pawn · e2 white pawn · f2 white pawn · g2 white pawn · h2 white pawn · a1 white rook · b1 white knight · c1 white bishop · d1 white queen · e1 white king · f1 white bishop · g1 white knight · h1 white rook | a8 black rook · b8 black knight · c8 black bishop · d8 black queen · e8 black king · f8 black bishop · g8 black knight · h8 black rook · a7 black pawn · b7 black pawn · c7 black pawn · d7 black pawn · g7 black pawn · h7 black pawn · e6 black pawn · f5 black pawn · c4 white pawn · d4 white pawn · a2 white pawn · b2 white pawn · e2 white pawn · f2 white pawn · g2 white pawn · h2 white pawn · a1 white rook · b1 white knight · c1 white bishop · d1 white queen · e1 white king · f1 white bishop · g1 white knight · h1 white rook | a8 black rook · b8 black knight · c8 black bishop · d8 black queen · e8 black king · f8 black bishop · g8 black knight · h8 black rook · a7 black pawn · b7 black pawn · c7 black pawn · d7 black pawn · g7 black pawn · h7 black pawn · e6 black pawn · f5 black pawn · c4 white pawn · d4 white pawn · a2 white pawn · b2 white pawn · e2 white pawn · f2 white pawn · g2 white pawn · h2 white pawn · a1 white rook · b1 white knight · c1 white bishop · d1 white queen · e1 white king · f1 white bishop · g1 white knight · h1 white rook | a8 black rook · b8 black knight · c8 black bishop · d8 black queen · e8 black king · f8 black bishop · g8 black knight · h8 black rook · a7 black pawn · b7 black pawn · c7 black pawn · d7 black pawn · g7 black pawn · h7 black pawn · e6 black pawn · f5 black pawn · c4 white pawn · d4 white pawn · a2 white pawn · b2 white pawn · e2 white pawn · f2 white pawn · g2 white pawn · h2 white pawn · a1 white rook · b1 white knight · c1 white bishop · d1 white queen · e1 white king · f1 white bishop · g1 white knight · h1 white rook | a8 black rook · b8 black knight · c8 black bishop · d8 black queen · e8 black king · f8 black bishop · g8 black knight · h8 black rook · a7 black pawn · b7 black pawn · c7 black pawn · d7 black pawn · g7 black pawn · h7 black pawn · e6 black pawn · f5 black pawn · c4 white pawn · d4 white pawn · a2 white pawn · b2 white pawn · e2 white pawn · f2 white pawn · g2 white pawn · h2 white pawn · a1 white rook · b1 white knight · c1 white bishop · d1 white queen · e1 white king · f1 white bishop · g1 white knight · h1 white rook | 5 |
| 4 | a8 black rook · b8 black knight · c8 black bishop · d8 black queen · e8 black king · f8 black bishop · g8 black knight · h8 black rook · a7 black pawn · b7 black pawn · c7 black pawn · d7 black pawn · g7 black pawn · h7 black pawn · e6 black pawn · f5 black pawn · c4 white pawn · d4 white pawn · a2 white pawn · b2 white pawn · e2 white pawn · f2 white pawn · g2 white pawn · h2 white pawn · a1 white rook · b1 white knight · c1 white bishop · d1 white queen · e1 white king · f1 white bishop · g1 white knight · h1 white rook | a8 black rook · b8 black knight · c8 black bishop · d8 black queen · e8 black king · f8 black bishop · g8 black knight · h8 black rook · a7 black pawn · b7 black pawn · c7 black pawn · d7 black pawn · g7 black pawn · h7 black pawn · e6 black pawn · f5 black pawn · c4 white pawn · d4 white pawn · a2 white pawn · b2 white pawn · e2 white pawn · f2 white pawn · g2 white pawn · h2 white pawn · a1 white rook · b1 white knight · c1 white bishop · d1 white queen · e1 white king · f1 white bishop · g1 white knight · h1 white rook | a8 black rook · b8 black knight · c8 black bishop · d8 black queen · e8 black king · f8 black bishop · g8 black knight · h8 black rook · a7 black pawn · b7 black pawn · c7 black pawn · d7 black pawn · g7 black pawn · h7 black pawn · e6 black pawn · f5 black pawn · c4 white pawn · d4 white pawn · a2 white pawn · b2 white pawn · e2 white pawn · f2 white pawn · g2 white pawn · h2 white pawn · a1 white rook · b1 white knight · c1 white bishop · d1 white queen · e1 white king · f1 white bishop · g1 white knight · h1 white rook | a8 black rook · b8 black knight · c8 black bishop · d8 black queen · e8 black king · f8 black bishop · g8 black knight · h8 black rook · a7 black pawn · b7 black pawn · c7 black pawn · d7 black pawn · g7 black pawn · h7 black pawn · e6 black pawn · f5 black pawn · c4 white pawn · d4 white pawn · a2 white pawn · b2 white pawn · e2 white pawn · f2 white pawn · g2 white pawn · h2 white pawn · a1 white rook · b1 white knight · c1 white bishop · d1 white queen · e1 white king · f1 white bishop · g1 white knight · h1 white rook | a8 black rook · b8 black knight · c8 black bishop · d8 black queen · e8 black king · f8 black bishop · g8 black knight · h8 black rook · a7 black pawn · b7 black pawn · c7 black pawn · d7 black pawn · g7 black pawn · h7 black pawn · e6 black pawn · f5 black pawn · c4 white pawn · d4 white pawn · a2 white pawn · b2 white pawn · e2 white pawn · f2 white pawn · g2 white pawn · h2 white pawn · a1 white rook · b1 white knight · c1 white bishop · d1 white queen · e1 white king · f1 white bishop · g1 white knight · h1 white rook | a8 black rook · b8 black knight · c8 black bishop · d8 black queen · e8 black king · f8 black bishop · g8 black knight · h8 black rook · a7 black pawn · b7 black pawn · c7 black pawn · d7 black pawn · g7 black pawn · h7 black pawn · e6 black pawn · f5 black pawn · c4 white pawn · d4 white pawn · a2 white pawn · b2 white pawn · e2 white pawn · f2 white pawn · g2 white pawn · h2 white pawn · a1 white rook · b1 white knight · c1 white bishop · d1 white queen · e1 white king · f1 white bishop · g1 white knight · h1 white rook | a8 black rook · b8 black knight · c8 black bishop · d8 black queen · e8 black king · f8 black bishop · g8 black knight · h8 black rook · a7 black pawn · b7 black pawn · c7 black pawn · d7 black pawn · g7 black pawn · h7 black pawn · e6 black pawn · f5 black pawn · c4 white pawn · d4 white pawn · a2 white pawn · b2 white pawn · e2 white pawn · f2 white pawn · g2 white pawn · h2 white pawn · a1 white rook · b1 white knight · c1 white bishop · d1 white queen · e1 white king · f1 white bishop · g1 white knight · h1 white rook | a8 black rook · b8 black knight · c8 black bishop · d8 black queen · e8 black king · f8 black bishop · g8 black knight · h8 black rook · a7 black pawn · b7 black pawn · c7 black pawn · d7 black pawn · g7 black pawn · h7 black pawn · e6 black pawn · f5 black pawn · c4 white pawn · d4 white pawn · a2 white pawn · b2 white pawn · e2 white pawn · f2 white pawn · g2 white pawn · h2 white pawn · a1 white rook · b1 white knight · c1 white bishop · d1 white queen · e1 white king · f1 white bishop · g1 white knight · h1 white rook | 4 |
| 3 | a8 black rook · b8 black knight · c8 black bishop · d8 black queen · e8 black king · f8 black bishop · g8 black knight · h8 black rook · a7 black pawn · b7 black pawn · c7 black pawn · d7 black pawn · g7 black pawn · h7 black pawn · e6 black pawn · f5 black pawn · c4 white pawn · d4 white pawn · a2 white pawn · b2 white pawn · e2 white pawn · f2 white pawn · g2 white pawn · h2 white pawn · a1 white rook · b1 white knight · c1 white bishop · d1 white queen · e1 white king · f1 white bishop · g1 white knight · h1 white rook | a8 black rook · b8 black knight · c8 black bishop · d8 black queen · e8 black king · f8 black bishop · g8 black knight · h8 black rook · a7 black pawn · b7 black pawn · c7 black pawn · d7 black pawn · g7 black pawn · h7 black pawn · e6 black pawn · f5 black pawn · c4 white pawn · d4 white pawn · a2 white pawn · b2 white pawn · e2 white pawn · f2 white pawn · g2 white pawn · h2 white pawn · a1 white rook · b1 white knight · c1 white bishop · d1 white queen · e1 white king · f1 white bishop · g1 white knight · h1 white rook | a8 black rook · b8 black knight · c8 black bishop · d8 black queen · e8 black king · f8 black bishop · g8 black knight · h8 black rook · a7 black pawn · b7 black pawn · c7 black pawn · d7 black pawn · g7 black pawn · h7 black pawn · e6 black pawn · f5 black pawn · c4 white pawn · d4 white pawn · a2 white pawn · b2 white pawn · e2 white pawn · f2 white pawn · g2 white pawn · h2 white pawn · a1 white rook · b1 white knight · c1 white bishop · d1 white queen · e1 white king · f1 white bishop · g1 white knight · h1 white rook | a8 black rook · b8 black knight · c8 black bishop · d8 black queen · e8 black king · f8 black bishop · g8 black knight · h8 black rook · a7 black pawn · b7 black pawn · c7 black pawn · d7 black pawn · g7 black pawn · h7 black pawn · e6 black pawn · f5 black pawn · c4 white pawn · d4 white pawn · a2 white pawn · b2 white pawn · e2 white pawn · f2 white pawn · g2 white pawn · h2 white pawn · a1 white rook · b1 white knight · c1 white bishop · d1 white queen · e1 white king · f1 white bishop · g1 white knight · h1 white rook | a8 black rook · b8 black knight · c8 black bishop · d8 black queen · e8 black king · f8 black bishop · g8 black knight · h8 black rook · a7 black pawn · b7 black pawn · c7 black pawn · d7 black pawn · g7 black pawn · h7 black pawn · e6 black pawn · f5 black pawn · c4 white pawn · d4 white pawn · a2 white pawn · b2 white pawn · e2 white pawn · f2 white pawn · g2 white pawn · h2 white pawn · a1 white rook · b1 white knight · c1 white bishop · d1 white queen · e1 white king · f1 white bishop · g1 white knight · h1 white rook | a8 black rook · b8 black knight · c8 black bishop · d8 black queen · e8 black king · f8 black bishop · g8 black knight · h8 black rook · a7 black pawn · b7 black pawn · c7 black pawn · d7 black pawn · g7 black pawn · h7 black pawn · e6 black pawn · f5 black pawn · c4 white pawn · d4 white pawn · a2 white pawn · b2 white pawn · e2 white pawn · f2 white pawn · g2 white pawn · h2 white pawn · a1 white rook · b1 white knight · c1 white bishop · d1 white queen · e1 white king · f1 white bishop · g1 white knight · h1 white rook | a8 black rook · b8 black knight · c8 black bishop · d8 black queen · e8 black king · f8 black bishop · g8 black knight · h8 black rook · a7 black pawn · b7 black pawn · c7 black pawn · d7 black pawn · g7 black pawn · h7 black pawn · e6 black pawn · f5 black pawn · c4 white pawn · d4 white pawn · a2 white pawn · b2 white pawn · e2 white pawn · f2 white pawn · g2 white pawn · h2 white pawn · a1 white rook · b1 white knight · c1 white bishop · d1 white queen · e1 white king · f1 white bishop · g1 white knight · h1 white rook | a8 black rook · b8 black knight · c8 black bishop · d8 black queen · e8 black king · f8 black bishop · g8 black knight · h8 black rook · a7 black pawn · b7 black pawn · c7 black pawn · d7 black pawn · g7 black pawn · h7 black pawn · e6 black pawn · f5 black pawn · c4 white pawn · d4 white pawn · a2 white pawn · b2 white pawn · e2 white pawn · f2 white pawn · g2 white pawn · h2 white pawn · a1 white rook · b1 white knight · c1 white bishop · d1 white queen · e1 white king · f1 white bishop · g1 white knight · h1 white rook | 3 |
| 2 | a8 black rook · b8 black knight · c8 black bishop · d8 black queen · e8 black king · f8 black bishop · g8 black knight · h8 black rook · a7 black pawn · b7 black pawn · c7 black pawn · d7 black pawn · g7 black pawn · h7 black pawn · e6 black pawn · f5 black pawn · c4 white pawn · d4 white pawn · a2 white pawn · b2 white pawn · e2 white pawn · f2 white pawn · g2 white pawn · h2 white pawn · a1 white rook · b1 white knight · c1 white bishop · d1 white queen · e1 white king · f1 white bishop · g1 white knight · h1 white rook | a8 black rook · b8 black knight · c8 black bishop · d8 black queen · e8 black king · f8 black bishop · g8 black knight · h8 black rook · a7 black pawn · b7 black pawn · c7 black pawn · d7 black pawn · g7 black pawn · h7 black pawn · e6 black pawn · f5 black pawn · c4 white pawn · d4 white pawn · a2 white pawn · b2 white pawn · e2 white pawn · f2 white pawn · g2 white pawn · h2 white pawn · a1 white rook · b1 white knight · c1 white bishop · d1 white queen · e1 white king · f1 white bishop · g1 white knight · h1 white rook | a8 black rook · b8 black knight · c8 black bishop · d8 black queen · e8 black king · f8 black bishop · g8 black knight · h8 black rook · a7 black pawn · b7 black pawn · c7 black pawn · d7 black pawn · g7 black pawn · h7 black pawn · e6 black pawn · f5 black pawn · c4 white pawn · d4 white pawn · a2 white pawn · b2 white pawn · e2 white pawn · f2 white pawn · g2 white pawn · h2 white pawn · a1 white rook · b1 white knight · c1 white bishop · d1 white queen · e1 white king · f1 white bishop · g1 white knight · h1 white rook | a8 black rook · b8 black knight · c8 black bishop · d8 black queen · e8 black king · f8 black bishop · g8 black knight · h8 black rook · a7 black pawn · b7 black pawn · c7 black pawn · d7 black pawn · g7 black pawn · h7 black pawn · e6 black pawn · f5 black pawn · c4 white pawn · d4 white pawn · a2 white pawn · b2 white pawn · e2 white pawn · f2 white pawn · g2 white pawn · h2 white pawn · a1 white rook · b1 white knight · c1 white bishop · d1 white queen · e1 white king · f1 white bishop · g1 white knight · h1 white rook | a8 black rook · b8 black knight · c8 black bishop · d8 black queen · e8 black king · f8 black bishop · g8 black knight · h8 black rook · a7 black pawn · b7 black pawn · c7 black pawn · d7 black pawn · g7 black pawn · h7 black pawn · e6 black pawn · f5 black pawn · c4 white pawn · d4 white pawn · a2 white pawn · b2 white pawn · e2 white pawn · f2 white pawn · g2 white pawn · h2 white pawn · a1 white rook · b1 white knight · c1 white bishop · d1 white queen · e1 white king · f1 white bishop · g1 white knight · h1 white rook | a8 black rook · b8 black knight · c8 black bishop · d8 black queen · e8 black king · f8 black bishop · g8 black knight · h8 black rook · a7 black pawn · b7 black pawn · c7 black pawn · d7 black pawn · g7 black pawn · h7 black pawn · e6 black pawn · f5 black pawn · c4 white pawn · d4 white pawn · a2 white pawn · b2 white pawn · e2 white pawn · f2 white pawn · g2 white pawn · h2 white pawn · a1 white rook · b1 white knight · c1 white bishop · d1 white queen · e1 white king · f1 white bishop · g1 white knight · h1 white rook | a8 black rook · b8 black knight · c8 black bishop · d8 black queen · e8 black king · f8 black bishop · g8 black knight · h8 black rook · a7 black pawn · b7 black pawn · c7 black pawn · d7 black pawn · g7 black pawn · h7 black pawn · e6 black pawn · f5 black pawn · c4 white pawn · d4 white pawn · a2 white pawn · b2 white pawn · e2 white pawn · f2 white pawn · g2 white pawn · h2 white pawn · a1 white rook · b1 white knight · c1 white bishop · d1 white queen · e1 white king · f1 white bishop · g1 white knight · h1 white rook | a8 black rook · b8 black knight · c8 black bishop · d8 black queen · e8 black king · f8 black bishop · g8 black knight · h8 black rook · a7 black pawn · b7 black pawn · c7 black pawn · d7 black pawn · g7 black pawn · h7 black pawn · e6 black pawn · f5 black pawn · c4 white pawn · d4 white pawn · a2 white pawn · b2 white pawn · e2 white pawn · f2 white pawn · g2 white pawn · h2 white pawn · a1 white rook · b1 white knight · c1 white bishop · d1 white queen · e1 white king · f1 white bishop · g1 white knight · h1 white rook | 2 |
| 1 | a8 black rook · b8 black knight · c8 black bishop · d8 black queen · e8 black king · f8 black bishop · g8 black knight · h8 black rook · a7 black pawn · b7 black pawn · c7 black pawn · d7 black pawn · g7 black pawn · h7 black pawn · e6 black pawn · f5 black pawn · c4 white pawn · d4 white pawn · a2 white pawn · b2 white pawn · e2 white pawn · f2 white pawn · g2 white pawn · h2 white pawn · a1 white rook · b1 white knight · c1 white bishop · d1 white queen · e1 white king · f1 white bishop · g1 white knight · h1 white rook | a8 black rook · b8 black knight · c8 black bishop · d8 black queen · e8 black king · f8 black bishop · g8 black knight · h8 black rook · a7 black pawn · b7 black pawn · c7 black pawn · d7 black pawn · g7 black pawn · h7 black pawn · e6 black pawn · f5 black pawn · c4 white pawn · d4 white pawn · a2 white pawn · b2 white pawn · e2 white pawn · f2 white pawn · g2 white pawn · h2 white pawn · a1 white rook · b1 white knight · c1 white bishop · d1 white queen · e1 white king · f1 white bishop · g1 white knight · h1 white rook | a8 black rook · b8 black knight · c8 black bishop · d8 black queen · e8 black king · f8 black bishop · g8 black knight · h8 black rook · a7 black pawn · b7 black pawn · c7 black pawn · d7 black pawn · g7 black pawn · h7 black pawn · e6 black pawn · f5 black pawn · c4 white pawn · d4 white pawn · a2 white pawn · b2 white pawn · e2 white pawn · f2 white pawn · g2 white pawn · h2 white pawn · a1 white rook · b1 white knight · c1 white bishop · d1 white queen · e1 white king · f1 white bishop · g1 white knight · h1 white rook | a8 black rook · b8 black knight · c8 black bishop · d8 black queen · e8 black king · f8 black bishop · g8 black knight · h8 black rook · a7 black pawn · b7 black pawn · c7 black pawn · d7 black pawn · g7 black pawn · h7 black pawn · e6 black pawn · f5 black pawn · c4 white pawn · d4 white pawn · a2 white pawn · b2 white pawn · e2 white pawn · f2 white pawn · g2 white pawn · h2 white pawn · a1 white rook · b1 white knight · c1 white bishop · d1 white queen · e1 white king · f1 white bishop · g1 white knight · h1 white rook | a8 black rook · b8 black knight · c8 black bishop · d8 black queen · e8 black king · f8 black bishop · g8 black knight · h8 black rook · a7 black pawn · b7 black pawn · c7 black pawn · d7 black pawn · g7 black pawn · h7 black pawn · e6 black pawn · f5 black pawn · c4 white pawn · d4 white pawn · a2 white pawn · b2 white pawn · e2 white pawn · f2 white pawn · g2 white pawn · h2 white pawn · a1 white rook · b1 white knight · c1 white bishop · d1 white queen · e1 white king · f1 white bishop · g1 white knight · h1 white rook | a8 black rook · b8 black knight · c8 black bishop · d8 black queen · e8 black king · f8 black bishop · g8 black knight · h8 black rook · a7 black pawn · b7 black pawn · c7 black pawn · d7 black pawn · g7 black pawn · h7 black pawn · e6 black pawn · f5 black pawn · c4 white pawn · d4 white pawn · a2 white pawn · b2 white pawn · e2 white pawn · f2 white pawn · g2 white pawn · h2 white pawn · a1 white rook · b1 white knight · c1 white bishop · d1 white queen · e1 white king · f1 white bishop · g1 white knight · h1 white rook | a8 black rook · b8 black knight · c8 black bishop · d8 black queen · e8 black king · f8 black bishop · g8 black knight · h8 black rook · a7 black pawn · b7 black pawn · c7 black pawn · d7 black pawn · g7 black pawn · h7 black pawn · e6 black pawn · f5 black pawn · c4 white pawn · d4 white pawn · a2 white pawn · b2 white pawn · e2 white pawn · f2 white pawn · g2 white pawn · h2 white pawn · a1 white rook · b1 white knight · c1 white bishop · d1 white queen · e1 white king · f1 white bishop · g1 white knight · h1 white rook | a8 black rook · b8 black knight · c8 black bishop · d8 black queen · e8 black king · f8 black bishop · g8 black knight · h8 black rook · a7 black pawn · b7 black pawn · c7 black pawn · d7 black pawn · g7 black pawn · h7 black pawn · e6 black pawn · f5 black pawn · c4 white pawn · d4 white pawn · a2 white pawn · b2 white pawn · e2 white pawn · f2 white pawn · g2 white pawn · h2 white pawn · a1 white rook · b1 white knight · c1 white bishop · d1 white queen · e1 white king · f1 white bishop · g1 white knight · h1 white rook | 1 |
|   | a | b | c | d | e | f | g | h |   |

|   | a | b | c | d | e | f | g | h |   |
| 8 | a8 black rook · b8 black knight · c8 black bishop · d8 black queen · e8 black king · f8 black bishop · g8 black knight · h8 black rook · a7 black pawn · c7 black pawn · d7 black pawn · f7 black pawn · g7 black pawn · h7 black pawn · b6 black pawn · e6 black pawn · c4 white pawn · d4 white pawn · a2 white pawn · b2 white pawn · e2 white pawn · f2 white pawn · g2 white pawn · h2 white pawn · a1 white rook · b1 white knight · c1 white bishop · d1 white queen · e1 white king · f1 white bishop · g1 white knight · h1 white rook | a8 black rook · b8 black knight · c8 black bishop · d8 black queen · e8 black king · f8 black bishop · g8 black knight · h8 black rook · a7 black pawn · c7 black pawn · d7 black pawn · f7 black pawn · g7 black pawn · h7 black pawn · b6 black pawn · e6 black pawn · c4 white pawn · d4 white pawn · a2 white pawn · b2 white pawn · e2 white pawn · f2 white pawn · g2 white pawn · h2 white pawn · a1 white rook · b1 white knight · c1 white bishop · d1 white queen · e1 white king · f1 white bishop · g1 white knight · h1 white rook | a8 black rook · b8 black knight · c8 black bishop · d8 black queen · e8 black king · f8 black bishop · g8 black knight · h8 black rook · a7 black pawn · c7 black pawn · d7 black pawn · f7 black pawn · g7 black pawn · h7 black pawn · b6 black pawn · e6 black pawn · c4 white pawn · d4 white pawn · a2 white pawn · b2 white pawn · e2 white pawn · f2 white pawn · g2 white pawn · h2 white pawn · a1 white rook · b1 white knight · c1 white bishop · d1 white queen · e1 white king · f1 white bishop · g1 white knight · h1 white rook | a8 black rook · b8 black knight · c8 black bishop · d8 black queen · e8 black king · f8 black bishop · g8 black knight · h8 black rook · a7 black pawn · c7 black pawn · d7 black pawn · f7 black pawn · g7 black pawn · h7 black pawn · b6 black pawn · e6 black pawn · c4 white pawn · d4 white pawn · a2 white pawn · b2 white pawn · e2 white pawn · f2 white pawn · g2 white pawn · h2 white pawn · a1 white rook · b1 white knight · c1 white bishop · d1 white queen · e1 white king · f1 white bishop · g1 white knight · h1 white rook | a8 black rook · b8 black knight · c8 black bishop · d8 black queen · e8 black king · f8 black bishop · g8 black knight · h8 black rook · a7 black pawn · c7 black pawn · d7 black pawn · f7 black pawn · g7 black pawn · h7 black pawn · b6 black pawn · e6 black pawn · c4 white pawn · d4 white pawn · a2 white pawn · b2 white pawn · e2 white pawn · f2 white pawn · g2 white pawn · h2 white pawn · a1 white rook · b1 white knight · c1 white bishop · d1 white queen · e1 white king · f1 white bishop · g1 white knight · h1 white rook | a8 black rook · b8 black knight · c8 black bishop · d8 black queen · e8 black king · f8 black bishop · g8 black knight · h8 black rook · a7 black pawn · c7 black pawn · d7 black pawn · f7 black pawn · g7 black pawn · h7 black pawn · b6 black pawn · e6 black pawn · c4 white pawn · d4 white pawn · a2 white pawn · b2 white pawn · e2 white pawn · f2 white pawn · g2 white pawn · h2 white pawn · a1 white rook · b1 white knight · c1 white bishop · d1 white queen · e1 white king · f1 white bishop · g1 white knight · h1 white rook | a8 black rook · b8 black knight · c8 black bishop · d8 black queen · e8 black king · f8 black bishop · g8 black knight · h8 black rook · a7 black pawn · c7 black pawn · d7 black pawn · f7 black pawn · g7 black pawn · h7 black pawn · b6 black pawn · e6 black pawn · c4 white pawn · d4 white pawn · a2 white pawn · b2 white pawn · e2 white pawn · f2 white pawn · g2 white pawn · h2 white pawn · a1 white rook · b1 white knight · c1 white bishop · d1 white queen · e1 white king · f1 white bishop · g1 white knight · h1 white rook | a8 black rook · b8 black knight · c8 black bishop · d8 black queen · e8 black king · f8 black bishop · g8 black knight · h8 black rook · a7 black pawn · c7 black pawn · d7 black pawn · f7 black pawn · g7 black pawn · h7 black pawn · b6 black pawn · e6 black pawn · c4 white pawn · d4 white pawn · a2 white pawn · b2 white pawn · e2 white pawn · f2 white pawn · g2 white pawn · h2 white pawn · a1 white rook · b1 white knight · c1 white bishop · d1 white queen · e1 white king · f1 white bishop · g1 white knight · h1 white rook | 8 |
| 7 | a8 black rook · b8 black knight · c8 black bishop · d8 black queen · e8 black king · f8 black bishop · g8 black knight · h8 black rook · a7 black pawn · c7 black pawn · d7 black pawn · f7 black pawn · g7 black pawn · h7 black pawn · b6 black pawn · e6 black pawn · c4 white pawn · d4 white pawn · a2 white pawn · b2 white pawn · e2 white pawn · f2 white pawn · g2 white pawn · h2 white pawn · a1 white rook · b1 white knight · c1 white bishop · d1 white queen · e1 white king · f1 white bishop · g1 white knight · h1 white rook | a8 black rook · b8 black knight · c8 black bishop · d8 black queen · e8 black king · f8 black bishop · g8 black knight · h8 black rook · a7 black pawn · c7 black pawn · d7 black pawn · f7 black pawn · g7 black pawn · h7 black pawn · b6 black pawn · e6 black pawn · c4 white pawn · d4 white pawn · a2 white pawn · b2 white pawn · e2 white pawn · f2 white pawn · g2 white pawn · h2 white pawn · a1 white rook · b1 white knight · c1 white bishop · d1 white queen · e1 white king · f1 white bishop · g1 white knight · h1 white rook | a8 black rook · b8 black knight · c8 black bishop · d8 black queen · e8 black king · f8 black bishop · g8 black knight · h8 black rook · a7 black pawn · c7 black pawn · d7 black pawn · f7 black pawn · g7 black pawn · h7 black pawn · b6 black pawn · e6 black pawn · c4 white pawn · d4 white pawn · a2 white pawn · b2 white pawn · e2 white pawn · f2 white pawn · g2 white pawn · h2 white pawn · a1 white rook · b1 white knight · c1 white bishop · d1 white queen · e1 white king · f1 white bishop · g1 white knight · h1 white rook | a8 black rook · b8 black knight · c8 black bishop · d8 black queen · e8 black king · f8 black bishop · g8 black knight · h8 black rook · a7 black pawn · c7 black pawn · d7 black pawn · f7 black pawn · g7 black pawn · h7 black pawn · b6 black pawn · e6 black pawn · c4 white pawn · d4 white pawn · a2 white pawn · b2 white pawn · e2 white pawn · f2 white pawn · g2 white pawn · h2 white pawn · a1 white rook · b1 white knight · c1 white bishop · d1 white queen · e1 white king · f1 white bishop · g1 white knight · h1 white rook | a8 black rook · b8 black knight · c8 black bishop · d8 black queen · e8 black king · f8 black bishop · g8 black knight · h8 black rook · a7 black pawn · c7 black pawn · d7 black pawn · f7 black pawn · g7 black pawn · h7 black pawn · b6 black pawn · e6 black pawn · c4 white pawn · d4 white pawn · a2 white pawn · b2 white pawn · e2 white pawn · f2 white pawn · g2 white pawn · h2 white pawn · a1 white rook · b1 white knight · c1 white bishop · d1 white queen · e1 white king · f1 white bishop · g1 white knight · h1 white rook | a8 black rook · b8 black knight · c8 black bishop · d8 black queen · e8 black king · f8 black bishop · g8 black knight · h8 black rook · a7 black pawn · c7 black pawn · d7 black pawn · f7 black pawn · g7 black pawn · h7 black pawn · b6 black pawn · e6 black pawn · c4 white pawn · d4 white pawn · a2 white pawn · b2 white pawn · e2 white pawn · f2 white pawn · g2 white pawn · h2 white pawn · a1 white rook · b1 white knight · c1 white bishop · d1 white queen · e1 white king · f1 white bishop · g1 white knight · h1 white rook | a8 black rook · b8 black knight · c8 black bishop · d8 black queen · e8 black king · f8 black bishop · g8 black knight · h8 black rook · a7 black pawn · c7 black pawn · d7 black pawn · f7 black pawn · g7 black pawn · h7 black pawn · b6 black pawn · e6 black pawn · c4 white pawn · d4 white pawn · a2 white pawn · b2 white pawn · e2 white pawn · f2 white pawn · g2 white pawn · h2 white pawn · a1 white rook · b1 white knight · c1 white bishop · d1 white queen · e1 white king · f1 white bishop · g1 white knight · h1 white rook | a8 black rook · b8 black knight · c8 black bishop · d8 black queen · e8 black king · f8 black bishop · g8 black knight · h8 black rook · a7 black pawn · c7 black pawn · d7 black pawn · f7 black pawn · g7 black pawn · h7 black pawn · b6 black pawn · e6 black pawn · c4 white pawn · d4 white pawn · a2 white pawn · b2 white pawn · e2 white pawn · f2 white pawn · g2 white pawn · h2 white pawn · a1 white rook · b1 white knight · c1 white bishop · d1 white queen · e1 white king · f1 white bishop · g1 white knight · h1 white rook | 7 |
| 6 | a8 black rook · b8 black knight · c8 black bishop · d8 black queen · e8 black king · f8 black bishop · g8 black knight · h8 black rook · a7 black pawn · c7 black pawn · d7 black pawn · f7 black pawn · g7 black pawn · h7 black pawn · b6 black pawn · e6 black pawn · c4 white pawn · d4 white pawn · a2 white pawn · b2 white pawn · e2 white pawn · f2 white pawn · g2 white pawn · h2 white pawn · a1 white rook · b1 white knight · c1 white bishop · d1 white queen · e1 white king · f1 white bishop · g1 white knight · h1 white rook | a8 black rook · b8 black knight · c8 black bishop · d8 black queen · e8 black king · f8 black bishop · g8 black knight · h8 black rook · a7 black pawn · c7 black pawn · d7 black pawn · f7 black pawn · g7 black pawn · h7 black pawn · b6 black pawn · e6 black pawn · c4 white pawn · d4 white pawn · a2 white pawn · b2 white pawn · e2 white pawn · f2 white pawn · g2 white pawn · h2 white pawn · a1 white rook · b1 white knight · c1 white bishop · d1 white queen · e1 white king · f1 white bishop · g1 white knight · h1 white rook | a8 black rook · b8 black knight · c8 black bishop · d8 black queen · e8 black king · f8 black bishop · g8 black knight · h8 black rook · a7 black pawn · c7 black pawn · d7 black pawn · f7 black pawn · g7 black pawn · h7 black pawn · b6 black pawn · e6 black pawn · c4 white pawn · d4 white pawn · a2 white pawn · b2 white pawn · e2 white pawn · f2 white pawn · g2 white pawn · h2 white pawn · a1 white rook · b1 white knight · c1 white bishop · d1 white queen · e1 white king · f1 white bishop · g1 white knight · h1 white rook | a8 black rook · b8 black knight · c8 black bishop · d8 black queen · e8 black king · f8 black bishop · g8 black knight · h8 black rook · a7 black pawn · c7 black pawn · d7 black pawn · f7 black pawn · g7 black pawn · h7 black pawn · b6 black pawn · e6 black pawn · c4 white pawn · d4 white pawn · a2 white pawn · b2 white pawn · e2 white pawn · f2 white pawn · g2 white pawn · h2 white pawn · a1 white rook · b1 white knight · c1 white bishop · d1 white queen · e1 white king · f1 white bishop · g1 white knight · h1 white rook | a8 black rook · b8 black knight · c8 black bishop · d8 black queen · e8 black king · f8 black bishop · g8 black knight · h8 black rook · a7 black pawn · c7 black pawn · d7 black pawn · f7 black pawn · g7 black pawn · h7 black pawn · b6 black pawn · e6 black pawn · c4 white pawn · d4 white pawn · a2 white pawn · b2 white pawn · e2 white pawn · f2 white pawn · g2 white pawn · h2 white pawn · a1 white rook · b1 white knight · c1 white bishop · d1 white queen · e1 white king · f1 white bishop · g1 white knight · h1 white rook | a8 black rook · b8 black knight · c8 black bishop · d8 black queen · e8 black king · f8 black bishop · g8 black knight · h8 black rook · a7 black pawn · c7 black pawn · d7 black pawn · f7 black pawn · g7 black pawn · h7 black pawn · b6 black pawn · e6 black pawn · c4 white pawn · d4 white pawn · a2 white pawn · b2 white pawn · e2 white pawn · f2 white pawn · g2 white pawn · h2 white pawn · a1 white rook · b1 white knight · c1 white bishop · d1 white queen · e1 white king · f1 white bishop · g1 white knight · h1 white rook | a8 black rook · b8 black knight · c8 black bishop · d8 black queen · e8 black king · f8 black bishop · g8 black knight · h8 black rook · a7 black pawn · c7 black pawn · d7 black pawn · f7 black pawn · g7 black pawn · h7 black pawn · b6 black pawn · e6 black pawn · c4 white pawn · d4 white pawn · a2 white pawn · b2 white pawn · e2 white pawn · f2 white pawn · g2 white pawn · h2 white pawn · a1 white rook · b1 white knight · c1 white bishop · d1 white queen · e1 white king · f1 white bishop · g1 white knight · h1 white rook | a8 black rook · b8 black knight · c8 black bishop · d8 black queen · e8 black king · f8 black bishop · g8 black knight · h8 black rook · a7 black pawn · c7 black pawn · d7 black pawn · f7 black pawn · g7 black pawn · h7 black pawn · b6 black pawn · e6 black pawn · c4 white pawn · d4 white pawn · a2 white pawn · b2 white pawn · e2 white pawn · f2 white pawn · g2 white pawn · h2 white pawn · a1 white rook · b1 white knight · c1 white bishop · d1 white queen · e1 white king · f1 white bishop · g1 white knight · h1 white rook | 6 |
| 5 | a8 black rook · b8 black knight · c8 black bishop · d8 black queen · e8 black king · f8 black bishop · g8 black knight · h8 black rook · a7 black pawn · c7 black pawn · d7 black pawn · f7 black pawn · g7 black pawn · h7 black pawn · b6 black pawn · e6 black pawn · c4 white pawn · d4 white pawn · a2 white pawn · b2 white pawn · e2 white pawn · f2 white pawn · g2 white pawn · h2 white pawn · a1 white rook · b1 white knight · c1 white bishop · d1 white queen · e1 white king · f1 white bishop · g1 white knight · h1 white rook | a8 black rook · b8 black knight · c8 black bishop · d8 black queen · e8 black king · f8 black bishop · g8 black knight · h8 black rook · a7 black pawn · c7 black pawn · d7 black pawn · f7 black pawn · g7 black pawn · h7 black pawn · b6 black pawn · e6 black pawn · c4 white pawn · d4 white pawn · a2 white pawn · b2 white pawn · e2 white pawn · f2 white pawn · g2 white pawn · h2 white pawn · a1 white rook · b1 white knight · c1 white bishop · d1 white queen · e1 white king · f1 white bishop · g1 white knight · h1 white rook | a8 black rook · b8 black knight · c8 black bishop · d8 black queen · e8 black king · f8 black bishop · g8 black knight · h8 black rook · a7 black pawn · c7 black pawn · d7 black pawn · f7 black pawn · g7 black pawn · h7 black pawn · b6 black pawn · e6 black pawn · c4 white pawn · d4 white pawn · a2 white pawn · b2 white pawn · e2 white pawn · f2 white pawn · g2 white pawn · h2 white pawn · a1 white rook · b1 white knight · c1 white bishop · d1 white queen · e1 white king · f1 white bishop · g1 white knight · h1 white rook | a8 black rook · b8 black knight · c8 black bishop · d8 black queen · e8 black king · f8 black bishop · g8 black knight · h8 black rook · a7 black pawn · c7 black pawn · d7 black pawn · f7 black pawn · g7 black pawn · h7 black pawn · b6 black pawn · e6 black pawn · c4 white pawn · d4 white pawn · a2 white pawn · b2 white pawn · e2 white pawn · f2 white pawn · g2 white pawn · h2 white pawn · a1 white rook · b1 white knight · c1 white bishop · d1 white queen · e1 white king · f1 white bishop · g1 white knight · h1 white rook | a8 black rook · b8 black knight · c8 black bishop · d8 black queen · e8 black king · f8 black bishop · g8 black knight · h8 black rook · a7 black pawn · c7 black pawn · d7 black pawn · f7 black pawn · g7 black pawn · h7 black pawn · b6 black pawn · e6 black pawn · c4 white pawn · d4 white pawn · a2 white pawn · b2 white pawn · e2 white pawn · f2 white pawn · g2 white pawn · h2 white pawn · a1 white rook · b1 white knight · c1 white bishop · d1 white queen · e1 white king · f1 white bishop · g1 white knight · h1 white rook | a8 black rook · b8 black knight · c8 black bishop · d8 black queen · e8 black king · f8 black bishop · g8 black knight · h8 black rook · a7 black pawn · c7 black pawn · d7 black pawn · f7 black pawn · g7 black pawn · h7 black pawn · b6 black pawn · e6 black pawn · c4 white pawn · d4 white pawn · a2 white pawn · b2 white pawn · e2 white pawn · f2 white pawn · g2 white pawn · h2 white pawn · a1 white rook · b1 white knight · c1 white bishop · d1 white queen · e1 white king · f1 white bishop · g1 white knight · h1 white rook | a8 black rook · b8 black knight · c8 black bishop · d8 black queen · e8 black king · f8 black bishop · g8 black knight · h8 black rook · a7 black pawn · c7 black pawn · d7 black pawn · f7 black pawn · g7 black pawn · h7 black pawn · b6 black pawn · e6 black pawn · c4 white pawn · d4 white pawn · a2 white pawn · b2 white pawn · e2 white pawn · f2 white pawn · g2 white pawn · h2 white pawn · a1 white rook · b1 white knight · c1 white bishop · d1 white queen · e1 white king · f1 white bishop · g1 white knight · h1 white rook | a8 black rook · b8 black knight · c8 black bishop · d8 black queen · e8 black king · f8 black bishop · g8 black knight · h8 black rook · a7 black pawn · c7 black pawn · d7 black pawn · f7 black pawn · g7 black pawn · h7 black pawn · b6 black pawn · e6 black pawn · c4 white pawn · d4 white pawn · a2 white pawn · b2 white pawn · e2 white pawn · f2 white pawn · g2 white pawn · h2 white pawn · a1 white rook · b1 white knight · c1 white bishop · d1 white queen · e1 white king · f1 white bishop · g1 white knight · h1 white rook | 5 |
| 4 | a8 black rook · b8 black knight · c8 black bishop · d8 black queen · e8 black king · f8 black bishop · g8 black knight · h8 black rook · a7 black pawn · c7 black pawn · d7 black pawn · f7 black pawn · g7 black pawn · h7 black pawn · b6 black pawn · e6 black pawn · c4 white pawn · d4 white pawn · a2 white pawn · b2 white pawn · e2 white pawn · f2 white pawn · g2 white pawn · h2 white pawn · a1 white rook · b1 white knight · c1 white bishop · d1 white queen · e1 white king · f1 white bishop · g1 white knight · h1 white rook | a8 black rook · b8 black knight · c8 black bishop · d8 black queen · e8 black king · f8 black bishop · g8 black knight · h8 black rook · a7 black pawn · c7 black pawn · d7 black pawn · f7 black pawn · g7 black pawn · h7 black pawn · b6 black pawn · e6 black pawn · c4 white pawn · d4 white pawn · a2 white pawn · b2 white pawn · e2 white pawn · f2 white pawn · g2 white pawn · h2 white pawn · a1 white rook · b1 white knight · c1 white bishop · d1 white queen · e1 white king · f1 white bishop · g1 white knight · h1 white rook | a8 black rook · b8 black knight · c8 black bishop · d8 black queen · e8 black king · f8 black bishop · g8 black knight · h8 black rook · a7 black pawn · c7 black pawn · d7 black pawn · f7 black pawn · g7 black pawn · h7 black pawn · b6 black pawn · e6 black pawn · c4 white pawn · d4 white pawn · a2 white pawn · b2 white pawn · e2 white pawn · f2 white pawn · g2 white pawn · h2 white pawn · a1 white rook · b1 white knight · c1 white bishop · d1 white queen · e1 white king · f1 white bishop · g1 white knight · h1 white rook | a8 black rook · b8 black knight · c8 black bishop · d8 black queen · e8 black king · f8 black bishop · g8 black knight · h8 black rook · a7 black pawn · c7 black pawn · d7 black pawn · f7 black pawn · g7 black pawn · h7 black pawn · b6 black pawn · e6 black pawn · c4 white pawn · d4 white pawn · a2 white pawn · b2 white pawn · e2 white pawn · f2 white pawn · g2 white pawn · h2 white pawn · a1 white rook · b1 white knight · c1 white bishop · d1 white queen · e1 white king · f1 white bishop · g1 white knight · h1 white rook | a8 black rook · b8 black knight · c8 black bishop · d8 black queen · e8 black king · f8 black bishop · g8 black knight · h8 black rook · a7 black pawn · c7 black pawn · d7 black pawn · f7 black pawn · g7 black pawn · h7 black pawn · b6 black pawn · e6 black pawn · c4 white pawn · d4 white pawn · a2 white pawn · b2 white pawn · e2 white pawn · f2 white pawn · g2 white pawn · h2 white pawn · a1 white rook · b1 white knight · c1 white bishop · d1 white queen · e1 white king · f1 white bishop · g1 white knight · h1 white rook | a8 black rook · b8 black knight · c8 black bishop · d8 black queen · e8 black king · f8 black bishop · g8 black knight · h8 black rook · a7 black pawn · c7 black pawn · d7 black pawn · f7 black pawn · g7 black pawn · h7 black pawn · b6 black pawn · e6 black pawn · c4 white pawn · d4 white pawn · a2 white pawn · b2 white pawn · e2 white pawn · f2 white pawn · g2 white pawn · h2 white pawn · a1 white rook · b1 white knight · c1 white bishop · d1 white queen · e1 white king · f1 white bishop · g1 white knight · h1 white rook | a8 black rook · b8 black knight · c8 black bishop · d8 black queen · e8 black king · f8 black bishop · g8 black knight · h8 black rook · a7 black pawn · c7 black pawn · d7 black pawn · f7 black pawn · g7 black pawn · h7 black pawn · b6 black pawn · e6 black pawn · c4 white pawn · d4 white pawn · a2 white pawn · b2 white pawn · e2 white pawn · f2 white pawn · g2 white pawn · h2 white pawn · a1 white rook · b1 white knight · c1 white bishop · d1 white queen · e1 white king · f1 white bishop · g1 white knight · h1 white rook | a8 black rook · b8 black knight · c8 black bishop · d8 black queen · e8 black king · f8 black bishop · g8 black knight · h8 black rook · a7 black pawn · c7 black pawn · d7 black pawn · f7 black pawn · g7 black pawn · h7 black pawn · b6 black pawn · e6 black pawn · c4 white pawn · d4 white pawn · a2 white pawn · b2 white pawn · e2 white pawn · f2 white pawn · g2 white pawn · h2 white pawn · a1 white rook · b1 white knight · c1 white bishop · d1 white queen · e1 white king · f1 white bishop · g1 white knight · h1 white rook | 4 |
| 3 | a8 black rook · b8 black knight · c8 black bishop · d8 black queen · e8 black king · f8 black bishop · g8 black knight · h8 black rook · a7 black pawn · c7 black pawn · d7 black pawn · f7 black pawn · g7 black pawn · h7 black pawn · b6 black pawn · e6 black pawn · c4 white pawn · d4 white pawn · a2 white pawn · b2 white pawn · e2 white pawn · f2 white pawn · g2 white pawn · h2 white pawn · a1 white rook · b1 white knight · c1 white bishop · d1 white queen · e1 white king · f1 white bishop · g1 white knight · h1 white rook | a8 black rook · b8 black knight · c8 black bishop · d8 black queen · e8 black king · f8 black bishop · g8 black knight · h8 black rook · a7 black pawn · c7 black pawn · d7 black pawn · f7 black pawn · g7 black pawn · h7 black pawn · b6 black pawn · e6 black pawn · c4 white pawn · d4 white pawn · a2 white pawn · b2 white pawn · e2 white pawn · f2 white pawn · g2 white pawn · h2 white pawn · a1 white rook · b1 white knight · c1 white bishop · d1 white queen · e1 white king · f1 white bishop · g1 white knight · h1 white rook | a8 black rook · b8 black knight · c8 black bishop · d8 black queen · e8 black king · f8 black bishop · g8 black knight · h8 black rook · a7 black pawn · c7 black pawn · d7 black pawn · f7 black pawn · g7 black pawn · h7 black pawn · b6 black pawn · e6 black pawn · c4 white pawn · d4 white pawn · a2 white pawn · b2 white pawn · e2 white pawn · f2 white pawn · g2 white pawn · h2 white pawn · a1 white rook · b1 white knight · c1 white bishop · d1 white queen · e1 white king · f1 white bishop · g1 white knight · h1 white rook | a8 black rook · b8 black knight · c8 black bishop · d8 black queen · e8 black king · f8 black bishop · g8 black knight · h8 black rook · a7 black pawn · c7 black pawn · d7 black pawn · f7 black pawn · g7 black pawn · h7 black pawn · b6 black pawn · e6 black pawn · c4 white pawn · d4 white pawn · a2 white pawn · b2 white pawn · e2 white pawn · f2 white pawn · g2 white pawn · h2 white pawn · a1 white rook · b1 white knight · c1 white bishop · d1 white queen · e1 white king · f1 white bishop · g1 white knight · h1 white rook | a8 black rook · b8 black knight · c8 black bishop · d8 black queen · e8 black king · f8 black bishop · g8 black knight · h8 black rook · a7 black pawn · c7 black pawn · d7 black pawn · f7 black pawn · g7 black pawn · h7 black pawn · b6 black pawn · e6 black pawn · c4 white pawn · d4 white pawn · a2 white pawn · b2 white pawn · e2 white pawn · f2 white pawn · g2 white pawn · h2 white pawn · a1 white rook · b1 white knight · c1 white bishop · d1 white queen · e1 white king · f1 white bishop · g1 white knight · h1 white rook | a8 black rook · b8 black knight · c8 black bishop · d8 black queen · e8 black king · f8 black bishop · g8 black knight · h8 black rook · a7 black pawn · c7 black pawn · d7 black pawn · f7 black pawn · g7 black pawn · h7 black pawn · b6 black pawn · e6 black pawn · c4 white pawn · d4 white pawn · a2 white pawn · b2 white pawn · e2 white pawn · f2 white pawn · g2 white pawn · h2 white pawn · a1 white rook · b1 white knight · c1 white bishop · d1 white queen · e1 white king · f1 white bishop · g1 white knight · h1 white rook | a8 black rook · b8 black knight · c8 black bishop · d8 black queen · e8 black king · f8 black bishop · g8 black knight · h8 black rook · a7 black pawn · c7 black pawn · d7 black pawn · f7 black pawn · g7 black pawn · h7 black pawn · b6 black pawn · e6 black pawn · c4 white pawn · d4 white pawn · a2 white pawn · b2 white pawn · e2 white pawn · f2 white pawn · g2 white pawn · h2 white pawn · a1 white rook · b1 white knight · c1 white bishop · d1 white queen · e1 white king · f1 white bishop · g1 white knight · h1 white rook | a8 black rook · b8 black knight · c8 black bishop · d8 black queen · e8 black king · f8 black bishop · g8 black knight · h8 black rook · a7 black pawn · c7 black pawn · d7 black pawn · f7 black pawn · g7 black pawn · h7 black pawn · b6 black pawn · e6 black pawn · c4 white pawn · d4 white pawn · a2 white pawn · b2 white pawn · e2 white pawn · f2 white pawn · g2 white pawn · h2 white pawn · a1 white rook · b1 white knight · c1 white bishop · d1 white queen · e1 white king · f1 white bishop · g1 white knight · h1 white rook | 3 |
| 2 | a8 black rook · b8 black knight · c8 black bishop · d8 black queen · e8 black king · f8 black bishop · g8 black knight · h8 black rook · a7 black pawn · c7 black pawn · d7 black pawn · f7 black pawn · g7 black pawn · h7 black pawn · b6 black pawn · e6 black pawn · c4 white pawn · d4 white pawn · a2 white pawn · b2 white pawn · e2 white pawn · f2 white pawn · g2 white pawn · h2 white pawn · a1 white rook · b1 white knight · c1 white bishop · d1 white queen · e1 white king · f1 white bishop · g1 white knight · h1 white rook | a8 black rook · b8 black knight · c8 black bishop · d8 black queen · e8 black king · f8 black bishop · g8 black knight · h8 black rook · a7 black pawn · c7 black pawn · d7 black pawn · f7 black pawn · g7 black pawn · h7 black pawn · b6 black pawn · e6 black pawn · c4 white pawn · d4 white pawn · a2 white pawn · b2 white pawn · e2 white pawn · f2 white pawn · g2 white pawn · h2 white pawn · a1 white rook · b1 white knight · c1 white bishop · d1 white queen · e1 white king · f1 white bishop · g1 white knight · h1 white rook | a8 black rook · b8 black knight · c8 black bishop · d8 black queen · e8 black king · f8 black bishop · g8 black knight · h8 black rook · a7 black pawn · c7 black pawn · d7 black pawn · f7 black pawn · g7 black pawn · h7 black pawn · b6 black pawn · e6 black pawn · c4 white pawn · d4 white pawn · a2 white pawn · b2 white pawn · e2 white pawn · f2 white pawn · g2 white pawn · h2 white pawn · a1 white rook · b1 white knight · c1 white bishop · d1 white queen · e1 white king · f1 white bishop · g1 white knight · h1 white rook | a8 black rook · b8 black knight · c8 black bishop · d8 black queen · e8 black king · f8 black bishop · g8 black knight · h8 black rook · a7 black pawn · c7 black pawn · d7 black pawn · f7 black pawn · g7 black pawn · h7 black pawn · b6 black pawn · e6 black pawn · c4 white pawn · d4 white pawn · a2 white pawn · b2 white pawn · e2 white pawn · f2 white pawn · g2 white pawn · h2 white pawn · a1 white rook · b1 white knight · c1 white bishop · d1 white queen · e1 white king · f1 white bishop · g1 white knight · h1 white rook | a8 black rook · b8 black knight · c8 black bishop · d8 black queen · e8 black king · f8 black bishop · g8 black knight · h8 black rook · a7 black pawn · c7 black pawn · d7 black pawn · f7 black pawn · g7 black pawn · h7 black pawn · b6 black pawn · e6 black pawn · c4 white pawn · d4 white pawn · a2 white pawn · b2 white pawn · e2 white pawn · f2 white pawn · g2 white pawn · h2 white pawn · a1 white rook · b1 white knight · c1 white bishop · d1 white queen · e1 white king · f1 white bishop · g1 white knight · h1 white rook | a8 black rook · b8 black knight · c8 black bishop · d8 black queen · e8 black king · f8 black bishop · g8 black knight · h8 black rook · a7 black pawn · c7 black pawn · d7 black pawn · f7 black pawn · g7 black pawn · h7 black pawn · b6 black pawn · e6 black pawn · c4 white pawn · d4 white pawn · a2 white pawn · b2 white pawn · e2 white pawn · f2 white pawn · g2 white pawn · h2 white pawn · a1 white rook · b1 white knight · c1 white bishop · d1 white queen · e1 white king · f1 white bishop · g1 white knight · h1 white rook | a8 black rook · b8 black knight · c8 black bishop · d8 black queen · e8 black king · f8 black bishop · g8 black knight · h8 black rook · a7 black pawn · c7 black pawn · d7 black pawn · f7 black pawn · g7 black pawn · h7 black pawn · b6 black pawn · e6 black pawn · c4 white pawn · d4 white pawn · a2 white pawn · b2 white pawn · e2 white pawn · f2 white pawn · g2 white pawn · h2 white pawn · a1 white rook · b1 white knight · c1 white bishop · d1 white queen · e1 white king · f1 white bishop · g1 white knight · h1 white rook | a8 black rook · b8 black knight · c8 black bishop · d8 black queen · e8 black king · f8 black bishop · g8 black knight · h8 black rook · a7 black pawn · c7 black pawn · d7 black pawn · f7 black pawn · g7 black pawn · h7 black pawn · b6 black pawn · e6 black pawn · c4 white pawn · d4 white pawn · a2 white pawn · b2 white pawn · e2 white pawn · f2 white pawn · g2 white pawn · h2 white pawn · a1 white rook · b1 white knight · c1 white bishop · d1 white queen · e1 white king · f1 white bishop · g1 white knight · h1 white rook | 2 |
| 1 | a8 black rook · b8 black knight · c8 black bishop · d8 black queen · e8 black king · f8 black bishop · g8 black knight · h8 black rook · a7 black pawn · c7 black pawn · d7 black pawn · f7 black pawn · g7 black pawn · h7 black pawn · b6 black pawn · e6 black pawn · c4 white pawn · d4 white pawn · a2 white pawn · b2 white pawn · e2 white pawn · f2 white pawn · g2 white pawn · h2 white pawn · a1 white rook · b1 white knight · c1 white bishop · d1 white queen · e1 white king · f1 white bishop · g1 white knight · h1 white rook | a8 black rook · b8 black knight · c8 black bishop · d8 black queen · e8 black king · f8 black bishop · g8 black knight · h8 black rook · a7 black pawn · c7 black pawn · d7 black pawn · f7 black pawn · g7 black pawn · h7 black pawn · b6 black pawn · e6 black pawn · c4 white pawn · d4 white pawn · a2 white pawn · b2 white pawn · e2 white pawn · f2 white pawn · g2 white pawn · h2 white pawn · a1 white rook · b1 white knight · c1 white bishop · d1 white queen · e1 white king · f1 white bishop · g1 white knight · h1 white rook | a8 black rook · b8 black knight · c8 black bishop · d8 black queen · e8 black king · f8 black bishop · g8 black knight · h8 black rook · a7 black pawn · c7 black pawn · d7 black pawn · f7 black pawn · g7 black pawn · h7 black pawn · b6 black pawn · e6 black pawn · c4 white pawn · d4 white pawn · a2 white pawn · b2 white pawn · e2 white pawn · f2 white pawn · g2 white pawn · h2 white pawn · a1 white rook · b1 white knight · c1 white bishop · d1 white queen · e1 white king · f1 white bishop · g1 white knight · h1 white rook | a8 black rook · b8 black knight · c8 black bishop · d8 black queen · e8 black king · f8 black bishop · g8 black knight · h8 black rook · a7 black pawn · c7 black pawn · d7 black pawn · f7 black pawn · g7 black pawn · h7 black pawn · b6 black pawn · e6 black pawn · c4 white pawn · d4 white pawn · a2 white pawn · b2 white pawn · e2 white pawn · f2 white pawn · g2 white pawn · h2 white pawn · a1 white rook · b1 white knight · c1 white bishop · d1 white queen · e1 white king · f1 white bishop · g1 white knight · h1 white rook | a8 black rook · b8 black knight · c8 black bishop · d8 black queen · e8 black king · f8 black bishop · g8 black knight · h8 black rook · a7 black pawn · c7 black pawn · d7 black pawn · f7 black pawn · g7 black pawn · h7 black pawn · b6 black pawn · e6 black pawn · c4 white pawn · d4 white pawn · a2 white pawn · b2 white pawn · e2 white pawn · f2 white pawn · g2 white pawn · h2 white pawn · a1 white rook · b1 white knight · c1 white bishop · d1 white queen · e1 white king · f1 white bishop · g1 white knight · h1 white rook | a8 black rook · b8 black knight · c8 black bishop · d8 black queen · e8 black king · f8 black bishop · g8 black knight · h8 black rook · a7 black pawn · c7 black pawn · d7 black pawn · f7 black pawn · g7 black pawn · h7 black pawn · b6 black pawn · e6 black pawn · c4 white pawn · d4 white pawn · a2 white pawn · b2 white pawn · e2 white pawn · f2 white pawn · g2 white pawn · h2 white pawn · a1 white rook · b1 white knight · c1 white bishop · d1 white queen · e1 white king · f1 white bishop · g1 white knight · h1 white rook | a8 black rook · b8 black knight · c8 black bishop · d8 black queen · e8 black king · f8 black bishop · g8 black knight · h8 black rook · a7 black pawn · c7 black pawn · d7 black pawn · f7 black pawn · g7 black pawn · h7 black pawn · b6 black pawn · e6 black pawn · c4 white pawn · d4 white pawn · a2 white pawn · b2 white pawn · e2 white pawn · f2 white pawn · g2 white pawn · h2 white pawn · a1 white rook · b1 white knight · c1 white bishop · d1 white queen · e1 white king · f1 white bishop · g1 white knight · h1 white rook | a8 black rook · b8 black knight · c8 black bishop · d8 black queen · e8 black king · f8 black bishop · g8 black knight · h8 black rook · a7 black pawn · c7 black pawn · d7 black pawn · f7 black pawn · g7 black pawn · h7 black pawn · b6 black pawn · e6 black pawn · c4 white pawn · d4 white pawn · a2 white pawn · b2 white pawn · e2 white pawn · f2 white pawn · g2 white pawn · h2 white pawn · a1 white rook · b1 white knight · c1 white bishop · d1 white queen · e1 white king · f1 white bishop · g1 white knight · h1 white rook | 1 |
|   | a | b | c | d | e | f | g | h |   |

|   | a | b | c | d | e | f | g | h |   |
| 8 | a8 black rook · b8 black knight · c8 black bishop · d8 black queen · e8 black king · f8 black bishop · g8 black knight · h8 black rook · a7 black pawn · b7 black pawn · c7 black pawn · f7 black pawn · g7 black pawn · h7 black pawn · e6 black pawn · d5 black pawn · d4 white pawn · e4 white pawn · a2 white pawn · b2 white pawn · c2 white pawn · f2 white pawn · g2 white pawn · h2 white pawn · a1 white rook · b1 white knight · c1 white bishop · d1 white queen · e1 white king · f1 white bishop · g1 white knight · h1 white rook | a8 black rook · b8 black knight · c8 black bishop · d8 black queen · e8 black king · f8 black bishop · g8 black knight · h8 black rook · a7 black pawn · b7 black pawn · c7 black pawn · f7 black pawn · g7 black pawn · h7 black pawn · e6 black pawn · d5 black pawn · d4 white pawn · e4 white pawn · a2 white pawn · b2 white pawn · c2 white pawn · f2 white pawn · g2 white pawn · h2 white pawn · a1 white rook · b1 white knight · c1 white bishop · d1 white queen · e1 white king · f1 white bishop · g1 white knight · h1 white rook | a8 black rook · b8 black knight · c8 black bishop · d8 black queen · e8 black king · f8 black bishop · g8 black knight · h8 black rook · a7 black pawn · b7 black pawn · c7 black pawn · f7 black pawn · g7 black pawn · h7 black pawn · e6 black pawn · d5 black pawn · d4 white pawn · e4 white pawn · a2 white pawn · b2 white pawn · c2 white pawn · f2 white pawn · g2 white pawn · h2 white pawn · a1 white rook · b1 white knight · c1 white bishop · d1 white queen · e1 white king · f1 white bishop · g1 white knight · h1 white rook | a8 black rook · b8 black knight · c8 black bishop · d8 black queen · e8 black king · f8 black bishop · g8 black knight · h8 black rook · a7 black pawn · b7 black pawn · c7 black pawn · f7 black pawn · g7 black pawn · h7 black pawn · e6 black pawn · d5 black pawn · d4 white pawn · e4 white pawn · a2 white pawn · b2 white pawn · c2 white pawn · f2 white pawn · g2 white pawn · h2 white pawn · a1 white rook · b1 white knight · c1 white bishop · d1 white queen · e1 white king · f1 white bishop · g1 white knight · h1 white rook | a8 black rook · b8 black knight · c8 black bishop · d8 black queen · e8 black king · f8 black bishop · g8 black knight · h8 black rook · a7 black pawn · b7 black pawn · c7 black pawn · f7 black pawn · g7 black pawn · h7 black pawn · e6 black pawn · d5 black pawn · d4 white pawn · e4 white pawn · a2 white pawn · b2 white pawn · c2 white pawn · f2 white pawn · g2 white pawn · h2 white pawn · a1 white rook · b1 white knight · c1 white bishop · d1 white queen · e1 white king · f1 white bishop · g1 white knight · h1 white rook | a8 black rook · b8 black knight · c8 black bishop · d8 black queen · e8 black king · f8 black bishop · g8 black knight · h8 black rook · a7 black pawn · b7 black pawn · c7 black pawn · f7 black pawn · g7 black pawn · h7 black pawn · e6 black pawn · d5 black pawn · d4 white pawn · e4 white pawn · a2 white pawn · b2 white pawn · c2 white pawn · f2 white pawn · g2 white pawn · h2 white pawn · a1 white rook · b1 white knight · c1 white bishop · d1 white queen · e1 white king · f1 white bishop · g1 white knight · h1 white rook | a8 black rook · b8 black knight · c8 black bishop · d8 black queen · e8 black king · f8 black bishop · g8 black knight · h8 black rook · a7 black pawn · b7 black pawn · c7 black pawn · f7 black pawn · g7 black pawn · h7 black pawn · e6 black pawn · d5 black pawn · d4 white pawn · e4 white pawn · a2 white pawn · b2 white pawn · c2 white pawn · f2 white pawn · g2 white pawn · h2 white pawn · a1 white rook · b1 white knight · c1 white bishop · d1 white queen · e1 white king · f1 white bishop · g1 white knight · h1 white rook | a8 black rook · b8 black knight · c8 black bishop · d8 black queen · e8 black king · f8 black bishop · g8 black knight · h8 black rook · a7 black pawn · b7 black pawn · c7 black pawn · f7 black pawn · g7 black pawn · h7 black pawn · e6 black pawn · d5 black pawn · d4 white pawn · e4 white pawn · a2 white pawn · b2 white pawn · c2 white pawn · f2 white pawn · g2 white pawn · h2 white pawn · a1 white rook · b1 white knight · c1 white bishop · d1 white queen · e1 white king · f1 white bishop · g1 white knight · h1 white rook | 8 |
| 7 | a8 black rook · b8 black knight · c8 black bishop · d8 black queen · e8 black king · f8 black bishop · g8 black knight · h8 black rook · a7 black pawn · b7 black pawn · c7 black pawn · f7 black pawn · g7 black pawn · h7 black pawn · e6 black pawn · d5 black pawn · d4 white pawn · e4 white pawn · a2 white pawn · b2 white pawn · c2 white pawn · f2 white pawn · g2 white pawn · h2 white pawn · a1 white rook · b1 white knight · c1 white bishop · d1 white queen · e1 white king · f1 white bishop · g1 white knight · h1 white rook | a8 black rook · b8 black knight · c8 black bishop · d8 black queen · e8 black king · f8 black bishop · g8 black knight · h8 black rook · a7 black pawn · b7 black pawn · c7 black pawn · f7 black pawn · g7 black pawn · h7 black pawn · e6 black pawn · d5 black pawn · d4 white pawn · e4 white pawn · a2 white pawn · b2 white pawn · c2 white pawn · f2 white pawn · g2 white pawn · h2 white pawn · a1 white rook · b1 white knight · c1 white bishop · d1 white queen · e1 white king · f1 white bishop · g1 white knight · h1 white rook | a8 black rook · b8 black knight · c8 black bishop · d8 black queen · e8 black king · f8 black bishop · g8 black knight · h8 black rook · a7 black pawn · b7 black pawn · c7 black pawn · f7 black pawn · g7 black pawn · h7 black pawn · e6 black pawn · d5 black pawn · d4 white pawn · e4 white pawn · a2 white pawn · b2 white pawn · c2 white pawn · f2 white pawn · g2 white pawn · h2 white pawn · a1 white rook · b1 white knight · c1 white bishop · d1 white queen · e1 white king · f1 white bishop · g1 white knight · h1 white rook | a8 black rook · b8 black knight · c8 black bishop · d8 black queen · e8 black king · f8 black bishop · g8 black knight · h8 black rook · a7 black pawn · b7 black pawn · c7 black pawn · f7 black pawn · g7 black pawn · h7 black pawn · e6 black pawn · d5 black pawn · d4 white pawn · e4 white pawn · a2 white pawn · b2 white pawn · c2 white pawn · f2 white pawn · g2 white pawn · h2 white pawn · a1 white rook · b1 white knight · c1 white bishop · d1 white queen · e1 white king · f1 white bishop · g1 white knight · h1 white rook | a8 black rook · b8 black knight · c8 black bishop · d8 black queen · e8 black king · f8 black bishop · g8 black knight · h8 black rook · a7 black pawn · b7 black pawn · c7 black pawn · f7 black pawn · g7 black pawn · h7 black pawn · e6 black pawn · d5 black pawn · d4 white pawn · e4 white pawn · a2 white pawn · b2 white pawn · c2 white pawn · f2 white pawn · g2 white pawn · h2 white pawn · a1 white rook · b1 white knight · c1 white bishop · d1 white queen · e1 white king · f1 white bishop · g1 white knight · h1 white rook | a8 black rook · b8 black knight · c8 black bishop · d8 black queen · e8 black king · f8 black bishop · g8 black knight · h8 black rook · a7 black pawn · b7 black pawn · c7 black pawn · f7 black pawn · g7 black pawn · h7 black pawn · e6 black pawn · d5 black pawn · d4 white pawn · e4 white pawn · a2 white pawn · b2 white pawn · c2 white pawn · f2 white pawn · g2 white pawn · h2 white pawn · a1 white rook · b1 white knight · c1 white bishop · d1 white queen · e1 white king · f1 white bishop · g1 white knight · h1 white rook | a8 black rook · b8 black knight · c8 black bishop · d8 black queen · e8 black king · f8 black bishop · g8 black knight · h8 black rook · a7 black pawn · b7 black pawn · c7 black pawn · f7 black pawn · g7 black pawn · h7 black pawn · e6 black pawn · d5 black pawn · d4 white pawn · e4 white pawn · a2 white pawn · b2 white pawn · c2 white pawn · f2 white pawn · g2 white pawn · h2 white pawn · a1 white rook · b1 white knight · c1 white bishop · d1 white queen · e1 white king · f1 white bishop · g1 white knight · h1 white rook | a8 black rook · b8 black knight · c8 black bishop · d8 black queen · e8 black king · f8 black bishop · g8 black knight · h8 black rook · a7 black pawn · b7 black pawn · c7 black pawn · f7 black pawn · g7 black pawn · h7 black pawn · e6 black pawn · d5 black pawn · d4 white pawn · e4 white pawn · a2 white pawn · b2 white pawn · c2 white pawn · f2 white pawn · g2 white pawn · h2 white pawn · a1 white rook · b1 white knight · c1 white bishop · d1 white queen · e1 white king · f1 white bishop · g1 white knight · h1 white rook | 7 |
| 6 | a8 black rook · b8 black knight · c8 black bishop · d8 black queen · e8 black king · f8 black bishop · g8 black knight · h8 black rook · a7 black pawn · b7 black pawn · c7 black pawn · f7 black pawn · g7 black pawn · h7 black pawn · e6 black pawn · d5 black pawn · d4 white pawn · e4 white pawn · a2 white pawn · b2 white pawn · c2 white pawn · f2 white pawn · g2 white pawn · h2 white pawn · a1 white rook · b1 white knight · c1 white bishop · d1 white queen · e1 white king · f1 white bishop · g1 white knight · h1 white rook | a8 black rook · b8 black knight · c8 black bishop · d8 black queen · e8 black king · f8 black bishop · g8 black knight · h8 black rook · a7 black pawn · b7 black pawn · c7 black pawn · f7 black pawn · g7 black pawn · h7 black pawn · e6 black pawn · d5 black pawn · d4 white pawn · e4 white pawn · a2 white pawn · b2 white pawn · c2 white pawn · f2 white pawn · g2 white pawn · h2 white pawn · a1 white rook · b1 white knight · c1 white bishop · d1 white queen · e1 white king · f1 white bishop · g1 white knight · h1 white rook | a8 black rook · b8 black knight · c8 black bishop · d8 black queen · e8 black king · f8 black bishop · g8 black knight · h8 black rook · a7 black pawn · b7 black pawn · c7 black pawn · f7 black pawn · g7 black pawn · h7 black pawn · e6 black pawn · d5 black pawn · d4 white pawn · e4 white pawn · a2 white pawn · b2 white pawn · c2 white pawn · f2 white pawn · g2 white pawn · h2 white pawn · a1 white rook · b1 white knight · c1 white bishop · d1 white queen · e1 white king · f1 white bishop · g1 white knight · h1 white rook | a8 black rook · b8 black knight · c8 black bishop · d8 black queen · e8 black king · f8 black bishop · g8 black knight · h8 black rook · a7 black pawn · b7 black pawn · c7 black pawn · f7 black pawn · g7 black pawn · h7 black pawn · e6 black pawn · d5 black pawn · d4 white pawn · e4 white pawn · a2 white pawn · b2 white pawn · c2 white pawn · f2 white pawn · g2 white pawn · h2 white pawn · a1 white rook · b1 white knight · c1 white bishop · d1 white queen · e1 white king · f1 white bishop · g1 white knight · h1 white rook | a8 black rook · b8 black knight · c8 black bishop · d8 black queen · e8 black king · f8 black bishop · g8 black knight · h8 black rook · a7 black pawn · b7 black pawn · c7 black pawn · f7 black pawn · g7 black pawn · h7 black pawn · e6 black pawn · d5 black pawn · d4 white pawn · e4 white pawn · a2 white pawn · b2 white pawn · c2 white pawn · f2 white pawn · g2 white pawn · h2 white pawn · a1 white rook · b1 white knight · c1 white bishop · d1 white queen · e1 white king · f1 white bishop · g1 white knight · h1 white rook | a8 black rook · b8 black knight · c8 black bishop · d8 black queen · e8 black king · f8 black bishop · g8 black knight · h8 black rook · a7 black pawn · b7 black pawn · c7 black pawn · f7 black pawn · g7 black pawn · h7 black pawn · e6 black pawn · d5 black pawn · d4 white pawn · e4 white pawn · a2 white pawn · b2 white pawn · c2 white pawn · f2 white pawn · g2 white pawn · h2 white pawn · a1 white rook · b1 white knight · c1 white bishop · d1 white queen · e1 white king · f1 white bishop · g1 white knight · h1 white rook | a8 black rook · b8 black knight · c8 black bishop · d8 black queen · e8 black king · f8 black bishop · g8 black knight · h8 black rook · a7 black pawn · b7 black pawn · c7 black pawn · f7 black pawn · g7 black pawn · h7 black pawn · e6 black pawn · d5 black pawn · d4 white pawn · e4 white pawn · a2 white pawn · b2 white pawn · c2 white pawn · f2 white pawn · g2 white pawn · h2 white pawn · a1 white rook · b1 white knight · c1 white bishop · d1 white queen · e1 white king · f1 white bishop · g1 white knight · h1 white rook | a8 black rook · b8 black knight · c8 black bishop · d8 black queen · e8 black king · f8 black bishop · g8 black knight · h8 black rook · a7 black pawn · b7 black pawn · c7 black pawn · f7 black pawn · g7 black pawn · h7 black pawn · e6 black pawn · d5 black pawn · d4 white pawn · e4 white pawn · a2 white pawn · b2 white pawn · c2 white pawn · f2 white pawn · g2 white pawn · h2 white pawn · a1 white rook · b1 white knight · c1 white bishop · d1 white queen · e1 white king · f1 white bishop · g1 white knight · h1 white rook | 6 |
| 5 | a8 black rook · b8 black knight · c8 black bishop · d8 black queen · e8 black king · f8 black bishop · g8 black knight · h8 black rook · a7 black pawn · b7 black pawn · c7 black pawn · f7 black pawn · g7 black pawn · h7 black pawn · e6 black pawn · d5 black pawn · d4 white pawn · e4 white pawn · a2 white pawn · b2 white pawn · c2 white pawn · f2 white pawn · g2 white pawn · h2 white pawn · a1 white rook · b1 white knight · c1 white bishop · d1 white queen · e1 white king · f1 white bishop · g1 white knight · h1 white rook | a8 black rook · b8 black knight · c8 black bishop · d8 black queen · e8 black king · f8 black bishop · g8 black knight · h8 black rook · a7 black pawn · b7 black pawn · c7 black pawn · f7 black pawn · g7 black pawn · h7 black pawn · e6 black pawn · d5 black pawn · d4 white pawn · e4 white pawn · a2 white pawn · b2 white pawn · c2 white pawn · f2 white pawn · g2 white pawn · h2 white pawn · a1 white rook · b1 white knight · c1 white bishop · d1 white queen · e1 white king · f1 white bishop · g1 white knight · h1 white rook | a8 black rook · b8 black knight · c8 black bishop · d8 black queen · e8 black king · f8 black bishop · g8 black knight · h8 black rook · a7 black pawn · b7 black pawn · c7 black pawn · f7 black pawn · g7 black pawn · h7 black pawn · e6 black pawn · d5 black pawn · d4 white pawn · e4 white pawn · a2 white pawn · b2 white pawn · c2 white pawn · f2 white pawn · g2 white pawn · h2 white pawn · a1 white rook · b1 white knight · c1 white bishop · d1 white queen · e1 white king · f1 white bishop · g1 white knight · h1 white rook | a8 black rook · b8 black knight · c8 black bishop · d8 black queen · e8 black king · f8 black bishop · g8 black knight · h8 black rook · a7 black pawn · b7 black pawn · c7 black pawn · f7 black pawn · g7 black pawn · h7 black pawn · e6 black pawn · d5 black pawn · d4 white pawn · e4 white pawn · a2 white pawn · b2 white pawn · c2 white pawn · f2 white pawn · g2 white pawn · h2 white pawn · a1 white rook · b1 white knight · c1 white bishop · d1 white queen · e1 white king · f1 white bishop · g1 white knight · h1 white rook | a8 black rook · b8 black knight · c8 black bishop · d8 black queen · e8 black king · f8 black bishop · g8 black knight · h8 black rook · a7 black pawn · b7 black pawn · c7 black pawn · f7 black pawn · g7 black pawn · h7 black pawn · e6 black pawn · d5 black pawn · d4 white pawn · e4 white pawn · a2 white pawn · b2 white pawn · c2 white pawn · f2 white pawn · g2 white pawn · h2 white pawn · a1 white rook · b1 white knight · c1 white bishop · d1 white queen · e1 white king · f1 white bishop · g1 white knight · h1 white rook | a8 black rook · b8 black knight · c8 black bishop · d8 black queen · e8 black king · f8 black bishop · g8 black knight · h8 black rook · a7 black pawn · b7 black pawn · c7 black pawn · f7 black pawn · g7 black pawn · h7 black pawn · e6 black pawn · d5 black pawn · d4 white pawn · e4 white pawn · a2 white pawn · b2 white pawn · c2 white pawn · f2 white pawn · g2 white pawn · h2 white pawn · a1 white rook · b1 white knight · c1 white bishop · d1 white queen · e1 white king · f1 white bishop · g1 white knight · h1 white rook | a8 black rook · b8 black knight · c8 black bishop · d8 black queen · e8 black king · f8 black bishop · g8 black knight · h8 black rook · a7 black pawn · b7 black pawn · c7 black pawn · f7 black pawn · g7 black pawn · h7 black pawn · e6 black pawn · d5 black pawn · d4 white pawn · e4 white pawn · a2 white pawn · b2 white pawn · c2 white pawn · f2 white pawn · g2 white pawn · h2 white pawn · a1 white rook · b1 white knight · c1 white bishop · d1 white queen · e1 white king · f1 white bishop · g1 white knight · h1 white rook | a8 black rook · b8 black knight · c8 black bishop · d8 black queen · e8 black king · f8 black bishop · g8 black knight · h8 black rook · a7 black pawn · b7 black pawn · c7 black pawn · f7 black pawn · g7 black pawn · h7 black pawn · e6 black pawn · d5 black pawn · d4 white pawn · e4 white pawn · a2 white pawn · b2 white pawn · c2 white pawn · f2 white pawn · g2 white pawn · h2 white pawn · a1 white rook · b1 white knight · c1 white bishop · d1 white queen · e1 white king · f1 white bishop · g1 white knight · h1 white rook | 5 |
| 4 | a8 black rook · b8 black knight · c8 black bishop · d8 black queen · e8 black king · f8 black bishop · g8 black knight · h8 black rook · a7 black pawn · b7 black pawn · c7 black pawn · f7 black pawn · g7 black pawn · h7 black pawn · e6 black pawn · d5 black pawn · d4 white pawn · e4 white pawn · a2 white pawn · b2 white pawn · c2 white pawn · f2 white pawn · g2 white pawn · h2 white pawn · a1 white rook · b1 white knight · c1 white bishop · d1 white queen · e1 white king · f1 white bishop · g1 white knight · h1 white rook | a8 black rook · b8 black knight · c8 black bishop · d8 black queen · e8 black king · f8 black bishop · g8 black knight · h8 black rook · a7 black pawn · b7 black pawn · c7 black pawn · f7 black pawn · g7 black pawn · h7 black pawn · e6 black pawn · d5 black pawn · d4 white pawn · e4 white pawn · a2 white pawn · b2 white pawn · c2 white pawn · f2 white pawn · g2 white pawn · h2 white pawn · a1 white rook · b1 white knight · c1 white bishop · d1 white queen · e1 white king · f1 white bishop · g1 white knight · h1 white rook | a8 black rook · b8 black knight · c8 black bishop · d8 black queen · e8 black king · f8 black bishop · g8 black knight · h8 black rook · a7 black pawn · b7 black pawn · c7 black pawn · f7 black pawn · g7 black pawn · h7 black pawn · e6 black pawn · d5 black pawn · d4 white pawn · e4 white pawn · a2 white pawn · b2 white pawn · c2 white pawn · f2 white pawn · g2 white pawn · h2 white pawn · a1 white rook · b1 white knight · c1 white bishop · d1 white queen · e1 white king · f1 white bishop · g1 white knight · h1 white rook | a8 black rook · b8 black knight · c8 black bishop · d8 black queen · e8 black king · f8 black bishop · g8 black knight · h8 black rook · a7 black pawn · b7 black pawn · c7 black pawn · f7 black pawn · g7 black pawn · h7 black pawn · e6 black pawn · d5 black pawn · d4 white pawn · e4 white pawn · a2 white pawn · b2 white pawn · c2 white pawn · f2 white pawn · g2 white pawn · h2 white pawn · a1 white rook · b1 white knight · c1 white bishop · d1 white queen · e1 white king · f1 white bishop · g1 white knight · h1 white rook | a8 black rook · b8 black knight · c8 black bishop · d8 black queen · e8 black king · f8 black bishop · g8 black knight · h8 black rook · a7 black pawn · b7 black pawn · c7 black pawn · f7 black pawn · g7 black pawn · h7 black pawn · e6 black pawn · d5 black pawn · d4 white pawn · e4 white pawn · a2 white pawn · b2 white pawn · c2 white pawn · f2 white pawn · g2 white pawn · h2 white pawn · a1 white rook · b1 white knight · c1 white bishop · d1 white queen · e1 white king · f1 white bishop · g1 white knight · h1 white rook | a8 black rook · b8 black knight · c8 black bishop · d8 black queen · e8 black king · f8 black bishop · g8 black knight · h8 black rook · a7 black pawn · b7 black pawn · c7 black pawn · f7 black pawn · g7 black pawn · h7 black pawn · e6 black pawn · d5 black pawn · d4 white pawn · e4 white pawn · a2 white pawn · b2 white pawn · c2 white pawn · f2 white pawn · g2 white pawn · h2 white pawn · a1 white rook · b1 white knight · c1 white bishop · d1 white queen · e1 white king · f1 white bishop · g1 white knight · h1 white rook | a8 black rook · b8 black knight · c8 black bishop · d8 black queen · e8 black king · f8 black bishop · g8 black knight · h8 black rook · a7 black pawn · b7 black pawn · c7 black pawn · f7 black pawn · g7 black pawn · h7 black pawn · e6 black pawn · d5 black pawn · d4 white pawn · e4 white pawn · a2 white pawn · b2 white pawn · c2 white pawn · f2 white pawn · g2 white pawn · h2 white pawn · a1 white rook · b1 white knight · c1 white bishop · d1 white queen · e1 white king · f1 white bishop · g1 white knight · h1 white rook | a8 black rook · b8 black knight · c8 black bishop · d8 black queen · e8 black king · f8 black bishop · g8 black knight · h8 black rook · a7 black pawn · b7 black pawn · c7 black pawn · f7 black pawn · g7 black pawn · h7 black pawn · e6 black pawn · d5 black pawn · d4 white pawn · e4 white pawn · a2 white pawn · b2 white pawn · c2 white pawn · f2 white pawn · g2 white pawn · h2 white pawn · a1 white rook · b1 white knight · c1 white bishop · d1 white queen · e1 white king · f1 white bishop · g1 white knight · h1 white rook | 4 |
| 3 | a8 black rook · b8 black knight · c8 black bishop · d8 black queen · e8 black king · f8 black bishop · g8 black knight · h8 black rook · a7 black pawn · b7 black pawn · c7 black pawn · f7 black pawn · g7 black pawn · h7 black pawn · e6 black pawn · d5 black pawn · d4 white pawn · e4 white pawn · a2 white pawn · b2 white pawn · c2 white pawn · f2 white pawn · g2 white pawn · h2 white pawn · a1 white rook · b1 white knight · c1 white bishop · d1 white queen · e1 white king · f1 white bishop · g1 white knight · h1 white rook | a8 black rook · b8 black knight · c8 black bishop · d8 black queen · e8 black king · f8 black bishop · g8 black knight · h8 black rook · a7 black pawn · b7 black pawn · c7 black pawn · f7 black pawn · g7 black pawn · h7 black pawn · e6 black pawn · d5 black pawn · d4 white pawn · e4 white pawn · a2 white pawn · b2 white pawn · c2 white pawn · f2 white pawn · g2 white pawn · h2 white pawn · a1 white rook · b1 white knight · c1 white bishop · d1 white queen · e1 white king · f1 white bishop · g1 white knight · h1 white rook | a8 black rook · b8 black knight · c8 black bishop · d8 black queen · e8 black king · f8 black bishop · g8 black knight · h8 black rook · a7 black pawn · b7 black pawn · c7 black pawn · f7 black pawn · g7 black pawn · h7 black pawn · e6 black pawn · d5 black pawn · d4 white pawn · e4 white pawn · a2 white pawn · b2 white pawn · c2 white pawn · f2 white pawn · g2 white pawn · h2 white pawn · a1 white rook · b1 white knight · c1 white bishop · d1 white queen · e1 white king · f1 white bishop · g1 white knight · h1 white rook | a8 black rook · b8 black knight · c8 black bishop · d8 black queen · e8 black king · f8 black bishop · g8 black knight · h8 black rook · a7 black pawn · b7 black pawn · c7 black pawn · f7 black pawn · g7 black pawn · h7 black pawn · e6 black pawn · d5 black pawn · d4 white pawn · e4 white pawn · a2 white pawn · b2 white pawn · c2 white pawn · f2 white pawn · g2 white pawn · h2 white pawn · a1 white rook · b1 white knight · c1 white bishop · d1 white queen · e1 white king · f1 white bishop · g1 white knight · h1 white rook | a8 black rook · b8 black knight · c8 black bishop · d8 black queen · e8 black king · f8 black bishop · g8 black knight · h8 black rook · a7 black pawn · b7 black pawn · c7 black pawn · f7 black pawn · g7 black pawn · h7 black pawn · e6 black pawn · d5 black pawn · d4 white pawn · e4 white pawn · a2 white pawn · b2 white pawn · c2 white pawn · f2 white pawn · g2 white pawn · h2 white pawn · a1 white rook · b1 white knight · c1 white bishop · d1 white queen · e1 white king · f1 white bishop · g1 white knight · h1 white rook | a8 black rook · b8 black knight · c8 black bishop · d8 black queen · e8 black king · f8 black bishop · g8 black knight · h8 black rook · a7 black pawn · b7 black pawn · c7 black pawn · f7 black pawn · g7 black pawn · h7 black pawn · e6 black pawn · d5 black pawn · d4 white pawn · e4 white pawn · a2 white pawn · b2 white pawn · c2 white pawn · f2 white pawn · g2 white pawn · h2 white pawn · a1 white rook · b1 white knight · c1 white bishop · d1 white queen · e1 white king · f1 white bishop · g1 white knight · h1 white rook | a8 black rook · b8 black knight · c8 black bishop · d8 black queen · e8 black king · f8 black bishop · g8 black knight · h8 black rook · a7 black pawn · b7 black pawn · c7 black pawn · f7 black pawn · g7 black pawn · h7 black pawn · e6 black pawn · d5 black pawn · d4 white pawn · e4 white pawn · a2 white pawn · b2 white pawn · c2 white pawn · f2 white pawn · g2 white pawn · h2 white pawn · a1 white rook · b1 white knight · c1 white bishop · d1 white queen · e1 white king · f1 white bishop · g1 white knight · h1 white rook | a8 black rook · b8 black knight · c8 black bishop · d8 black queen · e8 black king · f8 black bishop · g8 black knight · h8 black rook · a7 black pawn · b7 black pawn · c7 black pawn · f7 black pawn · g7 black pawn · h7 black pawn · e6 black pawn · d5 black pawn · d4 white pawn · e4 white pawn · a2 white pawn · b2 white pawn · c2 white pawn · f2 white pawn · g2 white pawn · h2 white pawn · a1 white rook · b1 white knight · c1 white bishop · d1 white queen · e1 white king · f1 white bishop · g1 white knight · h1 white rook | 3 |
| 2 | a8 black rook · b8 black knight · c8 black bishop · d8 black queen · e8 black king · f8 black bishop · g8 black knight · h8 black rook · a7 black pawn · b7 black pawn · c7 black pawn · f7 black pawn · g7 black pawn · h7 black pawn · e6 black pawn · d5 black pawn · d4 white pawn · e4 white pawn · a2 white pawn · b2 white pawn · c2 white pawn · f2 white pawn · g2 white pawn · h2 white pawn · a1 white rook · b1 white knight · c1 white bishop · d1 white queen · e1 white king · f1 white bishop · g1 white knight · h1 white rook | a8 black rook · b8 black knight · c8 black bishop · d8 black queen · e8 black king · f8 black bishop · g8 black knight · h8 black rook · a7 black pawn · b7 black pawn · c7 black pawn · f7 black pawn · g7 black pawn · h7 black pawn · e6 black pawn · d5 black pawn · d4 white pawn · e4 white pawn · a2 white pawn · b2 white pawn · c2 white pawn · f2 white pawn · g2 white pawn · h2 white pawn · a1 white rook · b1 white knight · c1 white bishop · d1 white queen · e1 white king · f1 white bishop · g1 white knight · h1 white rook | a8 black rook · b8 black knight · c8 black bishop · d8 black queen · e8 black king · f8 black bishop · g8 black knight · h8 black rook · a7 black pawn · b7 black pawn · c7 black pawn · f7 black pawn · g7 black pawn · h7 black pawn · e6 black pawn · d5 black pawn · d4 white pawn · e4 white pawn · a2 white pawn · b2 white pawn · c2 white pawn · f2 white pawn · g2 white pawn · h2 white pawn · a1 white rook · b1 white knight · c1 white bishop · d1 white queen · e1 white king · f1 white bishop · g1 white knight · h1 white rook | a8 black rook · b8 black knight · c8 black bishop · d8 black queen · e8 black king · f8 black bishop · g8 black knight · h8 black rook · a7 black pawn · b7 black pawn · c7 black pawn · f7 black pawn · g7 black pawn · h7 black pawn · e6 black pawn · d5 black pawn · d4 white pawn · e4 white pawn · a2 white pawn · b2 white pawn · c2 white pawn · f2 white pawn · g2 white pawn · h2 white pawn · a1 white rook · b1 white knight · c1 white bishop · d1 white queen · e1 white king · f1 white bishop · g1 white knight · h1 white rook | a8 black rook · b8 black knight · c8 black bishop · d8 black queen · e8 black king · f8 black bishop · g8 black knight · h8 black rook · a7 black pawn · b7 black pawn · c7 black pawn · f7 black pawn · g7 black pawn · h7 black pawn · e6 black pawn · d5 black pawn · d4 white pawn · e4 white pawn · a2 white pawn · b2 white pawn · c2 white pawn · f2 white pawn · g2 white pawn · h2 white pawn · a1 white rook · b1 white knight · c1 white bishop · d1 white queen · e1 white king · f1 white bishop · g1 white knight · h1 white rook | a8 black rook · b8 black knight · c8 black bishop · d8 black queen · e8 black king · f8 black bishop · g8 black knight · h8 black rook · a7 black pawn · b7 black pawn · c7 black pawn · f7 black pawn · g7 black pawn · h7 black pawn · e6 black pawn · d5 black pawn · d4 white pawn · e4 white pawn · a2 white pawn · b2 white pawn · c2 white pawn · f2 white pawn · g2 white pawn · h2 white pawn · a1 white rook · b1 white knight · c1 white bishop · d1 white queen · e1 white king · f1 white bishop · g1 white knight · h1 white rook | a8 black rook · b8 black knight · c8 black bishop · d8 black queen · e8 black king · f8 black bishop · g8 black knight · h8 black rook · a7 black pawn · b7 black pawn · c7 black pawn · f7 black pawn · g7 black pawn · h7 black pawn · e6 black pawn · d5 black pawn · d4 white pawn · e4 white pawn · a2 white pawn · b2 white pawn · c2 white pawn · f2 white pawn · g2 white pawn · h2 white pawn · a1 white rook · b1 white knight · c1 white bishop · d1 white queen · e1 white king · f1 white bishop · g1 white knight · h1 white rook | a8 black rook · b8 black knight · c8 black bishop · d8 black queen · e8 black king · f8 black bishop · g8 black knight · h8 black rook · a7 black pawn · b7 black pawn · c7 black pawn · f7 black pawn · g7 black pawn · h7 black pawn · e6 black pawn · d5 black pawn · d4 white pawn · e4 white pawn · a2 white pawn · b2 white pawn · c2 white pawn · f2 white pawn · g2 white pawn · h2 white pawn · a1 white rook · b1 white knight · c1 white bishop · d1 white queen · e1 white king · f1 white bishop · g1 white knight · h1 white rook | 2 |
| 1 | a8 black rook · b8 black knight · c8 black bishop · d8 black queen · e8 black king · f8 black bishop · g8 black knight · h8 black rook · a7 black pawn · b7 black pawn · c7 black pawn · f7 black pawn · g7 black pawn · h7 black pawn · e6 black pawn · d5 black pawn · d4 white pawn · e4 white pawn · a2 white pawn · b2 white pawn · c2 white pawn · f2 white pawn · g2 white pawn · h2 white pawn · a1 white rook · b1 white knight · c1 white bishop · d1 white queen · e1 white king · f1 white bishop · g1 white knight · h1 white rook | a8 black rook · b8 black knight · c8 black bishop · d8 black queen · e8 black king · f8 black bishop · g8 black knight · h8 black rook · a7 black pawn · b7 black pawn · c7 black pawn · f7 black pawn · g7 black pawn · h7 black pawn · e6 black pawn · d5 black pawn · d4 white pawn · e4 white pawn · a2 white pawn · b2 white pawn · c2 white pawn · f2 white pawn · g2 white pawn · h2 white pawn · a1 white rook · b1 white knight · c1 white bishop · d1 white queen · e1 white king · f1 white bishop · g1 white knight · h1 white rook | a8 black rook · b8 black knight · c8 black bishop · d8 black queen · e8 black king · f8 black bishop · g8 black knight · h8 black rook · a7 black pawn · b7 black pawn · c7 black pawn · f7 black pawn · g7 black pawn · h7 black pawn · e6 black pawn · d5 black pawn · d4 white pawn · e4 white pawn · a2 white pawn · b2 white pawn · c2 white pawn · f2 white pawn · g2 white pawn · h2 white pawn · a1 white rook · b1 white knight · c1 white bishop · d1 white queen · e1 white king · f1 white bishop · g1 white knight · h1 white rook | a8 black rook · b8 black knight · c8 black bishop · d8 black queen · e8 black king · f8 black bishop · g8 black knight · h8 black rook · a7 black pawn · b7 black pawn · c7 black pawn · f7 black pawn · g7 black pawn · h7 black pawn · e6 black pawn · d5 black pawn · d4 white pawn · e4 white pawn · a2 white pawn · b2 white pawn · c2 white pawn · f2 white pawn · g2 white pawn · h2 white pawn · a1 white rook · b1 white knight · c1 white bishop · d1 white queen · e1 white king · f1 white bishop · g1 white knight · h1 white rook | a8 black rook · b8 black knight · c8 black bishop · d8 black queen · e8 black king · f8 black bishop · g8 black knight · h8 black rook · a7 black pawn · b7 black pawn · c7 black pawn · f7 black pawn · g7 black pawn · h7 black pawn · e6 black pawn · d5 black pawn · d4 white pawn · e4 white pawn · a2 white pawn · b2 white pawn · c2 white pawn · f2 white pawn · g2 white pawn · h2 white pawn · a1 white rook · b1 white knight · c1 white bishop · d1 white queen · e1 white king · f1 white bishop · g1 white knight · h1 white rook | a8 black rook · b8 black knight · c8 black bishop · d8 black queen · e8 black king · f8 black bishop · g8 black knight · h8 black rook · a7 black pawn · b7 black pawn · c7 black pawn · f7 black pawn · g7 black pawn · h7 black pawn · e6 black pawn · d5 black pawn · d4 white pawn · e4 white pawn · a2 white pawn · b2 white pawn · c2 white pawn · f2 white pawn · g2 white pawn · h2 white pawn · a1 white rook · b1 white knight · c1 white bishop · d1 white queen · e1 white king · f1 white bishop · g1 white knight · h1 white rook | a8 black rook · b8 black knight · c8 black bishop · d8 black queen · e8 black king · f8 black bishop · g8 black knight · h8 black rook · a7 black pawn · b7 black pawn · c7 black pawn · f7 black pawn · g7 black pawn · h7 black pawn · e6 black pawn · d5 black pawn · d4 white pawn · e4 white pawn · a2 white pawn · b2 white pawn · c2 white pawn · f2 white pawn · g2 white pawn · h2 white pawn · a1 white rook · b1 white knight · c1 white bishop · d1 white queen · e1 white king · f1 white bishop · g1 white knight · h1 white rook | a8 black rook · b8 black knight · c8 black bishop · d8 black queen · e8 black king · f8 black bishop · g8 black knight · h8 black rook · a7 black pawn · b7 black pawn · c7 black pawn · f7 black pawn · g7 black pawn · h7 black pawn · e6 black pawn · d5 black pawn · d4 white pawn · e4 white pawn · a2 white pawn · b2 white pawn · c2 white pawn · f2 white pawn · g2 white pawn · h2 white pawn · a1 white rook · b1 white knight · c1 white bishop · d1 white queen · e1 white king · f1 white bishop · g1 white knight · h1 white rook | 1 |
|   | a | b | c | d | e | f | g | h |   |

|   | a | b | c | d | e | f | g | h |   |
| 8 | a8 black rook · b8 black knight · c8 black bishop · d8 black queen · e8 black king · f8 black bishop · g8 black knight · h8 black rook · a7 black pawn · b7 black pawn · d7 black pawn · f7 black pawn · g7 black pawn · h7 black pawn · e6 black pawn · c5 black pawn · d4 white pawn · e4 white pawn · a2 white pawn · b2 white pawn · c2 white pawn · f2 white pawn · g2 white pawn · h2 white pawn · a1 white rook · b1 white knight · c1 white bishop · d1 white queen · e1 white king · f1 white bishop · g1 white knight · h1 white rook | a8 black rook · b8 black knight · c8 black bishop · d8 black queen · e8 black king · f8 black bishop · g8 black knight · h8 black rook · a7 black pawn · b7 black pawn · d7 black pawn · f7 black pawn · g7 black pawn · h7 black pawn · e6 black pawn · c5 black pawn · d4 white pawn · e4 white pawn · a2 white pawn · b2 white pawn · c2 white pawn · f2 white pawn · g2 white pawn · h2 white pawn · a1 white rook · b1 white knight · c1 white bishop · d1 white queen · e1 white king · f1 white bishop · g1 white knight · h1 white rook | a8 black rook · b8 black knight · c8 black bishop · d8 black queen · e8 black king · f8 black bishop · g8 black knight · h8 black rook · a7 black pawn · b7 black pawn · d7 black pawn · f7 black pawn · g7 black pawn · h7 black pawn · e6 black pawn · c5 black pawn · d4 white pawn · e4 white pawn · a2 white pawn · b2 white pawn · c2 white pawn · f2 white pawn · g2 white pawn · h2 white pawn · a1 white rook · b1 white knight · c1 white bishop · d1 white queen · e1 white king · f1 white bishop · g1 white knight · h1 white rook | a8 black rook · b8 black knight · c8 black bishop · d8 black queen · e8 black king · f8 black bishop · g8 black knight · h8 black rook · a7 black pawn · b7 black pawn · d7 black pawn · f7 black pawn · g7 black pawn · h7 black pawn · e6 black pawn · c5 black pawn · d4 white pawn · e4 white pawn · a2 white pawn · b2 white pawn · c2 white pawn · f2 white pawn · g2 white pawn · h2 white pawn · a1 white rook · b1 white knight · c1 white bishop · d1 white queen · e1 white king · f1 white bishop · g1 white knight · h1 white rook | a8 black rook · b8 black knight · c8 black bishop · d8 black queen · e8 black king · f8 black bishop · g8 black knight · h8 black rook · a7 black pawn · b7 black pawn · d7 black pawn · f7 black pawn · g7 black pawn · h7 black pawn · e6 black pawn · c5 black pawn · d4 white pawn · e4 white pawn · a2 white pawn · b2 white pawn · c2 white pawn · f2 white pawn · g2 white pawn · h2 white pawn · a1 white rook · b1 white knight · c1 white bishop · d1 white queen · e1 white king · f1 white bishop · g1 white knight · h1 white rook | a8 black rook · b8 black knight · c8 black bishop · d8 black queen · e8 black king · f8 black bishop · g8 black knight · h8 black rook · a7 black pawn · b7 black pawn · d7 black pawn · f7 black pawn · g7 black pawn · h7 black pawn · e6 black pawn · c5 black pawn · d4 white pawn · e4 white pawn · a2 white pawn · b2 white pawn · c2 white pawn · f2 white pawn · g2 white pawn · h2 white pawn · a1 white rook · b1 white knight · c1 white bishop · d1 white queen · e1 white king · f1 white bishop · g1 white knight · h1 white rook | a8 black rook · b8 black knight · c8 black bishop · d8 black queen · e8 black king · f8 black bishop · g8 black knight · h8 black rook · a7 black pawn · b7 black pawn · d7 black pawn · f7 black pawn · g7 black pawn · h7 black pawn · e6 black pawn · c5 black pawn · d4 white pawn · e4 white pawn · a2 white pawn · b2 white pawn · c2 white pawn · f2 white pawn · g2 white pawn · h2 white pawn · a1 white rook · b1 white knight · c1 white bishop · d1 white queen · e1 white king · f1 white bishop · g1 white knight · h1 white rook | a8 black rook · b8 black knight · c8 black bishop · d8 black queen · e8 black king · f8 black bishop · g8 black knight · h8 black rook · a7 black pawn · b7 black pawn · d7 black pawn · f7 black pawn · g7 black pawn · h7 black pawn · e6 black pawn · c5 black pawn · d4 white pawn · e4 white pawn · a2 white pawn · b2 white pawn · c2 white pawn · f2 white pawn · g2 white pawn · h2 white pawn · a1 white rook · b1 white knight · c1 white bishop · d1 white queen · e1 white king · f1 white bishop · g1 white knight · h1 white rook | 8 |
| 7 | a8 black rook · b8 black knight · c8 black bishop · d8 black queen · e8 black king · f8 black bishop · g8 black knight · h8 black rook · a7 black pawn · b7 black pawn · d7 black pawn · f7 black pawn · g7 black pawn · h7 black pawn · e6 black pawn · c5 black pawn · d4 white pawn · e4 white pawn · a2 white pawn · b2 white pawn · c2 white pawn · f2 white pawn · g2 white pawn · h2 white pawn · a1 white rook · b1 white knight · c1 white bishop · d1 white queen · e1 white king · f1 white bishop · g1 white knight · h1 white rook | a8 black rook · b8 black knight · c8 black bishop · d8 black queen · e8 black king · f8 black bishop · g8 black knight · h8 black rook · a7 black pawn · b7 black pawn · d7 black pawn · f7 black pawn · g7 black pawn · h7 black pawn · e6 black pawn · c5 black pawn · d4 white pawn · e4 white pawn · a2 white pawn · b2 white pawn · c2 white pawn · f2 white pawn · g2 white pawn · h2 white pawn · a1 white rook · b1 white knight · c1 white bishop · d1 white queen · e1 white king · f1 white bishop · g1 white knight · h1 white rook | a8 black rook · b8 black knight · c8 black bishop · d8 black queen · e8 black king · f8 black bishop · g8 black knight · h8 black rook · a7 black pawn · b7 black pawn · d7 black pawn · f7 black pawn · g7 black pawn · h7 black pawn · e6 black pawn · c5 black pawn · d4 white pawn · e4 white pawn · a2 white pawn · b2 white pawn · c2 white pawn · f2 white pawn · g2 white pawn · h2 white pawn · a1 white rook · b1 white knight · c1 white bishop · d1 white queen · e1 white king · f1 white bishop · g1 white knight · h1 white rook | a8 black rook · b8 black knight · c8 black bishop · d8 black queen · e8 black king · f8 black bishop · g8 black knight · h8 black rook · a7 black pawn · b7 black pawn · d7 black pawn · f7 black pawn · g7 black pawn · h7 black pawn · e6 black pawn · c5 black pawn · d4 white pawn · e4 white pawn · a2 white pawn · b2 white pawn · c2 white pawn · f2 white pawn · g2 white pawn · h2 white pawn · a1 white rook · b1 white knight · c1 white bishop · d1 white queen · e1 white king · f1 white bishop · g1 white knight · h1 white rook | a8 black rook · b8 black knight · c8 black bishop · d8 black queen · e8 black king · f8 black bishop · g8 black knight · h8 black rook · a7 black pawn · b7 black pawn · d7 black pawn · f7 black pawn · g7 black pawn · h7 black pawn · e6 black pawn · c5 black pawn · d4 white pawn · e4 white pawn · a2 white pawn · b2 white pawn · c2 white pawn · f2 white pawn · g2 white pawn · h2 white pawn · a1 white rook · b1 white knight · c1 white bishop · d1 white queen · e1 white king · f1 white bishop · g1 white knight · h1 white rook | a8 black rook · b8 black knight · c8 black bishop · d8 black queen · e8 black king · f8 black bishop · g8 black knight · h8 black rook · a7 black pawn · b7 black pawn · d7 black pawn · f7 black pawn · g7 black pawn · h7 black pawn · e6 black pawn · c5 black pawn · d4 white pawn · e4 white pawn · a2 white pawn · b2 white pawn · c2 white pawn · f2 white pawn · g2 white pawn · h2 white pawn · a1 white rook · b1 white knight · c1 white bishop · d1 white queen · e1 white king · f1 white bishop · g1 white knight · h1 white rook | a8 black rook · b8 black knight · c8 black bishop · d8 black queen · e8 black king · f8 black bishop · g8 black knight · h8 black rook · a7 black pawn · b7 black pawn · d7 black pawn · f7 black pawn · g7 black pawn · h7 black pawn · e6 black pawn · c5 black pawn · d4 white pawn · e4 white pawn · a2 white pawn · b2 white pawn · c2 white pawn · f2 white pawn · g2 white pawn · h2 white pawn · a1 white rook · b1 white knight · c1 white bishop · d1 white queen · e1 white king · f1 white bishop · g1 white knight · h1 white rook | a8 black rook · b8 black knight · c8 black bishop · d8 black queen · e8 black king · f8 black bishop · g8 black knight · h8 black rook · a7 black pawn · b7 black pawn · d7 black pawn · f7 black pawn · g7 black pawn · h7 black pawn · e6 black pawn · c5 black pawn · d4 white pawn · e4 white pawn · a2 white pawn · b2 white pawn · c2 white pawn · f2 white pawn · g2 white pawn · h2 white pawn · a1 white rook · b1 white knight · c1 white bishop · d1 white queen · e1 white king · f1 white bishop · g1 white knight · h1 white rook | 7 |
| 6 | a8 black rook · b8 black knight · c8 black bishop · d8 black queen · e8 black king · f8 black bishop · g8 black knight · h8 black rook · a7 black pawn · b7 black pawn · d7 black pawn · f7 black pawn · g7 black pawn · h7 black pawn · e6 black pawn · c5 black pawn · d4 white pawn · e4 white pawn · a2 white pawn · b2 white pawn · c2 white pawn · f2 white pawn · g2 white pawn · h2 white pawn · a1 white rook · b1 white knight · c1 white bishop · d1 white queen · e1 white king · f1 white bishop · g1 white knight · h1 white rook | a8 black rook · b8 black knight · c8 black bishop · d8 black queen · e8 black king · f8 black bishop · g8 black knight · h8 black rook · a7 black pawn · b7 black pawn · d7 black pawn · f7 black pawn · g7 black pawn · h7 black pawn · e6 black pawn · c5 black pawn · d4 white pawn · e4 white pawn · a2 white pawn · b2 white pawn · c2 white pawn · f2 white pawn · g2 white pawn · h2 white pawn · a1 white rook · b1 white knight · c1 white bishop · d1 white queen · e1 white king · f1 white bishop · g1 white knight · h1 white rook | a8 black rook · b8 black knight · c8 black bishop · d8 black queen · e8 black king · f8 black bishop · g8 black knight · h8 black rook · a7 black pawn · b7 black pawn · d7 black pawn · f7 black pawn · g7 black pawn · h7 black pawn · e6 black pawn · c5 black pawn · d4 white pawn · e4 white pawn · a2 white pawn · b2 white pawn · c2 white pawn · f2 white pawn · g2 white pawn · h2 white pawn · a1 white rook · b1 white knight · c1 white bishop · d1 white queen · e1 white king · f1 white bishop · g1 white knight · h1 white rook | a8 black rook · b8 black knight · c8 black bishop · d8 black queen · e8 black king · f8 black bishop · g8 black knight · h8 black rook · a7 black pawn · b7 black pawn · d7 black pawn · f7 black pawn · g7 black pawn · h7 black pawn · e6 black pawn · c5 black pawn · d4 white pawn · e4 white pawn · a2 white pawn · b2 white pawn · c2 white pawn · f2 white pawn · g2 white pawn · h2 white pawn · a1 white rook · b1 white knight · c1 white bishop · d1 white queen · e1 white king · f1 white bishop · g1 white knight · h1 white rook | a8 black rook · b8 black knight · c8 black bishop · d8 black queen · e8 black king · f8 black bishop · g8 black knight · h8 black rook · a7 black pawn · b7 black pawn · d7 black pawn · f7 black pawn · g7 black pawn · h7 black pawn · e6 black pawn · c5 black pawn · d4 white pawn · e4 white pawn · a2 white pawn · b2 white pawn · c2 white pawn · f2 white pawn · g2 white pawn · h2 white pawn · a1 white rook · b1 white knight · c1 white bishop · d1 white queen · e1 white king · f1 white bishop · g1 white knight · h1 white rook | a8 black rook · b8 black knight · c8 black bishop · d8 black queen · e8 black king · f8 black bishop · g8 black knight · h8 black rook · a7 black pawn · b7 black pawn · d7 black pawn · f7 black pawn · g7 black pawn · h7 black pawn · e6 black pawn · c5 black pawn · d4 white pawn · e4 white pawn · a2 white pawn · b2 white pawn · c2 white pawn · f2 white pawn · g2 white pawn · h2 white pawn · a1 white rook · b1 white knight · c1 white bishop · d1 white queen · e1 white king · f1 white bishop · g1 white knight · h1 white rook | a8 black rook · b8 black knight · c8 black bishop · d8 black queen · e8 black king · f8 black bishop · g8 black knight · h8 black rook · a7 black pawn · b7 black pawn · d7 black pawn · f7 black pawn · g7 black pawn · h7 black pawn · e6 black pawn · c5 black pawn · d4 white pawn · e4 white pawn · a2 white pawn · b2 white pawn · c2 white pawn · f2 white pawn · g2 white pawn · h2 white pawn · a1 white rook · b1 white knight · c1 white bishop · d1 white queen · e1 white king · f1 white bishop · g1 white knight · h1 white rook | a8 black rook · b8 black knight · c8 black bishop · d8 black queen · e8 black king · f8 black bishop · g8 black knight · h8 black rook · a7 black pawn · b7 black pawn · d7 black pawn · f7 black pawn · g7 black pawn · h7 black pawn · e6 black pawn · c5 black pawn · d4 white pawn · e4 white pawn · a2 white pawn · b2 white pawn · c2 white pawn · f2 white pawn · g2 white pawn · h2 white pawn · a1 white rook · b1 white knight · c1 white bishop · d1 white queen · e1 white king · f1 white bishop · g1 white knight · h1 white rook | 6 |
| 5 | a8 black rook · b8 black knight · c8 black bishop · d8 black queen · e8 black king · f8 black bishop · g8 black knight · h8 black rook · a7 black pawn · b7 black pawn · d7 black pawn · f7 black pawn · g7 black pawn · h7 black pawn · e6 black pawn · c5 black pawn · d4 white pawn · e4 white pawn · a2 white pawn · b2 white pawn · c2 white pawn · f2 white pawn · g2 white pawn · h2 white pawn · a1 white rook · b1 white knight · c1 white bishop · d1 white queen · e1 white king · f1 white bishop · g1 white knight · h1 white rook | a8 black rook · b8 black knight · c8 black bishop · d8 black queen · e8 black king · f8 black bishop · g8 black knight · h8 black rook · a7 black pawn · b7 black pawn · d7 black pawn · f7 black pawn · g7 black pawn · h7 black pawn · e6 black pawn · c5 black pawn · d4 white pawn · e4 white pawn · a2 white pawn · b2 white pawn · c2 white pawn · f2 white pawn · g2 white pawn · h2 white pawn · a1 white rook · b1 white knight · c1 white bishop · d1 white queen · e1 white king · f1 white bishop · g1 white knight · h1 white rook | a8 black rook · b8 black knight · c8 black bishop · d8 black queen · e8 black king · f8 black bishop · g8 black knight · h8 black rook · a7 black pawn · b7 black pawn · d7 black pawn · f7 black pawn · g7 black pawn · h7 black pawn · e6 black pawn · c5 black pawn · d4 white pawn · e4 white pawn · a2 white pawn · b2 white pawn · c2 white pawn · f2 white pawn · g2 white pawn · h2 white pawn · a1 white rook · b1 white knight · c1 white bishop · d1 white queen · e1 white king · f1 white bishop · g1 white knight · h1 white rook | a8 black rook · b8 black knight · c8 black bishop · d8 black queen · e8 black king · f8 black bishop · g8 black knight · h8 black rook · a7 black pawn · b7 black pawn · d7 black pawn · f7 black pawn · g7 black pawn · h7 black pawn · e6 black pawn · c5 black pawn · d4 white pawn · e4 white pawn · a2 white pawn · b2 white pawn · c2 white pawn · f2 white pawn · g2 white pawn · h2 white pawn · a1 white rook · b1 white knight · c1 white bishop · d1 white queen · e1 white king · f1 white bishop · g1 white knight · h1 white rook | a8 black rook · b8 black knight · c8 black bishop · d8 black queen · e8 black king · f8 black bishop · g8 black knight · h8 black rook · a7 black pawn · b7 black pawn · d7 black pawn · f7 black pawn · g7 black pawn · h7 black pawn · e6 black pawn · c5 black pawn · d4 white pawn · e4 white pawn · a2 white pawn · b2 white pawn · c2 white pawn · f2 white pawn · g2 white pawn · h2 white pawn · a1 white rook · b1 white knight · c1 white bishop · d1 white queen · e1 white king · f1 white bishop · g1 white knight · h1 white rook | a8 black rook · b8 black knight · c8 black bishop · d8 black queen · e8 black king · f8 black bishop · g8 black knight · h8 black rook · a7 black pawn · b7 black pawn · d7 black pawn · f7 black pawn · g7 black pawn · h7 black pawn · e6 black pawn · c5 black pawn · d4 white pawn · e4 white pawn · a2 white pawn · b2 white pawn · c2 white pawn · f2 white pawn · g2 white pawn · h2 white pawn · a1 white rook · b1 white knight · c1 white bishop · d1 white queen · e1 white king · f1 white bishop · g1 white knight · h1 white rook | a8 black rook · b8 black knight · c8 black bishop · d8 black queen · e8 black king · f8 black bishop · g8 black knight · h8 black rook · a7 black pawn · b7 black pawn · d7 black pawn · f7 black pawn · g7 black pawn · h7 black pawn · e6 black pawn · c5 black pawn · d4 white pawn · e4 white pawn · a2 white pawn · b2 white pawn · c2 white pawn · f2 white pawn · g2 white pawn · h2 white pawn · a1 white rook · b1 white knight · c1 white bishop · d1 white queen · e1 white king · f1 white bishop · g1 white knight · h1 white rook | a8 black rook · b8 black knight · c8 black bishop · d8 black queen · e8 black king · f8 black bishop · g8 black knight · h8 black rook · a7 black pawn · b7 black pawn · d7 black pawn · f7 black pawn · g7 black pawn · h7 black pawn · e6 black pawn · c5 black pawn · d4 white pawn · e4 white pawn · a2 white pawn · b2 white pawn · c2 white pawn · f2 white pawn · g2 white pawn · h2 white pawn · a1 white rook · b1 white knight · c1 white bishop · d1 white queen · e1 white king · f1 white bishop · g1 white knight · h1 white rook | 5 |
| 4 | a8 black rook · b8 black knight · c8 black bishop · d8 black queen · e8 black king · f8 black bishop · g8 black knight · h8 black rook · a7 black pawn · b7 black pawn · d7 black pawn · f7 black pawn · g7 black pawn · h7 black pawn · e6 black pawn · c5 black pawn · d4 white pawn · e4 white pawn · a2 white pawn · b2 white pawn · c2 white pawn · f2 white pawn · g2 white pawn · h2 white pawn · a1 white rook · b1 white knight · c1 white bishop · d1 white queen · e1 white king · f1 white bishop · g1 white knight · h1 white rook | a8 black rook · b8 black knight · c8 black bishop · d8 black queen · e8 black king · f8 black bishop · g8 black knight · h8 black rook · a7 black pawn · b7 black pawn · d7 black pawn · f7 black pawn · g7 black pawn · h7 black pawn · e6 black pawn · c5 black pawn · d4 white pawn · e4 white pawn · a2 white pawn · b2 white pawn · c2 white pawn · f2 white pawn · g2 white pawn · h2 white pawn · a1 white rook · b1 white knight · c1 white bishop · d1 white queen · e1 white king · f1 white bishop · g1 white knight · h1 white rook | a8 black rook · b8 black knight · c8 black bishop · d8 black queen · e8 black king · f8 black bishop · g8 black knight · h8 black rook · a7 black pawn · b7 black pawn · d7 black pawn · f7 black pawn · g7 black pawn · h7 black pawn · e6 black pawn · c5 black pawn · d4 white pawn · e4 white pawn · a2 white pawn · b2 white pawn · c2 white pawn · f2 white pawn · g2 white pawn · h2 white pawn · a1 white rook · b1 white knight · c1 white bishop · d1 white queen · e1 white king · f1 white bishop · g1 white knight · h1 white rook | a8 black rook · b8 black knight · c8 black bishop · d8 black queen · e8 black king · f8 black bishop · g8 black knight · h8 black rook · a7 black pawn · b7 black pawn · d7 black pawn · f7 black pawn · g7 black pawn · h7 black pawn · e6 black pawn · c5 black pawn · d4 white pawn · e4 white pawn · a2 white pawn · b2 white pawn · c2 white pawn · f2 white pawn · g2 white pawn · h2 white pawn · a1 white rook · b1 white knight · c1 white bishop · d1 white queen · e1 white king · f1 white bishop · g1 white knight · h1 white rook | a8 black rook · b8 black knight · c8 black bishop · d8 black queen · e8 black king · f8 black bishop · g8 black knight · h8 black rook · a7 black pawn · b7 black pawn · d7 black pawn · f7 black pawn · g7 black pawn · h7 black pawn · e6 black pawn · c5 black pawn · d4 white pawn · e4 white pawn · a2 white pawn · b2 white pawn · c2 white pawn · f2 white pawn · g2 white pawn · h2 white pawn · a1 white rook · b1 white knight · c1 white bishop · d1 white queen · e1 white king · f1 white bishop · g1 white knight · h1 white rook | a8 black rook · b8 black knight · c8 black bishop · d8 black queen · e8 black king · f8 black bishop · g8 black knight · h8 black rook · a7 black pawn · b7 black pawn · d7 black pawn · f7 black pawn · g7 black pawn · h7 black pawn · e6 black pawn · c5 black pawn · d4 white pawn · e4 white pawn · a2 white pawn · b2 white pawn · c2 white pawn · f2 white pawn · g2 white pawn · h2 white pawn · a1 white rook · b1 white knight · c1 white bishop · d1 white queen · e1 white king · f1 white bishop · g1 white knight · h1 white rook | a8 black rook · b8 black knight · c8 black bishop · d8 black queen · e8 black king · f8 black bishop · g8 black knight · h8 black rook · a7 black pawn · b7 black pawn · d7 black pawn · f7 black pawn · g7 black pawn · h7 black pawn · e6 black pawn · c5 black pawn · d4 white pawn · e4 white pawn · a2 white pawn · b2 white pawn · c2 white pawn · f2 white pawn · g2 white pawn · h2 white pawn · a1 white rook · b1 white knight · c1 white bishop · d1 white queen · e1 white king · f1 white bishop · g1 white knight · h1 white rook | a8 black rook · b8 black knight · c8 black bishop · d8 black queen · e8 black king · f8 black bishop · g8 black knight · h8 black rook · a7 black pawn · b7 black pawn · d7 black pawn · f7 black pawn · g7 black pawn · h7 black pawn · e6 black pawn · c5 black pawn · d4 white pawn · e4 white pawn · a2 white pawn · b2 white pawn · c2 white pawn · f2 white pawn · g2 white pawn · h2 white pawn · a1 white rook · b1 white knight · c1 white bishop · d1 white queen · e1 white king · f1 white bishop · g1 white knight · h1 white rook | 4 |
| 3 | a8 black rook · b8 black knight · c8 black bishop · d8 black queen · e8 black king · f8 black bishop · g8 black knight · h8 black rook · a7 black pawn · b7 black pawn · d7 black pawn · f7 black pawn · g7 black pawn · h7 black pawn · e6 black pawn · c5 black pawn · d4 white pawn · e4 white pawn · a2 white pawn · b2 white pawn · c2 white pawn · f2 white pawn · g2 white pawn · h2 white pawn · a1 white rook · b1 white knight · c1 white bishop · d1 white queen · e1 white king · f1 white bishop · g1 white knight · h1 white rook | a8 black rook · b8 black knight · c8 black bishop · d8 black queen · e8 black king · f8 black bishop · g8 black knight · h8 black rook · a7 black pawn · b7 black pawn · d7 black pawn · f7 black pawn · g7 black pawn · h7 black pawn · e6 black pawn · c5 black pawn · d4 white pawn · e4 white pawn · a2 white pawn · b2 white pawn · c2 white pawn · f2 white pawn · g2 white pawn · h2 white pawn · a1 white rook · b1 white knight · c1 white bishop · d1 white queen · e1 white king · f1 white bishop · g1 white knight · h1 white rook | a8 black rook · b8 black knight · c8 black bishop · d8 black queen · e8 black king · f8 black bishop · g8 black knight · h8 black rook · a7 black pawn · b7 black pawn · d7 black pawn · f7 black pawn · g7 black pawn · h7 black pawn · e6 black pawn · c5 black pawn · d4 white pawn · e4 white pawn · a2 white pawn · b2 white pawn · c2 white pawn · f2 white pawn · g2 white pawn · h2 white pawn · a1 white rook · b1 white knight · c1 white bishop · d1 white queen · e1 white king · f1 white bishop · g1 white knight · h1 white rook | a8 black rook · b8 black knight · c8 black bishop · d8 black queen · e8 black king · f8 black bishop · g8 black knight · h8 black rook · a7 black pawn · b7 black pawn · d7 black pawn · f7 black pawn · g7 black pawn · h7 black pawn · e6 black pawn · c5 black pawn · d4 white pawn · e4 white pawn · a2 white pawn · b2 white pawn · c2 white pawn · f2 white pawn · g2 white pawn · h2 white pawn · a1 white rook · b1 white knight · c1 white bishop · d1 white queen · e1 white king · f1 white bishop · g1 white knight · h1 white rook | a8 black rook · b8 black knight · c8 black bishop · d8 black queen · e8 black king · f8 black bishop · g8 black knight · h8 black rook · a7 black pawn · b7 black pawn · d7 black pawn · f7 black pawn · g7 black pawn · h7 black pawn · e6 black pawn · c5 black pawn · d4 white pawn · e4 white pawn · a2 white pawn · b2 white pawn · c2 white pawn · f2 white pawn · g2 white pawn · h2 white pawn · a1 white rook · b1 white knight · c1 white bishop · d1 white queen · e1 white king · f1 white bishop · g1 white knight · h1 white rook | a8 black rook · b8 black knight · c8 black bishop · d8 black queen · e8 black king · f8 black bishop · g8 black knight · h8 black rook · a7 black pawn · b7 black pawn · d7 black pawn · f7 black pawn · g7 black pawn · h7 black pawn · e6 black pawn · c5 black pawn · d4 white pawn · e4 white pawn · a2 white pawn · b2 white pawn · c2 white pawn · f2 white pawn · g2 white pawn · h2 white pawn · a1 white rook · b1 white knight · c1 white bishop · d1 white queen · e1 white king · f1 white bishop · g1 white knight · h1 white rook | a8 black rook · b8 black knight · c8 black bishop · d8 black queen · e8 black king · f8 black bishop · g8 black knight · h8 black rook · a7 black pawn · b7 black pawn · d7 black pawn · f7 black pawn · g7 black pawn · h7 black pawn · e6 black pawn · c5 black pawn · d4 white pawn · e4 white pawn · a2 white pawn · b2 white pawn · c2 white pawn · f2 white pawn · g2 white pawn · h2 white pawn · a1 white rook · b1 white knight · c1 white bishop · d1 white queen · e1 white king · f1 white bishop · g1 white knight · h1 white rook | a8 black rook · b8 black knight · c8 black bishop · d8 black queen · e8 black king · f8 black bishop · g8 black knight · h8 black rook · a7 black pawn · b7 black pawn · d7 black pawn · f7 black pawn · g7 black pawn · h7 black pawn · e6 black pawn · c5 black pawn · d4 white pawn · e4 white pawn · a2 white pawn · b2 white pawn · c2 white pawn · f2 white pawn · g2 white pawn · h2 white pawn · a1 white rook · b1 white knight · c1 white bishop · d1 white queen · e1 white king · f1 white bishop · g1 white knight · h1 white rook | 3 |
| 2 | a8 black rook · b8 black knight · c8 black bishop · d8 black queen · e8 black king · f8 black bishop · g8 black knight · h8 black rook · a7 black pawn · b7 black pawn · d7 black pawn · f7 black pawn · g7 black pawn · h7 black pawn · e6 black pawn · c5 black pawn · d4 white pawn · e4 white pawn · a2 white pawn · b2 white pawn · c2 white pawn · f2 white pawn · g2 white pawn · h2 white pawn · a1 white rook · b1 white knight · c1 white bishop · d1 white queen · e1 white king · f1 white bishop · g1 white knight · h1 white rook | a8 black rook · b8 black knight · c8 black bishop · d8 black queen · e8 black king · f8 black bishop · g8 black knight · h8 black rook · a7 black pawn · b7 black pawn · d7 black pawn · f7 black pawn · g7 black pawn · h7 black pawn · e6 black pawn · c5 black pawn · d4 white pawn · e4 white pawn · a2 white pawn · b2 white pawn · c2 white pawn · f2 white pawn · g2 white pawn · h2 white pawn · a1 white rook · b1 white knight · c1 white bishop · d1 white queen · e1 white king · f1 white bishop · g1 white knight · h1 white rook | a8 black rook · b8 black knight · c8 black bishop · d8 black queen · e8 black king · f8 black bishop · g8 black knight · h8 black rook · a7 black pawn · b7 black pawn · d7 black pawn · f7 black pawn · g7 black pawn · h7 black pawn · e6 black pawn · c5 black pawn · d4 white pawn · e4 white pawn · a2 white pawn · b2 white pawn · c2 white pawn · f2 white pawn · g2 white pawn · h2 white pawn · a1 white rook · b1 white knight · c1 white bishop · d1 white queen · e1 white king · f1 white bishop · g1 white knight · h1 white rook | a8 black rook · b8 black knight · c8 black bishop · d8 black queen · e8 black king · f8 black bishop · g8 black knight · h8 black rook · a7 black pawn · b7 black pawn · d7 black pawn · f7 black pawn · g7 black pawn · h7 black pawn · e6 black pawn · c5 black pawn · d4 white pawn · e4 white pawn · a2 white pawn · b2 white pawn · c2 white pawn · f2 white pawn · g2 white pawn · h2 white pawn · a1 white rook · b1 white knight · c1 white bishop · d1 white queen · e1 white king · f1 white bishop · g1 white knight · h1 white rook | a8 black rook · b8 black knight · c8 black bishop · d8 black queen · e8 black king · f8 black bishop · g8 black knight · h8 black rook · a7 black pawn · b7 black pawn · d7 black pawn · f7 black pawn · g7 black pawn · h7 black pawn · e6 black pawn · c5 black pawn · d4 white pawn · e4 white pawn · a2 white pawn · b2 white pawn · c2 white pawn · f2 white pawn · g2 white pawn · h2 white pawn · a1 white rook · b1 white knight · c1 white bishop · d1 white queen · e1 white king · f1 white bishop · g1 white knight · h1 white rook | a8 black rook · b8 black knight · c8 black bishop · d8 black queen · e8 black king · f8 black bishop · g8 black knight · h8 black rook · a7 black pawn · b7 black pawn · d7 black pawn · f7 black pawn · g7 black pawn · h7 black pawn · e6 black pawn · c5 black pawn · d4 white pawn · e4 white pawn · a2 white pawn · b2 white pawn · c2 white pawn · f2 white pawn · g2 white pawn · h2 white pawn · a1 white rook · b1 white knight · c1 white bishop · d1 white queen · e1 white king · f1 white bishop · g1 white knight · h1 white rook | a8 black rook · b8 black knight · c8 black bishop · d8 black queen · e8 black king · f8 black bishop · g8 black knight · h8 black rook · a7 black pawn · b7 black pawn · d7 black pawn · f7 black pawn · g7 black pawn · h7 black pawn · e6 black pawn · c5 black pawn · d4 white pawn · e4 white pawn · a2 white pawn · b2 white pawn · c2 white pawn · f2 white pawn · g2 white pawn · h2 white pawn · a1 white rook · b1 white knight · c1 white bishop · d1 white queen · e1 white king · f1 white bishop · g1 white knight · h1 white rook | a8 black rook · b8 black knight · c8 black bishop · d8 black queen · e8 black king · f8 black bishop · g8 black knight · h8 black rook · a7 black pawn · b7 black pawn · d7 black pawn · f7 black pawn · g7 black pawn · h7 black pawn · e6 black pawn · c5 black pawn · d4 white pawn · e4 white pawn · a2 white pawn · b2 white pawn · c2 white pawn · f2 white pawn · g2 white pawn · h2 white pawn · a1 white rook · b1 white knight · c1 white bishop · d1 white queen · e1 white king · f1 white bishop · g1 white knight · h1 white rook | 2 |
| 1 | a8 black rook · b8 black knight · c8 black bishop · d8 black queen · e8 black king · f8 black bishop · g8 black knight · h8 black rook · a7 black pawn · b7 black pawn · d7 black pawn · f7 black pawn · g7 black pawn · h7 black pawn · e6 black pawn · c5 black pawn · d4 white pawn · e4 white pawn · a2 white pawn · b2 white pawn · c2 white pawn · f2 white pawn · g2 white pawn · h2 white pawn · a1 white rook · b1 white knight · c1 white bishop · d1 white queen · e1 white king · f1 white bishop · g1 white knight · h1 white rook | a8 black rook · b8 black knight · c8 black bishop · d8 black queen · e8 black king · f8 black bishop · g8 black knight · h8 black rook · a7 black pawn · b7 black pawn · d7 black pawn · f7 black pawn · g7 black pawn · h7 black pawn · e6 black pawn · c5 black pawn · d4 white pawn · e4 white pawn · a2 white pawn · b2 white pawn · c2 white pawn · f2 white pawn · g2 white pawn · h2 white pawn · a1 white rook · b1 white knight · c1 white bishop · d1 white queen · e1 white king · f1 white bishop · g1 white knight · h1 white rook | a8 black rook · b8 black knight · c8 black bishop · d8 black queen · e8 black king · f8 black bishop · g8 black knight · h8 black rook · a7 black pawn · b7 black pawn · d7 black pawn · f7 black pawn · g7 black pawn · h7 black pawn · e6 black pawn · c5 black pawn · d4 white pawn · e4 white pawn · a2 white pawn · b2 white pawn · c2 white pawn · f2 white pawn · g2 white pawn · h2 white pawn · a1 white rook · b1 white knight · c1 white bishop · d1 white queen · e1 white king · f1 white bishop · g1 white knight · h1 white rook | a8 black rook · b8 black knight · c8 black bishop · d8 black queen · e8 black king · f8 black bishop · g8 black knight · h8 black rook · a7 black pawn · b7 black pawn · d7 black pawn · f7 black pawn · g7 black pawn · h7 black pawn · e6 black pawn · c5 black pawn · d4 white pawn · e4 white pawn · a2 white pawn · b2 white pawn · c2 white pawn · f2 white pawn · g2 white pawn · h2 white pawn · a1 white rook · b1 white knight · c1 white bishop · d1 white queen · e1 white king · f1 white bishop · g1 white knight · h1 white rook | a8 black rook · b8 black knight · c8 black bishop · d8 black queen · e8 black king · f8 black bishop · g8 black knight · h8 black rook · a7 black pawn · b7 black pawn · d7 black pawn · f7 black pawn · g7 black pawn · h7 black pawn · e6 black pawn · c5 black pawn · d4 white pawn · e4 white pawn · a2 white pawn · b2 white pawn · c2 white pawn · f2 white pawn · g2 white pawn · h2 white pawn · a1 white rook · b1 white knight · c1 white bishop · d1 white queen · e1 white king · f1 white bishop · g1 white knight · h1 white rook | a8 black rook · b8 black knight · c8 black bishop · d8 black queen · e8 black king · f8 black bishop · g8 black knight · h8 black rook · a7 black pawn · b7 black pawn · d7 black pawn · f7 black pawn · g7 black pawn · h7 black pawn · e6 black pawn · c5 black pawn · d4 white pawn · e4 white pawn · a2 white pawn · b2 white pawn · c2 white pawn · f2 white pawn · g2 white pawn · h2 white pawn · a1 white rook · b1 white knight · c1 white bishop · d1 white queen · e1 white king · f1 white bishop · g1 white knight · h1 white rook | a8 black rook · b8 black knight · c8 black bishop · d8 black queen · e8 black king · f8 black bishop · g8 black knight · h8 black rook · a7 black pawn · b7 black pawn · d7 black pawn · f7 black pawn · g7 black pawn · h7 black pawn · e6 black pawn · c5 black pawn · d4 white pawn · e4 white pawn · a2 white pawn · b2 white pawn · c2 white pawn · f2 white pawn · g2 white pawn · h2 white pawn · a1 white rook · b1 white knight · c1 white bishop · d1 white queen · e1 white king · f1 white bishop · g1 white knight · h1 white rook | a8 black rook · b8 black knight · c8 black bishop · d8 black queen · e8 black king · f8 black bishop · g8 black knight · h8 black rook · a7 black pawn · b7 black pawn · d7 black pawn · f7 black pawn · g7 black pawn · h7 black pawn · e6 black pawn · c5 black pawn · d4 white pawn · e4 white pawn · a2 white pawn · b2 white pawn · c2 white pawn · f2 white pawn · g2 white pawn · h2 white pawn · a1 white rook · b1 white knight · c1 white bishop · d1 white queen · e1 white king · f1 white bishop · g1 white knight · h1 white rook | 1 |
|   | a | b | c | d | e | f | g | h |   |